# La Spezia
La Spezia (Spèza in dialetto spezzino, pronunciato /ˈspɛza/; Spézza o Spezza in ligure, pronunciato /ˈspezˑa/) è un comune italiano di 92 671 abitanti, capoluogo della provincia omonima in Liguria. È il secondo comune della regione per popolazione dopo Genova.
La città si trova all'estremo levante della regione Liguria, a pochi chilometri dal confine con la Toscana, al centro di un profondo golfo naturale al quale dà il nome. Il golfo, che è conosciuto anche con l'appellativo di Golfo dei Poeti per la sua bellezza, è cinto da una continua catena di alture le cui cime più elevate, il monte Verrugoli (749 m s.l.m.), il monte Parodi (673 m s.l.m.), il monte Santa Croce (543 m s.l.m.) e il monte Viseggi (347 m s.l.m.), situate sul versante occidentale del centro abitato, sovrastano la città della Spezia.
Il territorio comunale spezzino è parte dell'Autorità di bacino interregionale del fiume Magra, mentre una piccola porzione del territorio comunale, costituita dal piccolo borgo di Tramonti e dalla circostante collina, rientra nel Parco nazionale delle Cinque Terre.

## Geografia fisica

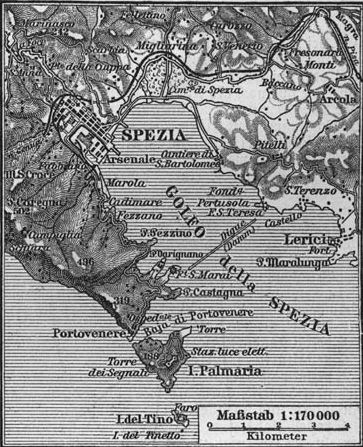
Il golfo della Spezia in una mappa d'epoca

### Territorio
La città sorge nello spazio ricompreso tra il mare e i monti; nel Novecento, in seguito dell'espansione urbana dovuta allo stravolgimento del tessuto cittadino, causato dalla costruzione dell'Arsenale Militare, la città ha iniziato ad espandersi anche sulle colline. La rete viaria ortogonale ottocentesca si affianca così, sulla pianta urbana, all'antico centro medievale. 

Negli anni venti del XX secolo fu addirittura necessario ricorrere al parziale sbancamento del colle dei Cappuccini (dove oggi si trova l'attuale piazza Europa) per consentire al centro storico l'espansione verso est, in direzione della piana di Migliarina, unica possibile poiché l'area verso ovest è occupata dall'Arsenale militare.
L'area di Fossamastra, dove oggi sorge parte dello scalo portuale, un tempo era costituita da un'ampia zona paludosa, detta gli Stagnoni.
Il golfo che protegge la città ha un'estensione di circa 150 ettari ed è chiuso da una diga foranea lunga circa 2 210 metri con due passaggi, quello di ponente, ampio circa 400 metri, e quello di levante, largo circa 200 metri.
L'insenatura del golfo ha una lunghezza di 4,6 km e una larghezza di 3,2 km.
Proprio la particolare conformazione del golfo, ben riparato dalle mareggiate e dai possibili attacchi nemici, ha favorito la costruzione alla Spezia di uno dei più grandi arsenali della Marina Militare e, nel corso degli anni, lo sviluppo di uno dei maggiori porti mercantili del Mediterraneo.

### Clima

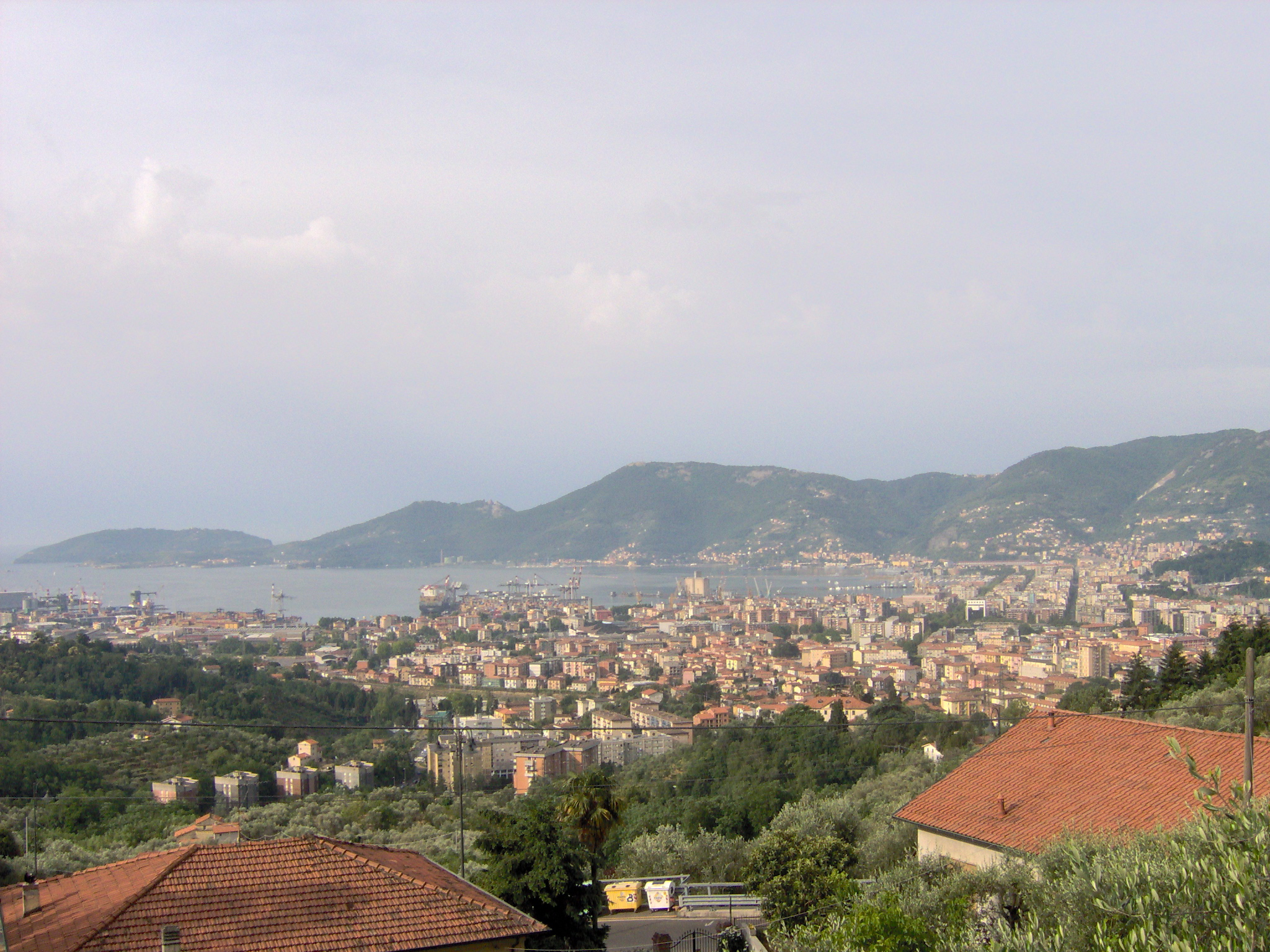
La Spezia vista dalle colline a est

La Spezia gode generalmente di un clima temperato caldo; nello specifico, il clima dominante è di tipo mediterraneo, anche se influenzato da correnti atlantiche, ma comunque caratterizzato da inverni miti, grazie alla posizione, all'azione mitigatrice del mar Ligure e allo scirocco proveniente dall'Africa. Tuttavia, seppur raramente, possono capitare incursioni di aria fredda di origine balcanica (proveniente dai valichi comunicanti con la Pianura Padana che si trovano alle spalle della città) che fanno abbassare la temperatura, facendo scendere la colonnina vicino, se non addirittura, allo zero. La temperatura media del mese più freddo (gennaio) è di 7,6 °C. Le estati sono caratterizzate da temperature piuttosto elevate, con medie del mese più caldo (luglio) superiori ai 24 °C.
La piovosità è elevata, sia per l’umidità presente in tutto l'arco ligure sia per l'azione di copertura degli Appennini.
La media pluviometrica è di 1 343 mm di pioggia annui.
Il regime pluviometrico è di tipo sub-litoraneo appenninico, con picchi di massimi in autunno (maggiore) e in primavera, e minimi in estate e inverno.
Periodi piovosi prolungati, soprattutto in autunno e in inverno, si verificano frequentemente, ma non tutti gli anni.
Nel decennio 2000-2010 il mese di novembre ha registrato 23 giorni di pioggia nel 2002 (198,2 mm) e 21 nel 2010 (284,2), mentre gennaio ha raggiunto 20 giorni piovosi nel 2001 (253,4 mm).
Fu dicembre 2009 il mese più piovoso del decennio, con ben 362,8 mm. Si trattò di un mese dei record: il dicembre 2009 fece registrare anche la nevicata più copiosa del decennio con più di 20 cm di neve in molte zone della città.
Anche periodi siccitosi prolungati, soprattutto in estate, si registrano frequentemente.
Sempre considerando il decennio 2000-2010, il mese di agosto rimase completamente all'asciutto nel 2008, a contrasto dei 169,6 mm registrati l'anno precedente. Meno di 4 mm mensili si sono registrati in aprile 2007 (3,0 mm), giugno 2006 (1,0 mm), luglio 2004 (3,8 mm) e nel famigerato agosto 2003 (3,6 mm).
Pur essendo molto rara, in taluni anni può fare la sua apparizione in città la neve, che nelle zone collinari dell'entroterra comunale può depositarsi.

#### Inverno
Durante i mesi invernali, quando persistono condizioni di cielo sereno e calma di vento, La Spezia può avere temperature minime piuttosto fredde, capaci di far gelare l'acqua superficiale delle fontane (il 12 gennaio 2009 la temperatura è scesa a -1,5 °C nel centro cittadino, una delle più basse dal 2000), mentre nell'entroterra spezzino le zone più umide vengono coperte da uno strato di brina e sui ripidi pendii rocciosi delle colline si formano talvolta piccole cascate di ghiaccio. Nelle zone esposte al sole, invece, la temperatura è generalmente mite e piacevole. Questo fatto si riscontra anche nella vegetazione sulle colline del golfo spezzino, dove nei versanti più freddi e umidi (nord e est) sono presenti pini e castagni; nei versanti più caldi (sud e ovest), invece, abbondano gli olivi.
Al contrario, in giornate nuvolose e con precipitazioni, i venti nel Golfo ligure si predispongono in senso antiorario, creando le condizioni per possibili nevicate nelle zone tra Genova e Savona portate dalla tramontana scura (vento da NNE), mentre nel Levante Ligure la componente sud orientale dei venti in superficie porta aria più mite dal mare che rende le nevicate molto rare o comunque non abbondanti, se non in eventi eccezionali (per esempio nel 1985, nel 1991, nel 2006, nel 2009, nel 2010, nel 2012, nel 2013 due volte e nel 2018). Nel 2009 (nella notte tra il 18 e il 19 dicembre) si è verificata la più grande nevicata dal 1985, con un accumulo di neve che ha raggiunto i 20 cm in città e i 30 nei quartieri orientali e con temperature notturne che sono scese a -5,5 °C in città e, nell'entroterra collinare, fino a -9,4 °C.

#### Primavera
La primavera risulta estremamente variabile con abbondanti precipitazioni e numerosi giorni di pioggia. All'inizio della stagione tardive ondate di freddo portano talvolta la neve sulle cime delle colline del Golfo, ed eccezionalmente qualche fiocco di neve può cadere anche in città durante i rovesci più intensi. Questi fenomeni nevosi "ritardatari" si verificano specialmente verso la fine di marzo, quando generalmente le basse pressioni presenti sul Mediterraneo favoriscono le ultime incursioni di aria gelida proveniente dalla Scozia o dalla Scandinavia. D'altro canto, non mancano giornate particolarmente miti.
In primavera inoltrata le giornate soleggiate sono sempre più frequenti, ma rovesci e temporali, talvolta con violente fulminazioni e grandinate, possono scoppiare all'improvviso in qualsiasi momento.

#### Estate
L'attivazione delle brezze marine nel primo pomeriggio porta condizioni più fresche soprattutto in riva al mare, questo si evince dallo studio dei grafici delle temperature giornaliere che dimostrano una crescita costante delle temperature fino alle 12:00, seguita da un lieve calo e da una lenta ripresa pomeridiana.
Durante il culmine dell'estate l'umidità tende a diminuire, dando luogo a temperature più alte, ma con aria più asciutta.
Al contrario di ciò che accade d'inverno, durante i giorni di alta pressione e calma di vento, La Spezia registra temperature superiori alle altre zone costiere della Liguria, ma con una maggiore escursione termica, così che durante la notte le condizioni di afa sono leggermente meno frequenti, e occorrono principalmente durante il periodo di caldo intenso attorno a fine luglio.
I temporali estivi pomeridiani, piuttosto frequenti nell'interno e sulle montagne appenniniche, giungono molto raramente sulla costa e tendono a colpire la zona orientale della città e la piana del fiume Magra, lasciando all'asciutto le zone occidentali e la riviera spezzina. Lungo la tratta costiera, la principale fonte di precipitazioni durante la siccità estiva sono i temporali notturni.
Quando le condizioni sono ideali, l'aria fresca e densa proveniente dagli "outflow" dei temporali pomeridiani montani si precipita verso la costa e scalza l'aria calda e umida presente sulla superficie del mare spingendola nell'alta atmosfera, creando temporali violenti, intensi e autorigeneranti con tuoni fragorosi, fulminazioni spettacolari e raffiche di vento impetuose.
Questi temporali sono particolarmente difficili da prevedere, perché causati esclusivamente da condizioni microclimatiche locali, ma si verificano puntualmente tutti gli anni.
La fine dell'estate, con le prime incursioni di aria fresca in quota porta temperature confortevoli e aria asciutta rendendo il clima particolarmente piacevole.
Talvolta nei tardi pomeriggi di fine estate o inizio autunno, si possono notare trombe marine all'orizzonte che si sviluppano grazie alla temperatura della superficie marina ancora calda, e l'aria più fresca presente in quota.
Queste trombe marine raramente causano danni e dato il lento movimento, possono essere facilmente evitate da eventuali imbarcazioni.

#### Autunno
L'autunno inizia ancora caldo e soleggiato.
Ma con l'avanzare della stagione e con l'arrivo di temperature più fresche, le giornate si fanno sempre più grigie e piovose.
È in questa stagione che si registrano le piogge più copiose dell'anno.
Le basse pressioni di origine atlantica scendono di latitudine e richiamano aria calda dal Nord Africa che, attraversando il Mediterraneo, si carica di umidità che viene scaricata sulla cerchia ligure sotto forma di piogge intense e persistenti.
In questo periodo dell'anno si possono testimoniare violente mareggiate lungo tutta la costa ligure causate dai forti venti di libeccio e maestrale.
Le cose non migliorano di molto durante i regimi di alta pressione quando si tendono a creare inversioni termiche nei medi e bassi strati, e la debole circolazione a componente occidentale passa sopra la superficie del mare ancora calda, e condensandosi, crea un ammasso di nubi basse e compatte che talvolta generano leggere pioviggini. Novembre di solito presenta il maggior numero di giorni con cielo nuvoloso.
Questo si nota anche guardando le immagini satellitari che mostrano una coperta di nuvole sopra al mar Ligure e lungo la costa, ma basta salire in quota sull'Appennino e per ammirare un cielo azzurro e limpido e nubi giù nelle valli.
Con le prime incursioni di aria fredda da nord arrivano i venti di tramontana e grecale in alta quota, che spazzano via le nuvole, lasciando posto a cieli azzurri e limpidi, temperature piacevoli e miti considerata la stagione, e condizioni di visibilità eccezionali che "svelano" le isole dell'arcipelago toscano, dall'Elba alla Gorgona e, più raramente, anche la punta della Corsica.
- Classificazione climatica della Spezia: Zona D, 1413 GR/G

| LA SPEZIA           | Mesi | Mesi | Mesi | Mesi | Mesi | Mesi | Mesi | Mesi | Mesi | Mesi | Mesi | Mesi | Stagioni | Stagioni | Stagioni | Stagioni | Anno  |
| LA SPEZIA           | Gen  | Feb  | Mar  | Apr  | Mag  | Giu  | Lug  | Ago  | Set  | Ott  | Nov  | Dic  | Inv      | Pri      | Est      | Aut      | Anno  |
| ------------------- | ---- | ---- | ---- | ---- | ---- | ---- | ---- | ---- | ---- | ---- | ---- | ---- | -------- | -------- | -------- | -------- | ----- |
| T. max. media (°C)  | 11,0 | 11,9 | 14,5 | 18,1 | 22,3 | 26,0 | 28,9 | 28,2 | 25,3 | 20,8 | 15,7 | 12,7 | 11,9     | 18,3     | 27,7     | 20,6     | 19,6  |
| T. min. media (°C)  | 4,2  | 4,7  | 6,8  | 10,3 | 13,7 | 17,4 | 19,7 | 19,4 | 16,9 | 13,1 | 8,8  | 5,9  | 4,9      | 10,3     | 18,8     | 12,9     | 11,7  |
| Precipitazioni (mm) | 116  | 108  | 115  | 126  | 59   | 51   | 36   | 54   | 84   | 164  | 201  | 200  | 424      | 300      | 141      | 449      | 1 314 |
| Giorni di pioggia   | 9    | 9    | 10   | 10   | 6    | 6    | 4    | 4    | 6    | 10   | 11   | 12   | 30       | 26       | 14       | 27       | 97    |

## Origini del nome
In un documento del 25 luglio 1071 appare forse per la prima volta il nome Spezia; il nucleo del borgo è identificabile con il Poggio, nel cuore della città vecchia.
La prima trascrizione certa del nome risale al 1256, in un documento redatto presso Spezam.
Nelle mappe della Repubblica di Genova datate tra il 1597 e il 1777 vengono utilizzati i toponimi Spezza e golfo della Spezza.
Lo stesso termine Spezza compare anche nell'affresco della costa ligure nella Galleria delle carte geografiche dei Musei Vaticani (1580 circa).
Al di là dell'etimologia del termine Spezia, sulla provenienza del quale sono state avanzate dagli studiosi numerose ipotesi, senza che si giungesse tuttavia a stabilirne l'origine precisa, le principali controversie vertono sull'utilizzo dell'articolo "La" che compare davanti al toponimo, articolo che fa la sua comparsa già a partire dai primi documenti redatti in volgare.
Dopo il Congresso di Vienna, tuttavia, con il passaggio dell'intera Liguria al Regno di Sardegna, la burocrazia decide di sopprimere l'articolo, in quanto considerato una violazione alla regola secondo la quale i nomi di città rifiutano l'articolo. Gli Spezzini non accolgono volentieri questo cambiamento e fanno più volte presente al governo centrale le loro rimostranze, senza tuttavia ottenere alcun risultato. Con la costituzione della Provincia della Spezia, nel 1923, le diverse denominazioni (Spezia e La Spezia) continuano a generare confusione, tanto che nel 1926 il Consiglio Comunale vota un ordine del giorno con il quale si chiede il ripristino dell'articolo nella consueta forma.
Si giunge così al 2 aprile 1930, quando viene finalmente emanato un regio decreto che rettifica ufficialmente la denominazione del nome del comune in "La Spezia". Tuttavia, a causa della formulazione piuttosto schematica del testo della nuova legge, si intende il "La" – scritto con la "L" maiuscola – non come un articolo declinabile, ma come una particella da utilizzare in modo invariabile davanti al nome, quasi facente parte del nome stesso.

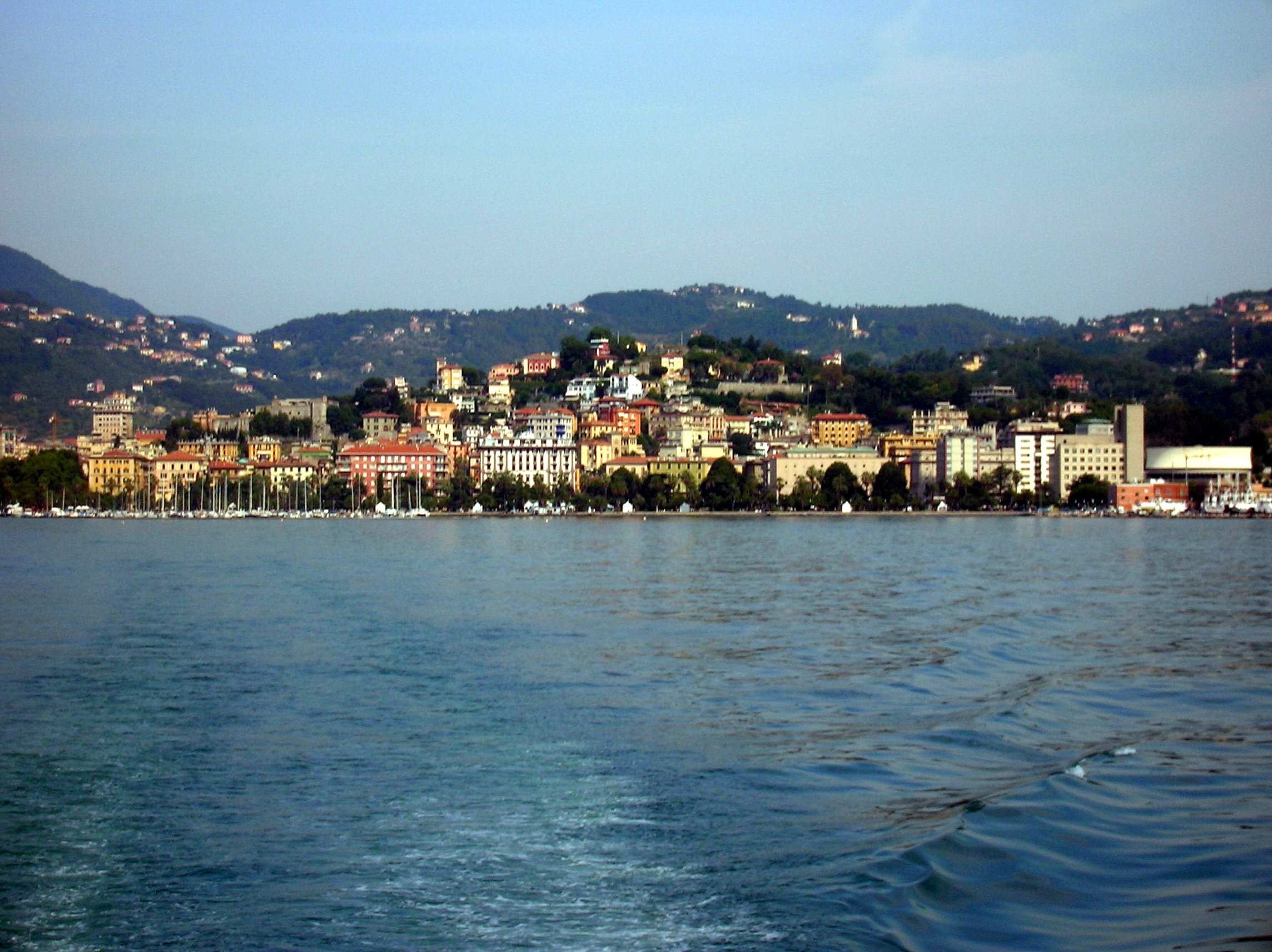
La Spezia vista dal mare

Circa la declinazione o meno dell'articolo nell'uso corrente, l'uso ufficiale del Comune della Spezia è quello di declinare l'articolo; si legge infatti nello Statuto comunale:
Nel dialetto locale, l'articolo viene usato solo raramente. Gli abitanti della città e della provincia, anche quando parlano in italiano, usano frequentemente espressioni come "Spezia è un porto della Liguria", "sono di Spezia" o "vado a Spezia".
L'uso nella lingua italiana, al di fuori della Spezia, non è però uniforme. In una nota pubblicata su La Crusca per voi si suggerisce di utilizzare la soluzione grafica che riproduce più fedelmente la pronuncia quindi, ad esempio, scrivere della Spezia e non di La Spezia. Opinione diversa è sostenuta da Aldo Gabrielli, secondo cui l'articolo è diventato parte integrante del nome, proprio come nei nomi di persona; quindi il Gabrielli propone vado a La Spezia anziché vado alla Spezia. L'Enciclopedia On-Line Treccani segue la prima delle due convenzioni alla voce Spezia, La, ma numerose voci del Vocabolario Treccani seguono la seconda.

## Storia

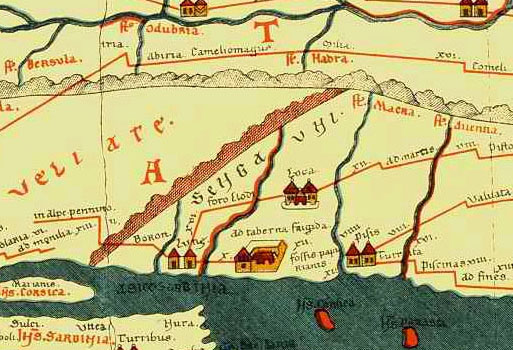
La Spezia nella Tavola Peutingeriana (sez IV, IV)

### Dai primi insediamenti all'Impero romano
Il territorio spezzino era abitato già in età preistorica, come testimoniano i ritrovamenti litici sulla Castellana e sul monte Coregna, nonché i ritrovamenti nella grotta dei colombi sull'isola di Palmaria. Altro importante documento è costituito dalle numerose statue stele e dai reperti dell'età del bronzo e del ferro ritrovati in varie occasioni sulle alture del Golfo e delle vallate adiacenti. Più tardi, in epoca storica, il territorio vide lo stanziamento delle popolazioni Liguri, sottomessi nel 155 a.C. dal console Marco Claudio Marcello.
Le origini della Spezia sono legate alla colonizzazione romana e si intrecciano comunque con le vicende di Luni, il centro senza dubbio più importante di tutta la zona durante tutta l'epoca classica.
Con la caduta dell'Impero romano, dopo il V secolo si ebbe la devastazione da parte dei barbari (Eruli e Goti).

### Medioevo
A conclusione della guerra gotica, il territorio di Luni e la regione del Golfo passarono sotto il dominio bizantino, entrando a far parte dell'Esarcato d'Italia con la formazione della Provincia bizantina di Liguria.
Nel 642 i Longobardi di re Rotari conquistarono la Liguria e la regione di Luni venne staccata dal ducato di Liguria e annessa al ducato di Tuscia.
La politica locale dei sovrani longobardi si orientò a contrastare l'autorità dei vescovi di Luni, ma, alla caduta del regno longobardo, nel 773, la regione passò sotto il dominio franco di Carlo Magno, sotto il quale i vescovi acquisirono il potere temporale, diventando vescovi-conti.
Nell'860 la regione venne saccheggiata dai Vichinghi di Hastein e, nello stesso secolo, cominciò a subire le incursioni dei predoni saraceni che, un secolo dopo, a causa degli incessanti saccheggi e delle devastazioni procurate, portarono al definitivo decadimento di Luni.
Nel IX secolo il centro principale della zona del golfo era Vesigna, che sorgeva sul colle di Marinasco. Da qui cominciò una migrazione di popolazione, che, ingrandendo gli insediamenti già esistenti in loco, contribuì alla formazione del primo borgo sul Poggio della Spezia e al suo sviluppo nei secoli X e XI.
Nel X secolo, come gran parte del Nord Italia, la regione appartiene al Regno d'Italia. In particolare, la zona era feudo della marca Obertenga.

### La dominazione della Repubblica di Genova

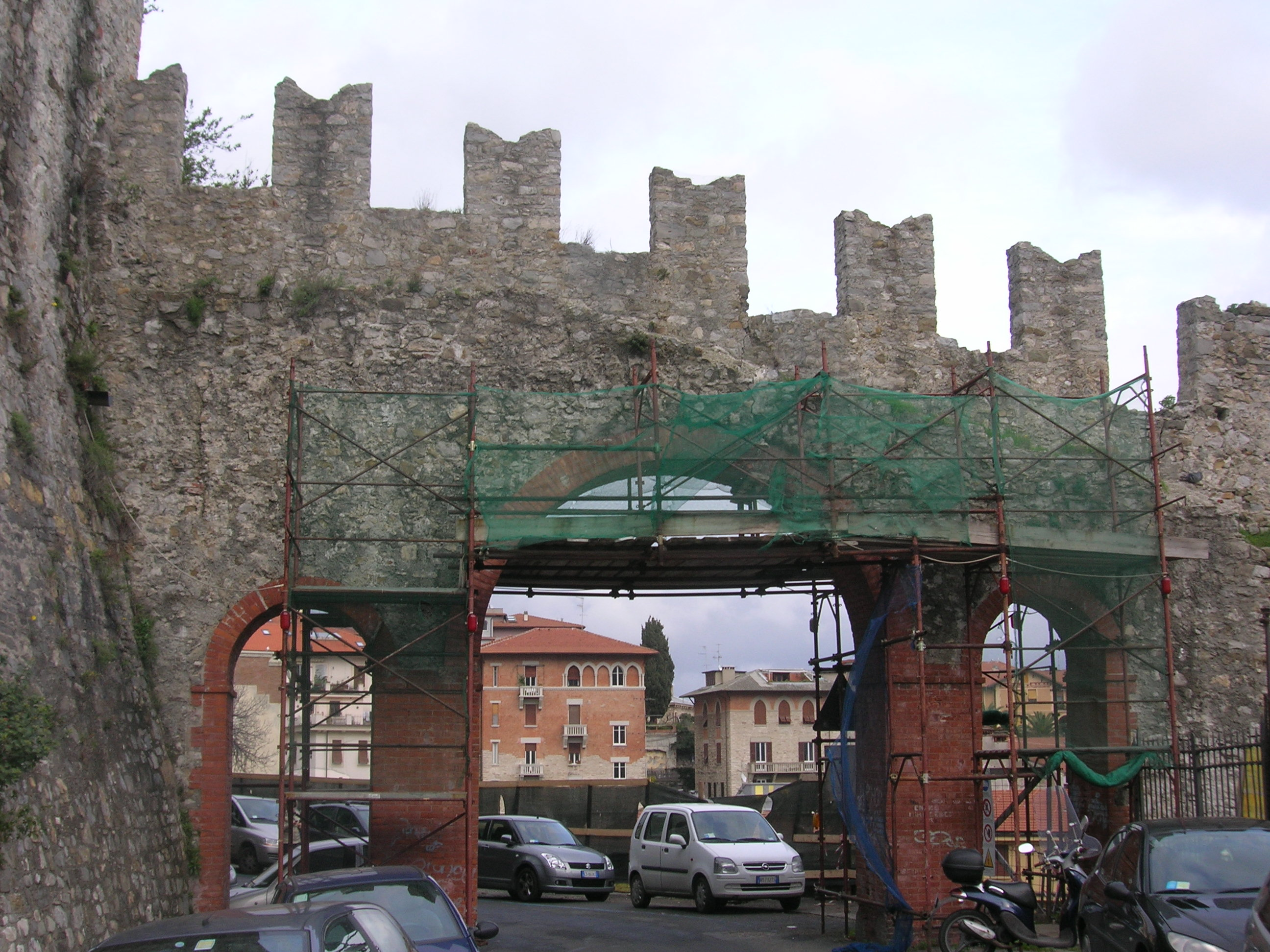
Le mura del XIV secolo.

Agli inizi del XII secolo Genova acquistò il borgo di Portovenere e, qualche anno più tardi, anche Lerici, accrescendo così la sua influenza sull'estremo Levante ligure. In quel periodo Spezia aveva già raggiunto una certa importanza ed è infatti citata in alcuni documenti commerciali del 1160 in cui sono menzionati Bonus Johannes e Baldus de Specia.
Vesigna nel 1223 e Carpena nel 1224 entrarono nell'orbita della Compagna genovese e, con loro, anche il borgo della Spezia. Già nella prima metà del XIII secolo Spezia cominciò però ad affrancarsi da Carpena grazie allo sviluppo mercantile e all'industria del sale.
Nel 1254 Genova riuscì a sottrarre Lerici al dominio pisano e accrebbe il proprio controllo sul Golfo, ma per quasi vent'anni il borgo di Spezia fu svincolato dal dominio genovese, quando, tra il 1256 e il 1273, Nicolò Fieschi ne fece il centro di una propria effimera "Signoria guelfa", estesa da Sarzana a Lavagna, che ebbe termine con la conquista di Oberto Doria. È di quel periodo un documento notarile, rogato nel 1256, che riporta un'antica trascrizione del termine Spezam.
Tra XIII e XIV secolo la città ebbe uno sviluppo piuttosto sostenuto e nel 1343 nacque la Podesteria della Spezia per volere del doge genovese Simone Boccanegra. La Spezia cominciò così a imporsi come centro principale del Golfo, tanto che l'8 giugno 1371 Carpena e La Spezia decisero di unificarsi in un'unica entità, richiedendo al doge Domenico Fregoso di inglobare la podesteria di Carpena in quella della Spezia.
Nello stesso anno divenne sede del Vicariato della Riviera di Levante (uno dei tre in cui era ripartita la Repubblica genovese).
La fine del XIV secolo vide il declino della potenza genovese in lotta con Venezia e, dopo un periodo di lotte intestine, il prevalere della dinastia milanese dei Visconti su Genova stessa e su tutta la Liguria, Spezia compresa.

### Età moderna

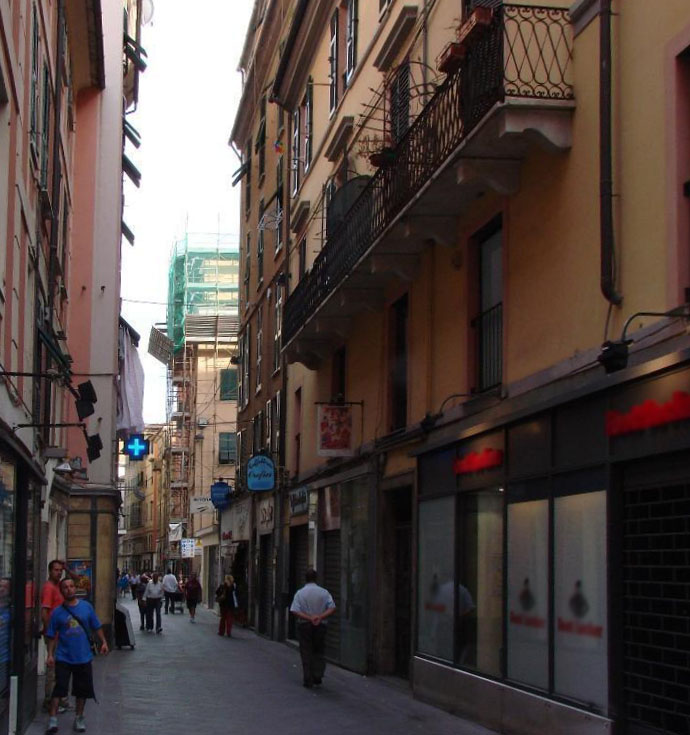
Via del Prione, nella sua parte più antica.

Nel XV secolo la città crebbe e, accanto alle attività tradizionali come agricoltura e pesca, sviluppò sempre di più il commercio. Il Golfo della Spezia fu in quell'epoca anche un grande centro di attività piratesche del Tirreno e, insieme alla zona delle Cinque Terre, veniva considerato pericoloso per la navigazione.
Il 26 ottobre 1407 La Spezia riuscì a dotarsi di propri statuti, concessi dall'allora governatore francese di Genova Jean II Le Meingre, e ottenne dapprima la nomina di un podestà (figura con prerogative solamente politiche) e, in un secondo tempo, di un Capitano (che assume funzioni sia politiche sia militari). Con la concessione degli statuti, si certifica la presenza della città di Spezia. Da quel giorno si cominciò a parlare di "Comunità Spedia".
Nel 1436 anche Spezia venne coinvolta nella guerra condotta contro Genova da Filippo Maria Visconti, Duca di Milano, e subì devastazioni a opera del condottiero Niccolò Piccinino. Il 1463 segnò l'inizio del dominio sforzesco su Genova e quindi anche sulla Spezia, dove continuò a essere inviato un Capitano con funzioni di Commissario per il Levante ligure.
Milano vedeva il golfo spezzino come un limite fondamentale all'espansionismo fiorentino dei Medici, che nel 1468 avevano acquistato la vicina Sarzana e, nonostante l'alleanza che univa i due antichi Stati, decise di fortificare il confine. Nel marzo 1472, per volere del duca Galeazzo Maria Sforza che voleva una nuova flotta sulla riviera ligure, alla Spezia cominciarono i lavori per la costruzione di un arsenale.
Tra il XVI e il XVII secolo Sarzana rimaneva il centro principale della Lunigiana, ma il suo primato resse soltanto finché non si profilò in modo evidente la supremazia di un nuovo centro, la Spezia, eretto sede del Vicariato della riviera orientale da Pietra Corice a Capo Corvo.
I primi decenni del XVI secolo videro scacciata, con alterne vicende, l'influenza francese sulla Repubblica genovese e l'affermazione di quella imperiale di Carlo V (1528). Nell'ottobre del 1541 l'imperatore radunò nel porto spezzino un contingente della flotta destinata alla sfortunata spedizione contro la base ottomana di Algeri e il pirata Barbarossa.
Nell'agosto 1571 una flotta di ottanta galee spagnole, al comando di don Giovanni d'Austria, si pose alla fonda nel porto della Spezia prima di unirsi alla flotta della Lega Santa per affrontare la Battaglia di Lepanto.
Nel 1607 venne ristrutturata e rafforzata la cortina muraria del borgo, ampliando l'area su cui sorge la città.
All'inizio del XVII secolo la Repubblica di Genova provvide inoltre ad ampliare ulteriormente le fortificazioni del Golfo, a difendere l'estremo levante del suo territorio. Per dare impulso ai commerci, nel 1654 decise poi di consentire agli ebrei di stabilirsi alla Spezia. In quel periodo vennero istituiti mercati e fiere per gli scambi e San Giuseppe divenne il patrono della città.
Nel 1746 il territorio spezzino, con i forti di Sarzanello e Santa Maria, resistette validamente alle truppe austriaco-piemontesi di Botta Adorno. L'accresciuta importanza della città, dovuta anche al ruolo di caposaldo militare, portò nel 1757 la Repubblica genovese a sostituire la figura del Capitano con quella di Governatore della Spezia.
Il 1797 vide la caduta della storica Repubblica di Genova e La Spezia entrò a far parte della Repubblica Ligure come capoluogo del Dipartimento del Golfo di Venere.

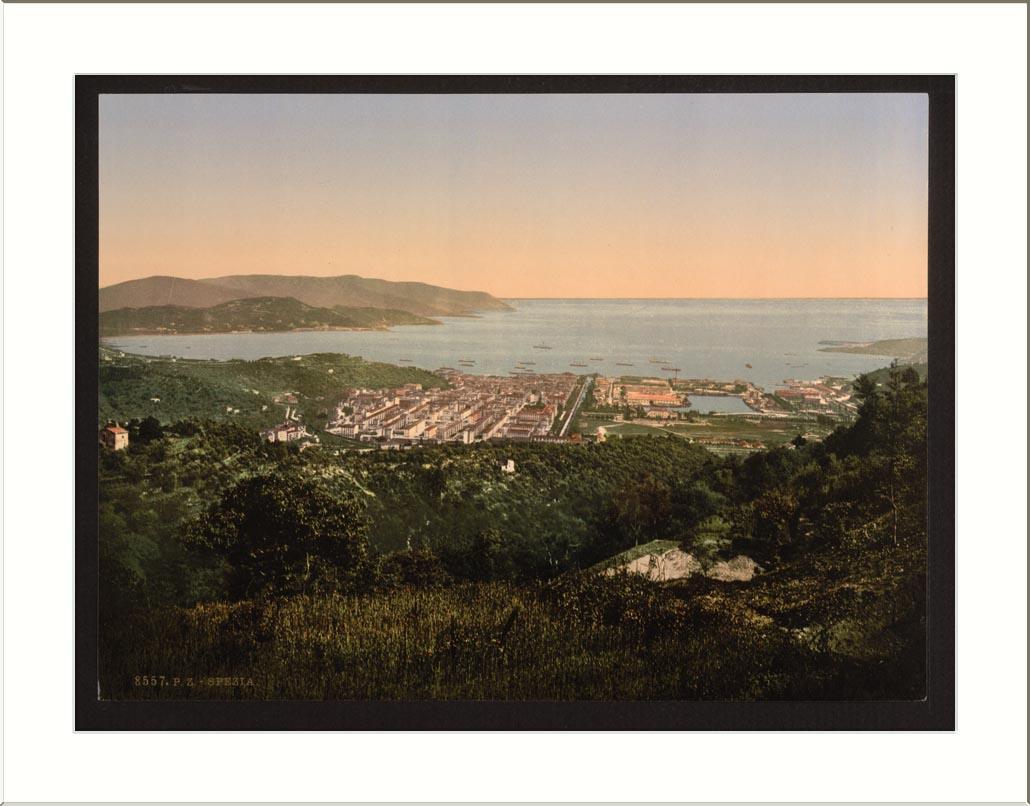
Panorama della Spezia in una stampa del 1890-1900 circa

### Età contemporanea

#### Periodo preunitario

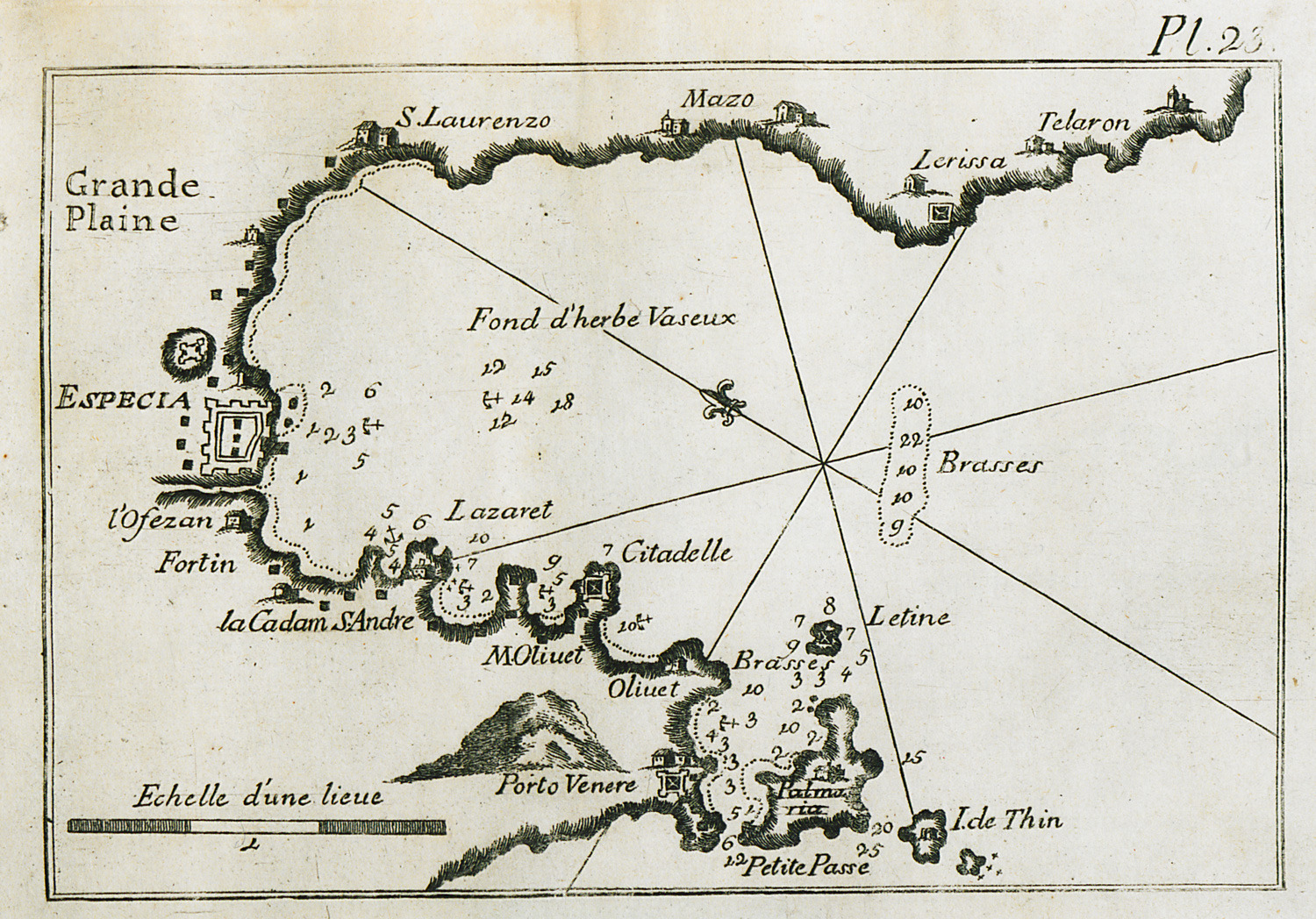
Il Golfo della Spezia
1804

Nel 1805 la Repubblica Ligure venne annessa all'Impero francese: La Spezia fu inserita nella Circoscrizione di Sarzana del Dipartimento degli Appennini. Napoleone, consapevole dell'importanza militare della Spezia, la elevò poi al rango di sede di Distretto e nel 1808 la dichiarò porto militare con decreto imperiale. Nel marzo 1814 La Spezia fu catturata dalla sesta coalizione capeggiata dal Regno Unito.

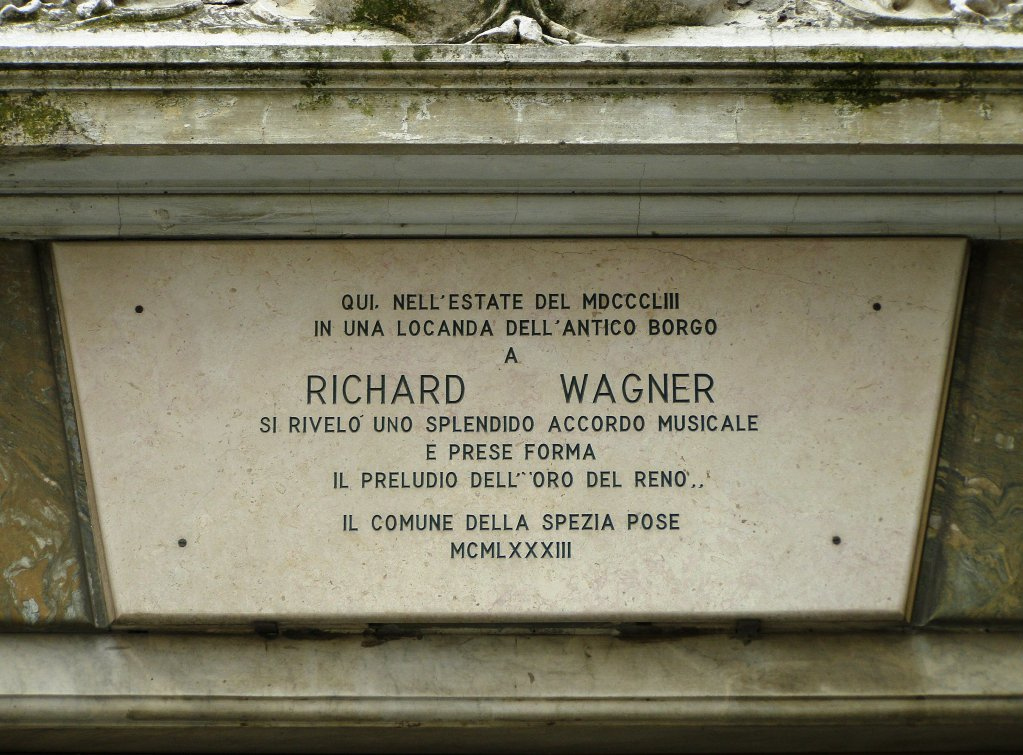
Nel settembre del 1853 Richard Wagner sbarcò alla Spezia durante un viaggio di piacere in Italia e trovò l'ispirazione per il preludio de L'oro del Reno e dell'intera Tetralogia

Con la caduta di Napoleone e la Restaurazione, la Liguria venne annessa al Regno di Sardegna e La Spezia divenne sede dell'Intendenza della Provincia di Levante. La popolazione crebbe e nel 1823 la città diviene capoluogo della Provincia di Levante; nello stesso anno, con l'apertura della carrozzabile del Passo del Bracco, si provvide a migliorare i collegamenti stradali.
Le sponde del Golfo iniziarono ad essere meta di viaggiatori colti, artisti, pittori, musicisti e poeti, attratti dalla mitezza del clima e dalle bellezze del paesaggio.

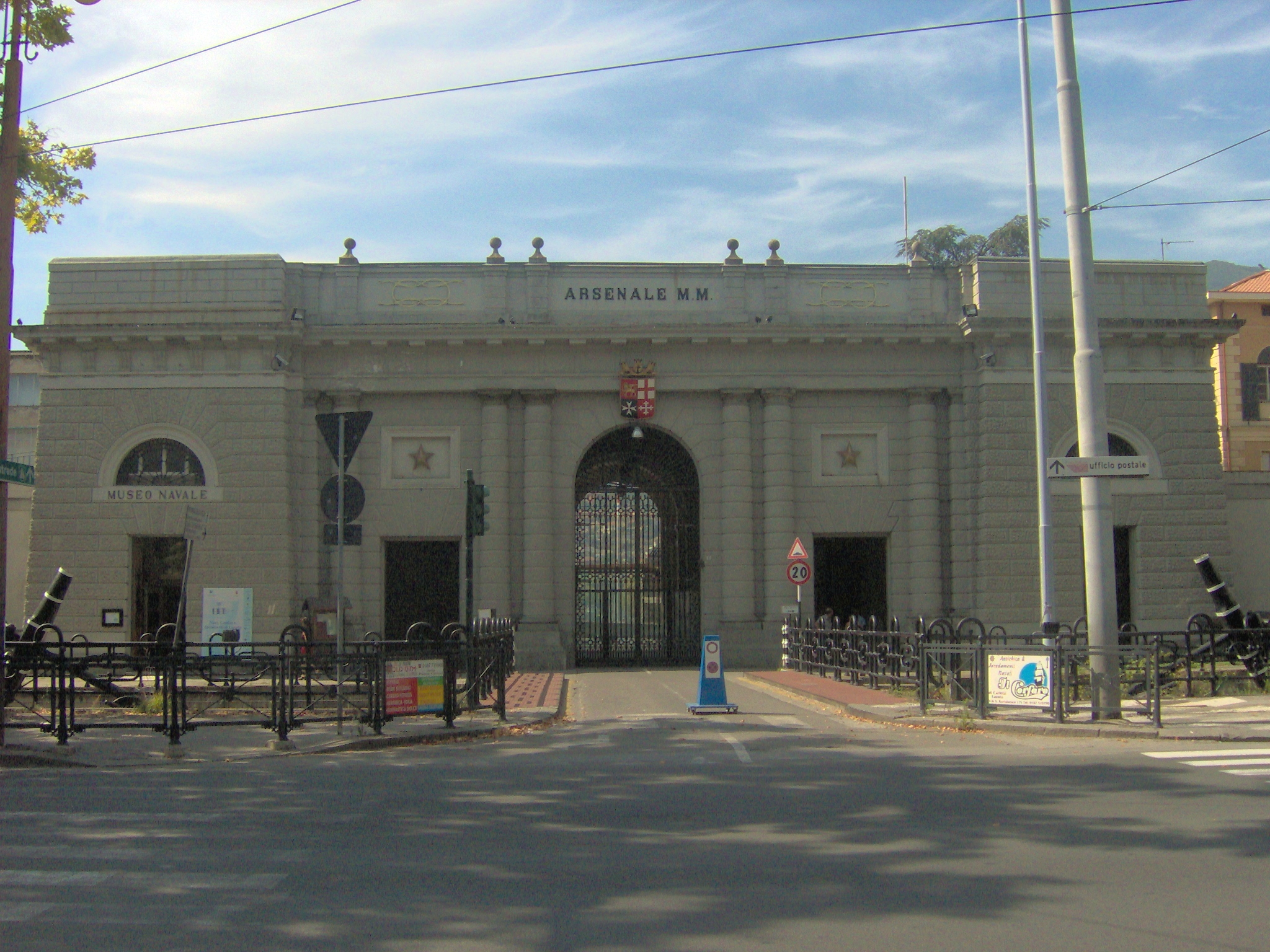
L'ingresso dell'Arsenale

Con regio decreto del 1849 il Governo piemontese decise la costruzione di un Arsenale Militare Marittimo alla Spezia e nel 1857 Cavour, all'epoca Presidente del Consiglio e Ministro della Marina, si preoccupò di reperire i fondi necessari e affidò a Domenico Chiodo, ufficiale del Genio militare, la cura della costruzione della nuova base navale. Ciò indusse profondi e radicali cambiamenti nella città, che, tuttavia, per tutto il XIX secolo conservò anche un carattere fortemente turistico e fu scelta in più occasioni come meta delle vacanze della famiglia reale italiana.

#### Unità d'Italia
Nel 1864 fu aperto il collegamento ferroviario con Pisa, mentre nel 1874 si conclusero i lavori della linea ferroviaria verso Genova.
L'Arsenale, che venne costruito tra il 1862 e il 1869, attirò una forte immigrazione e la città di Spezia, che nel 1861 (alla proclamazione del Regno d'Italia) contava 5 964 abitanti, vide aumentare rapidamente la popolazione fino a circa 37 000 persone nel 1884, quando si diffuse una grave epidemia di colera.
Tra il 1873 e il 1879 venne costruita la diga foranea a riparo e difesa del golfo.
In seguito, venne decisa la costruzione del porto mercantile (i cui lavori cominciarono nel 1891) e di una linea ferroviaria di collegamento con Parma (la Pontremolese, che fu completata nel 1892).
Nel 1901 la Spezia contava circa 73 000 abitanti. Il nuovo secolo si manifestò con una spinta edilizia in forme liberty e con il crescere di iniziative culturali e sociali.
Il 3 luglio 1916 Spezia fu sconvolta da un'esplosione che costò la vita a circa trecento persone. Presso il molo Pirelli di Pagliari era infatti scoppiato un incendio su un vagone carico di esplosivo. Nonostante i tentativi da parte dei marinai e dei militari di mettere in sicurezza l'area, tre vagoni saltarono in aria, travolgendo chiunque si trovasse nei dintorni. Pochi giorni dopo, l'11 luglio, un Brandenburg austroungarico sganciò alcune bombe sulle navi Città di Milano e Washington, uccidendo sette marinai e ferendone una ventina.
Nel 1923 la città, divenuta capoluogo dell'omonima provincia, si espanse ulteriormente.

#### Seconda guerra mondiale

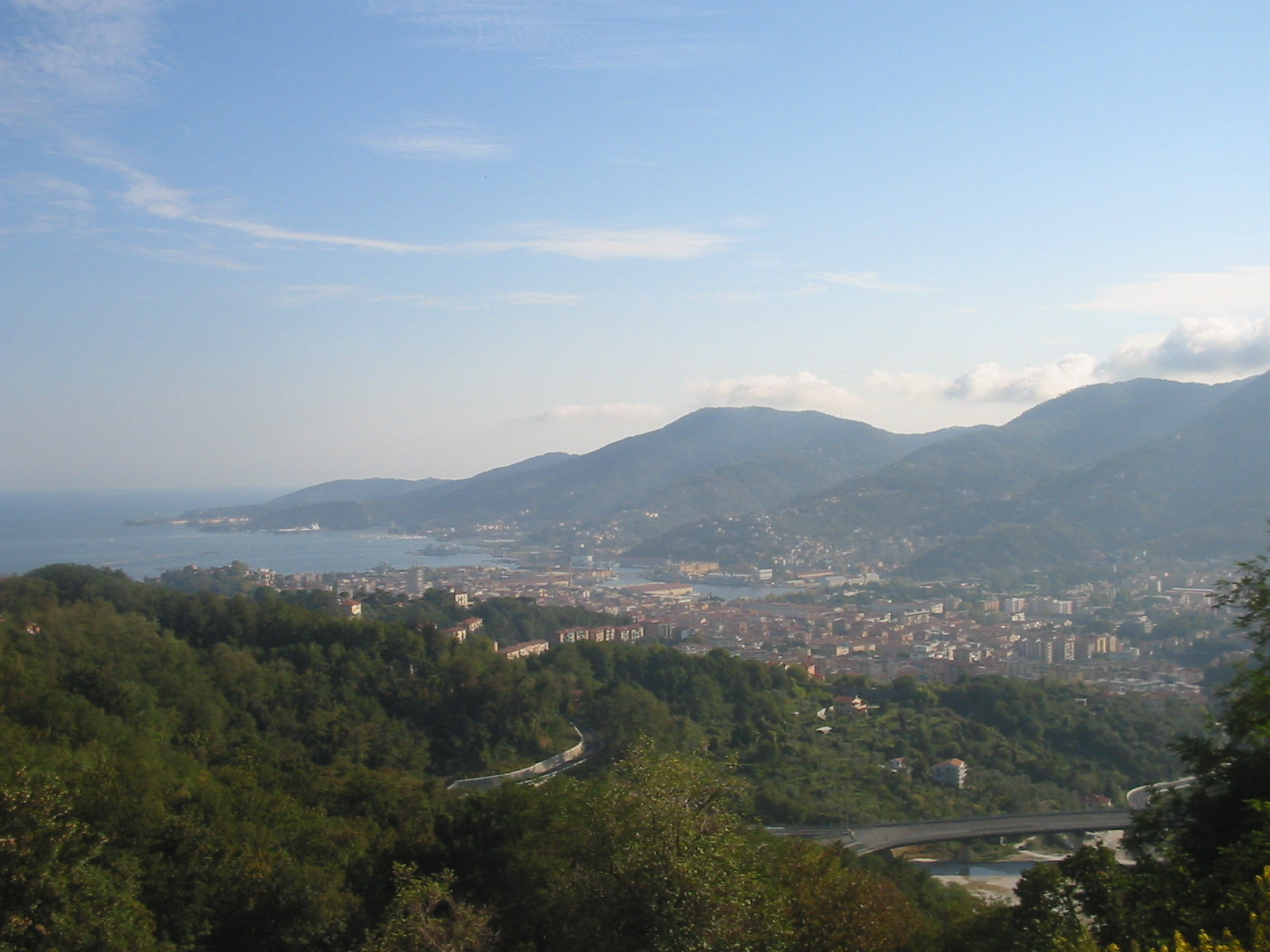
Vista della città dalle colline a Nord

Durante la seconda guerra mondiale, per la sua importanza industriale e militare, la città subisce numerosi attacchi aerei da parte delle forze Alleate, in particolare nel 1943, dove tali incursioni causano pesanti danni all'Arsenale militare, alle strutture industriali ed a diversi edifici cittadini. Circa il 90% del centro storico sviluppatosi tra il 1100 e il 1600 andò distrutto.
Dopo l'armistizio di Cassibile, con la costituzione della Linea Gotica, La Spezia si trova in posizione geografica nevralgica. Dopo la costituzione della Repubblica sociale italiana, Junio Valerio Borghese ricostituisce i reparti della Xª Flottiglia MAS, non solo come unità marina ma con reparti terrestri, impegnati nelle operazioni di rastrellamento dei partigiani locali e non locali. La Resistenza si sviluppa sia nei territori circostanti, ma anche in città: nei giorni successivi l'8 settembre si costituisce il comitato militare del CLN, con Renato Jacopini (rappresentante del PCI), il liberale Rodolfo Ghironi, l'azionista Mario Da Pozzo, il democristiano Isio Matazzoni, il socialista Mario Fontana. Oltre al gruppo dirigente, nei mesi successivi si strutturano gruppi di azione patriottica (GAP) e squadre di azione patriottica (SAP) che operano in città, con azioni di informazione, sabotaggio e logistica.
La Spezia è tra le Città decorate al Valor Militare per la Guerra di Liberazione essendo stata insignita della Medaglia d'Argento al Valor Militare per i sacrifici delle sue popolazioni e per la sua attività nella lotta partigiana durante la seconda guerra mondiale. La notte del 23 aprile 1945, le formazioni partigiane locali vinsero gli ultimi focolai di difesa nazifascista e si impossessarono dei centri nevralgici della città, dichiarandola libera.

#### Dopoguerra
Al termine della seconda guerra mondiale, nel 1946, su tre navi – la Fede, di Savona, (ribattezzata Dov Oz), il motoveliero Fenice (ribattezzato Elyahu Golomb) e l'Exodus – 1914 ebrei sopravvissuti alla Shoah salparono dal porto cittadino diretti in Palestina. Per questo motivo La Spezia è conosciuta in Israele e sulle carte geografiche israeliane con il nome di Sha’ar (singolare che al plurale fa Shearim) Tzion (Porta di Sion). Anche in relazione all'Operazione Exodus e alla "Porta di Sion", nel 2006 il Presidente Ciampi insignì la città con la Medaglia d'oro al merito civile.
La ricostruzione nel dopoguerra ha comportato uno spiccato rinnovamento edilizio della città spesso irrispettoso della sua identità maturata nei secoli precedenti. La base militare della Spezia perse gradualmente importanza rispetto a quella di Taranto, più centrale nel teatro mediterraneo, e le commesse militari e il relativo indotto divennero così meno importanti per l'economia della città. Dopo il calo demografico cominciato negli anni settanta a motivo della crisi economica e dell'emigrazione, negli anni ottanta e novanta ebbe inizio un processo di riconversione industriale, rivolto allo sviluppo delle attività legate alla cantieristica, alla nautica e al turismo.
Nel 2001 la città, con i suoi 91 400 abitanti era la cinquantesima città italiana per dimensioni e tra le promotrici della Rete delle Città Strategiche.

### Simboli
Lo stemma della città della Spezia è così blasonato:
(Descrizione araldica dello stemma)
Il gonfalone civico è invece così blasonato: 
(Descrizione araldica del gonfalone)
Il monte di tre cime richiama il profilo collinare del territorio su cui posa la torre che deriva probabilmente dall'insegna della Podesteria di Carpena, dalla quale la città dipendeva e da cui si affrancò nel XIV secolo, e rappresenta comunque le fortificazioni erette a protezione del territorio; l'aquila è simbolo di potere e sovranità, di autorità e supremazia.
Lo stemma è stato concesso con il regio decreto 4 dicembre 1923.
Nel 2013 è stato elaborato un logo che sostituisce lo stemma araldico nella comunicazione ufficiale del Comune.

### Onorificenze
La Spezia è tra le città decorate al valor militare per la guerra di liberazione insignita della medaglia d'argento al valor militare e della medaglia d'oro al merito civile per i sacrifici delle sue popolazioni e per l'attività nella lotta partigiana durante la seconda guerra mondiale:

## Monumenti e luoghi d'interesse

### Architetture religiose

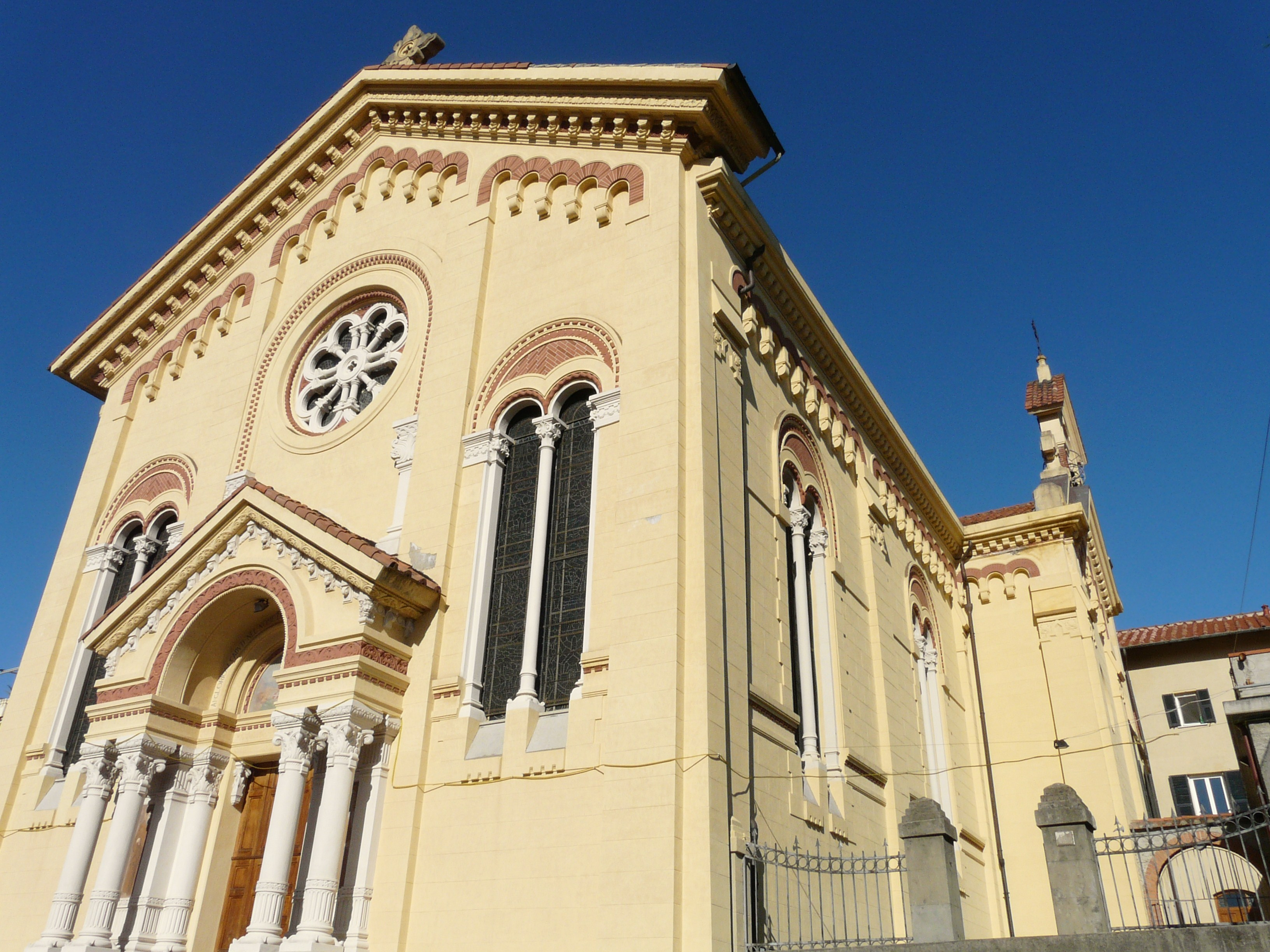
Chiesa del Sacro Cuore

#### Chiese, Conventi e Santuari
- Cattedrale di Cristo Re, (XX secolo)
- Chiesa abbaziale di Santa Maria Assunta (sede dell'Adorazione Eucaristica Perpetua), (XIII secolo)
- Chiesa dei Santi Giovanni ed Agostino, (XV secolo)
- Nostra Signora della Neve, (XIX secolo)
- Nostra Signora della Salute, (XIX secolo)
- Pieve di San Venerio, (V-XI secolo)
- Chiesa di Santo Stefano, (X-XIII secolo), Marinasco
- Chiesa di San Michele Arcangelo, (XIV secolo)
- Chiesa evangelica battista, (XIX secolo)
- Chiesa evangelica metodista, (XX secolo), A.Galeazzi
- Chiesa del Sacro Cuore, (XX secolo), G.Bacigalupi
- Chiesa dei Santi Andrea e Cipriano, (XX secolo), F.Oliva
- Chiesa di Sant'Andrea Apostolo, (XVIII secolo), Fabiano alto
- Chiesa di Santa Rita, (XX secolo)
- Chiesa di San Giacomo Apostolo, (XVII secolo), Isola
- Chiesa di Cristo Redentore, (1960), Cimitero dei Boschetti
- Chiesa di San Martino Vecchio, (XI secolo), Verrugoli
- Convento e Chiesa di San Francesco Grande, (XV secolo)
- Monastero delle Clarisse
- Santuario della Madonna dell'Olmo, Fabiano
- Santuario di Sant'Antonio, Gaggiola

### Architetture civili

#### Palazzi

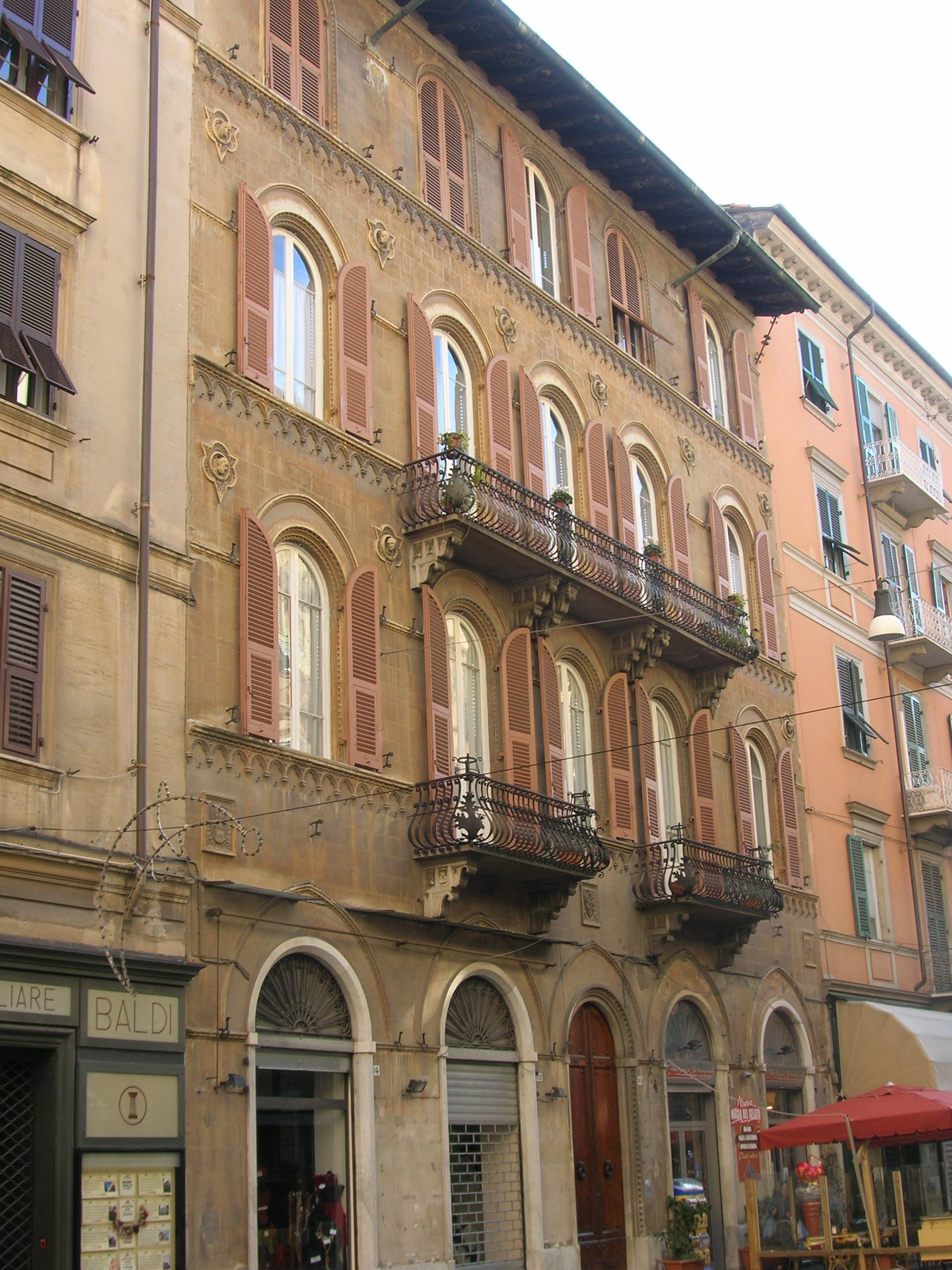
Palazzo Carletti

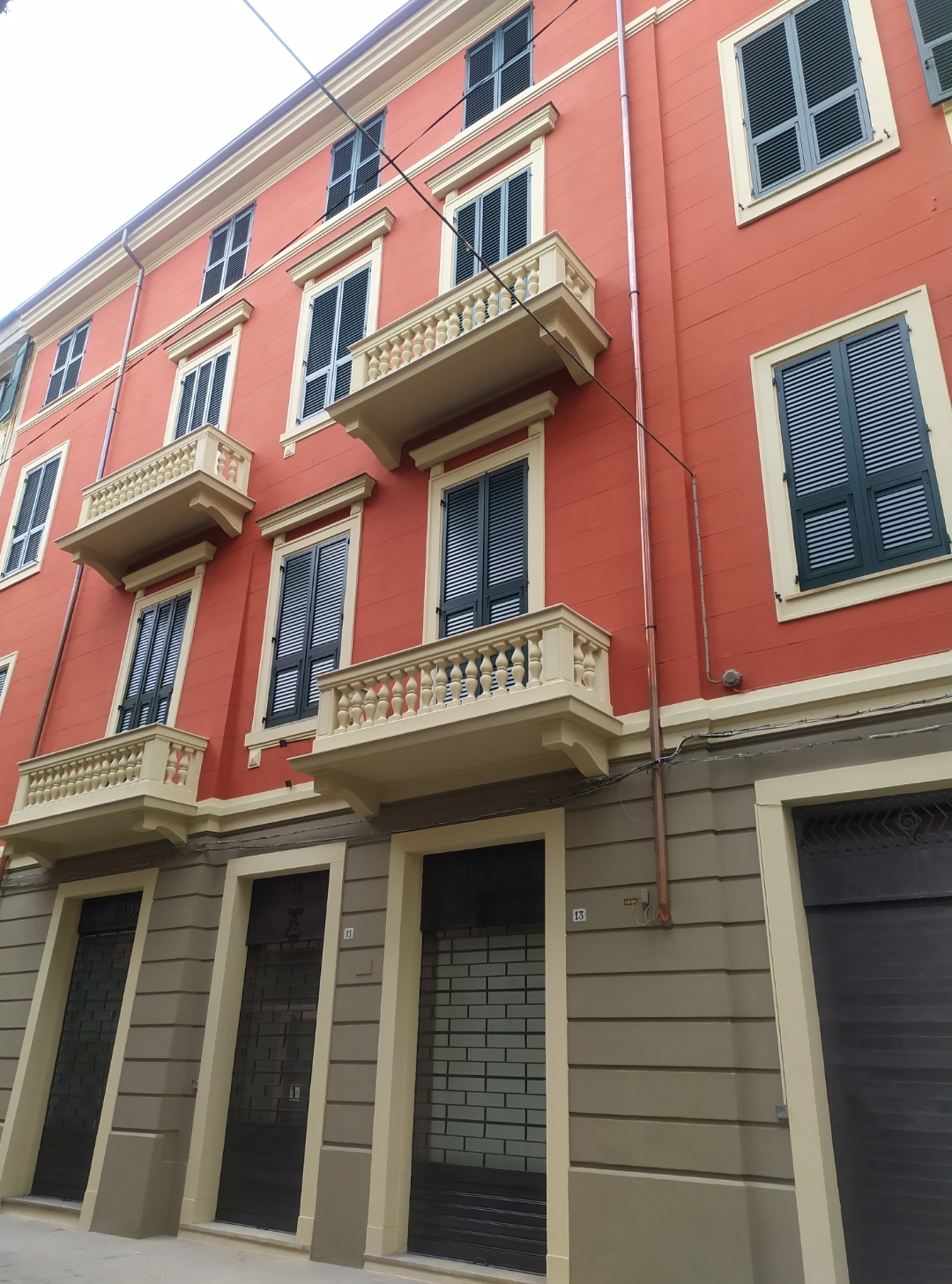
Palazzo Castagnola

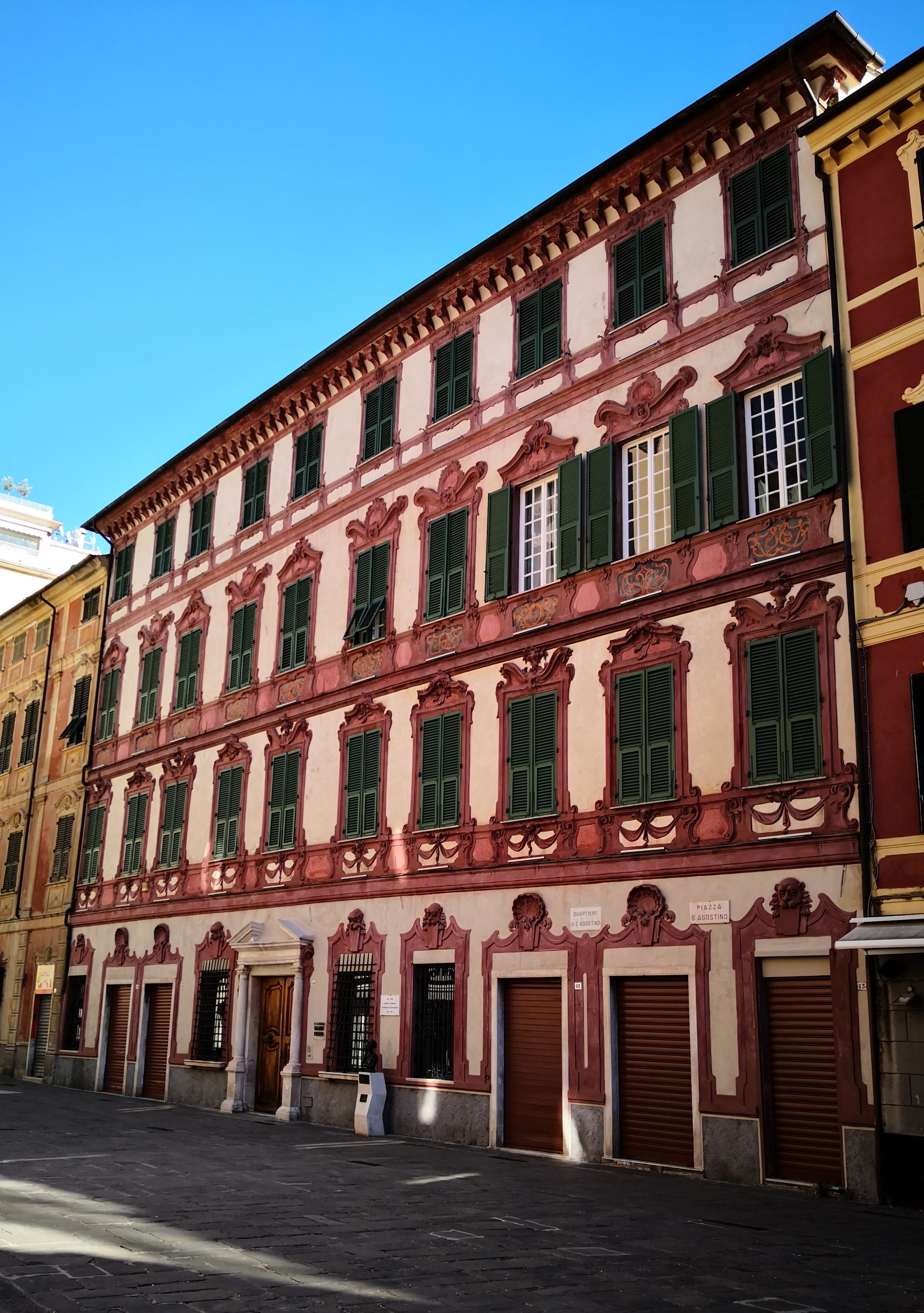
Palazzo De Nobili

Tra i palazzi più importanti della città sono:
- Accademia Lunigianense di Scienze (M. Costa, 1929)
- Albergo Croce di Malta (1845)
- Albergo Gaetano (ignoto 1903-1905 e V. Bacigalupi, 1908)
- Albergo San Giorgio (F. Oliva) (1927)
- Casa d'Arte (M. Costa, 1931)
- Casa Bertagna (M. Costa, 1933)
- Casa Ceretti (M. Costa, 1934)
- Casa Cetrangola (F. Oliva, 1926)
- Casa Peragallo (M. Costa, 1932)
- Comando Marittimo Nord (L. Siviero, 1932)
- Palazzina delle Arti (F.Oliva, 1924)
- Palazzo Biassa
- Palazzo Bianchi I, via N. Bixio 84 (C. Piaggio, 1896)
- Palazzo Bianchi II, via N.  Bixio 96 (G. Piaggio, 1905)
- Palazzo Bianchi Cavallo, via Fiume 61 (V. Bacigalupi, 1904 - 1906)
- Palazzo Boletto (V. Bacigalupi, 1927 - 1933)
- Palazzo Boracchia (F.Oliva, 1923)
- Palazzo Campodonico (V. Bacigalupi)
- Palazzo Carletti
- Palazzo Casamia (G. Bacigalupi)
- Palazzo Castagnola
- Palazzo Castrucci (V. Bacigalupi, 1903)
- Palazzo comunale (F. Oliva, 1933)
- Palazzo Contesso (V. Bacigalupi, 1923)
- Palazzo Crozza (C. Piaggio, 1890)
- Palazzo Doria, prima residenza della famiglia Doria
- Palazzo Oldoini De Nobili
- Palazzo Federici
- Grattacielo Bibbiani (R. Bibbiani, 1927)
- Palazzo Giachino (G. Guidugli, 1912)
- Palazzo Maggiani
- Palazzo Massa antica architettura tardo rinascimentale
- Palazzo degli Studi (A. Titta, 1923)
- Palazzo dell'Ammiragliato (1853)
- Palazzo del ghiaccio (F. Oliva, 1923)
- Palazzo del Governo (F. Oliva, 1928)
- Palazzo delle Poste (A. Mazzoni, 1933)
- Palazzo della Fondega (V. Bacigalupi, 1906 - 1914)
- Palazzo della Sprugola (R. Bibbiani, 1933)
- Palazzo della Veleria, (1866 - 1870), all'interno dell'Arsenale Marittimo
- Palazzo del Tesoro (G. Guidugli, 1939)
- Palazzo di Giustizia (I. Gardella, 1994)
- Palazzo Giachino (G. Guidugli, 1912)
- Palazzo San Giorgio (R. Bibbiani, 1927)
- Palazzo Vivaldi
- Pensione Orioli (M. Costa, 1935)
- Villa Castagnola (F. Oliva, 1924-27)
- Villa De Nobili, sulle alture della città
- Villa Marmori (F. Oliva, 1923)
- Villa Falicon, sede del Vescovado
- Villa Fortelli (R. Cozzani, 1914)

#### Teatri
- Teatro Civico

Il teatro civico della Spezia venne inaugurato nel 1846 come primo teatro appositamente edificato a tale scopo nella città. Il progetto venne redatto dall'architetto ticinese Ippolito Cremona, interprete del neoclassicismo genovese.
Dopo alcune modifiche apportate alla fine del secolo, il teatro, ormai inadatto alle esigenze di una città in continua crescita, venne abbattuto per essere sostituito da un nuovo edificio teatrale rispondente alle nuove necessità. Il nuovo progetto fu affidato all'architetto Franco Oliva, mentre lo scultore Augusto Magli fu incaricato dell'apparato decorativo. I lavori del nuovo teatro vennero terminati nel 1933.
- Politeama Duca di Genova, 1880-1933

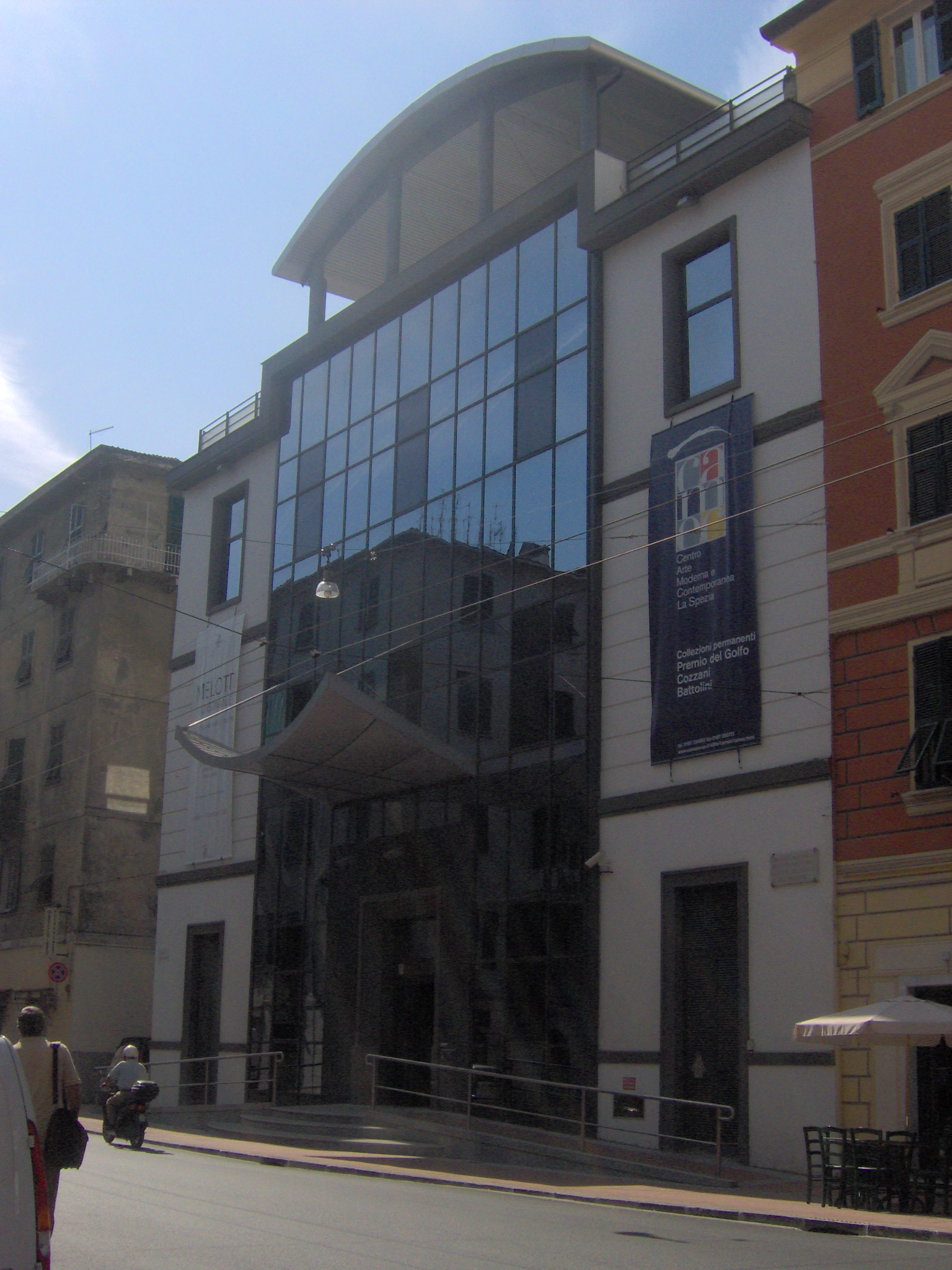
Il Centro d'arte moderna e contemporanea (CAMeC)

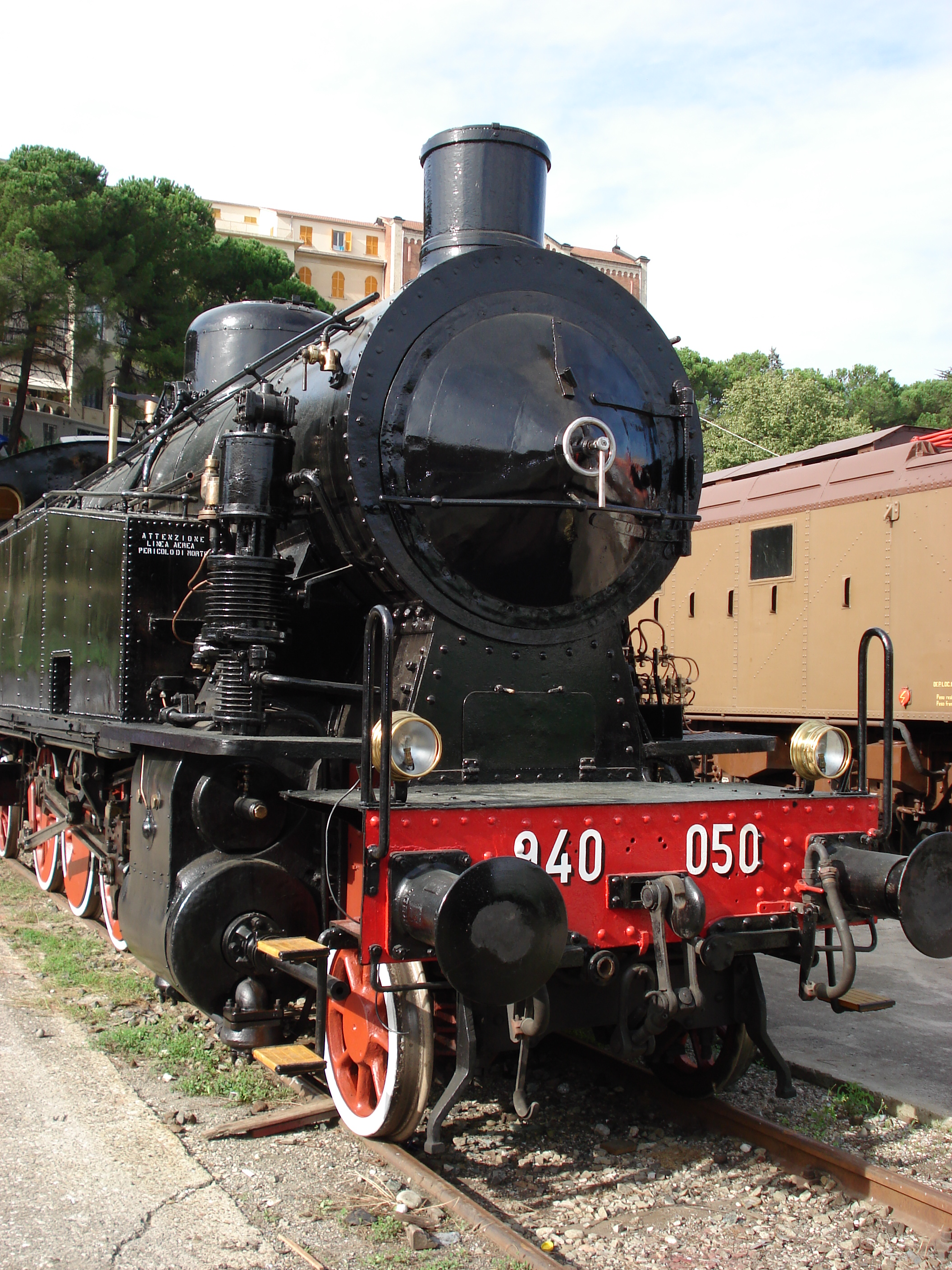
Museo nazionale dei trasporti

- Teatro Trianon, 1913
- Teatro Cozzani, 1919
- Teatro Monteverdi, 1929

- Teatro Arsenale, 1935
- Teatro Astra

#### Monumenti e fontane
- Monumento a Giuseppe Garibaldi, 1913
- Monumento al Generale Chiodo, 1878
- Monumento ai Caduti, 1922
- Erma di Cesare Battisti, 1923
- Monumento a Giovanni Cappellini, 1924
- Monumento a Nazario Sauro, 1925
- Erma di Ubaldo Mazzini, 1925
- Erma di Ceccardo Roccatagliata Ceccardi, 1930
- Statua di Santa Apollonia, 1956
- Erma di Luigi d'Isengard, 1963
- Monumento ai Caduti di Cefalonia, 2006
- La sirena del Golfo, 2018
- Statua di Wagner, 2019
- Redamare, 2022
- Stele agli Aviatori Caduti, 1983
- Archi di piazza Verdi, 2017
- Fontana futurista, 1933
- Fontana delle voci, 1956
- Fontana del dialogo, 2002
- Fontana di piazza Europa
- Fontana monumento alla Resistenza, 2006

### Musei
- Il Museo del Castello di San Giorgio – Museo civico archeologico "U. Formentini" ha sede nel Castello San Giorgio; il Museo raccoglie numerosi reperti provenienti dall'intera Lunigiana, essendo stata la città della Spezia per lungo tempo l'unica sede museale dell'intera zona. Il museo rappresenta una tappa indispensabile per conoscere la frequentazione e l'uso del territorio lunigianese a partire dalla preistoria per giungere all'età medievale. Il progetto di recupero del castello fu avviato negli anni settanta del Novecento. Nel 1983 il Comune ne ha consolidato la struttura ottenendone l'inserimento nel programma di recupero dei castelli liguri e lunigianesi, consentendo al monumento più rappresentativo delle vicende storiche della città della Spezia di essere oggi visitabile. Oggi è sede del Museo archeologico.
- Il Museo civico Amedeo Lia la cui sede venne destinata a "Casa della cultura" e pinacoteca delle collezioni civiche nel 1980. Il progetto di riqualificazione e ristrutturazione dell'antico Convento dei Paolotti, già approvato dal Comune, fu poi riadattato per accogliervi la collezione Lia nel 1995 (che fu inaugurato nel dicembre 1996), grazie all'importante donazione di opere d'arte di Amedeo Lia e della sua famiglia. La raccolta comprende dipinti e miniature italiane e straniere databili dal XIII al XVIII secolo, oltre a sculture e oggetti antichi, medievali e moderni.
- La palazzina delle Arti e Museo del Sigillo: analogamente al Museo Lia, erano inizialmente parte della "Casa della Cultura" che avrebbe dovuto ospitare le collezioni civiche tra cui gli splendidi dipinti di Agostino Fossati che ancora oggi non hanno trovato una collocazione al pubblico. Modificata la destinazione nel 2000, a seguito della donazione da parte dei coniugi Lilian ed Euro Cappellini oggi ospitano la più completa collezione sfragistica che mai sia stata riunita.Una sala del Museo Diocesano

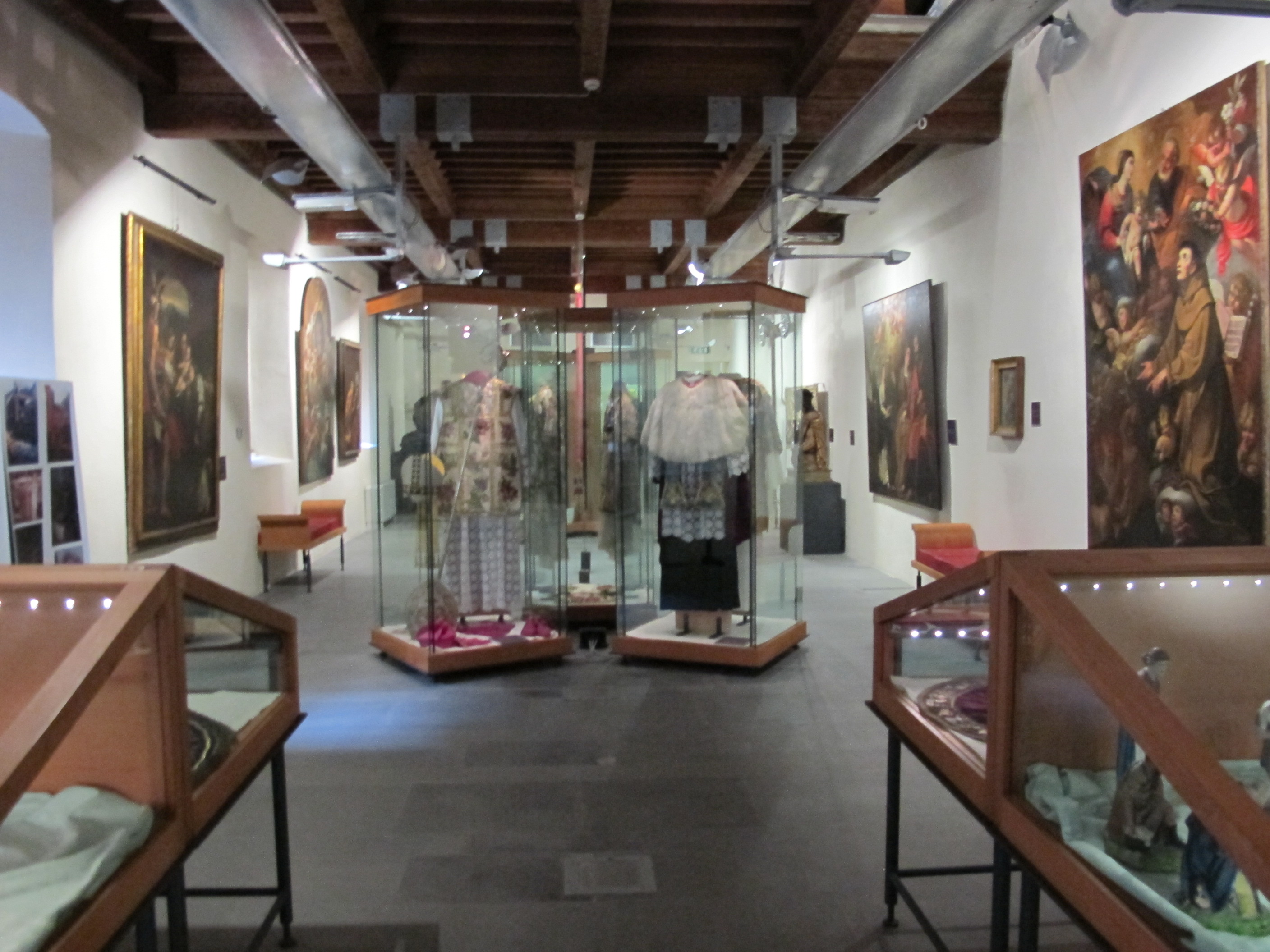
Una sala del Museo Diocesano

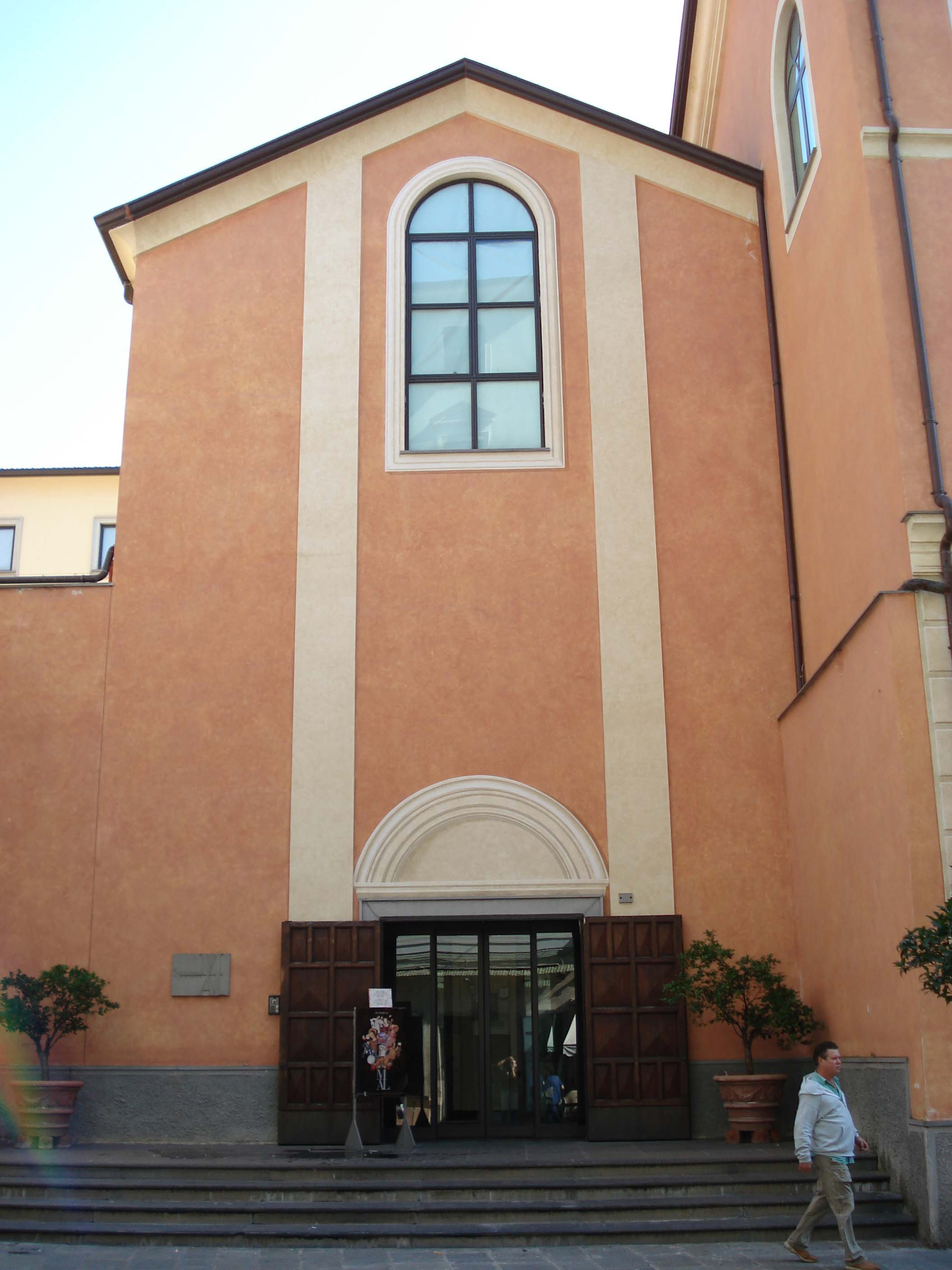
L'ingresso del Museo Lia

- Il Museo Civico Etnografico "G. Podenzana" ha un percorso espositivo che offre un'esauriente sintesi della cultura popolare lunigianense dell'Ottocento e del primo Novecento evidenziando gli aspetti più caratteristici di una società e di un territorio dall'originaria struttura di matrice feudale.
- Il Museo Diocesano è nella centralissima via del Prione, in un edificio che per lungo tempo è stato sede della pubblica assistenza cittadina, la cui facciata ottocentesca nasconde l'oratorio sconsacrato di San Bernardino, in prossimità del luogo in cui nelle mura medievali sorgeva l'antica porta Genova.
- Il Centro d'arte moderna e contemporanea (CAMeC) è stato inaugurato nel 2004 e ospita un'importante raccolta civica delle opere raccolte nelle varie edizioni del "Premio del Golfo", di quelle donate dalle collezioni Bartolini e Cozzani, oltre a quelle pervenute dalle varie manifestazioni espositive.
- Il Museo tecnico navale, ubicato nell'attuale sede accanto all'ingresso principale dell'arsenale militare a partire dal 1958, ha una storia centenaria; esso è stato istituito con l'intento di mantenere vivo il culto e le tradizioni della marineria militare italiana. L'esposizione annovera più di 150 modelli di navi e imbarcazioni, circa 2.500 medaglie, 6.500 cimeli e 2.000 documenti, oltre a 5.000 volumi tecnici e storici.
- Il Museo nazionale dei trasporti, fondato nel 1986, espone varie locomotive, carri ferroviari, vetture tranviarie. Interessante per la raccolta di originali modelli in scala ridotta, di fotografie e dipinti di argomento ferroviario.
- Il Museo dello sport, inaugurato nel 2010, ha sede presso il Palazzetto dello sport "Gianfranco Mariotti" ed è frutto dell'impegno decennale dell'omonima associazione che ha raccolto e catalogato documenti, cimeli e materiali relativi agli eventi e alle attività sportive svoltesi nel tempo a livello locale e nazionale e che hanno visto il coinvolgimento di atleti della Spezia e Provincia.
- Il Museo della Radioelettronica e Telecomunicazioni racconta la storia della radio e delle sue applicazioni da Marconi ad oggi. Ha sede in Via Fontevivo 52. www.arilaspezia.it
- Museo del Sigillo[43]
- Galleria ex ricovero antiaereo[44]
- Museo del Ciclismo
- Collezione auto storiche Peirone[45]
- Archivio storico OTO Melara[46]
- Osservatorio Astronomico Monte Viseggi[47]

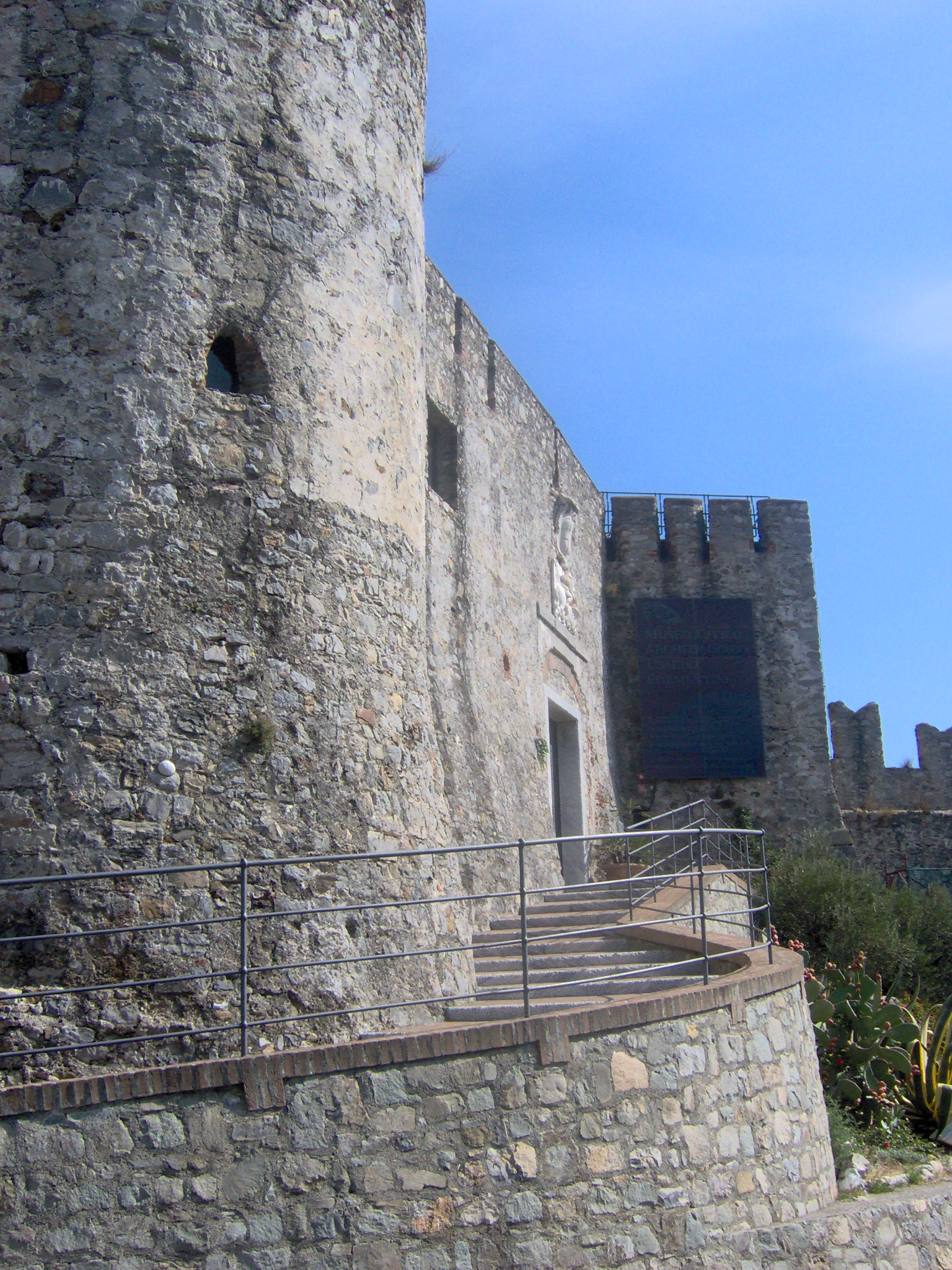
L'ingresso del Castello San Giorgio

### Architetture militari
La più antica costruzione militare della città, in posizione collinare, è il castello San Giorgio, la cui prima fase costruttiva è antecedente il XIII secolo. La struttura conservata e visibile oggi è opera dei Genovesi che costruirono inoltre varie altre fortificazioni nel golfo a difesa dalle incursioni musulmane.
Ma già dal '400 le vicende politiche avevano indotto le varie signorie che si succedettero nel dominio della città a organizzare un sistema difensivo di castelli, ad iniziare dalla fortezza di Sarzanello e dalla cittadella per passare poi nel 1550 alla costruzione della Bastia, alla Batteria dell'Oca Pelata, alla torre Scola ai forti del Pezzino. Successivamente vennero costruiti il forte Santa Teresa nel 1747..
L'antropizzazione dell'area del golfo della Spezia è quindi stata da sempre correlata alla funzione militare della zona.

Su questo presupposto, il presidio cittadino non poteva certamente essere da meno, tant'è che nel tessuto cittadino, dal XIX secolo, è presente l'Arsenale militare marittimo, una delle più importanti e antiche basi della Marina Militare.

### I forti ottocenteschi
La decisione del Governo piemontese di trasferire la flotta militare da Genova a La Spezia (1857) e di darvi corso alla costruzione dell’Arsenale (1862-1869) aveva comportato la necessità di provvedere alle opportune opere di difesa della piazzaforte sia verso il mare che verso terra.

Furono pertanto costruiti la diga foranea (1873-1879) per controllare gli accessi al golfo, oltre che garantirne approdi riparati in ogni condizione di tempo, e (nell’arco dell’ultimo ventennio del XIX secolo) un’estesa corona di numerosi forti e di batterie di artiglieria in varie località del golfo e delle alture dell’interno:
In sostanza alla fine del XIX secolo la rada della Spezia era la piazza marittima più fortificata d'Europa con ben 568 bocche da fuoco.

Ammodernati ed usati ancora nel corso della Seconda Guerra mondiale, oggi molti di questi edifici sono in stato di abbandono nonostante l’interesse culturale, paesaggistico e turistico che potrebbero offrire alla città.

Nel corso del 2022 è stata restituita alla cittadinanza la Batteria Valdilocchi (costruita nel 1880 circa), situata nella parte orientale del territorio comunale, in linea d'aria a poche centinaia di metri dai moli della zona Fossamastra-Pagliari; una costruzione militare che custodiva munizioni e serviva come contrasto ad eventuali attacchi da terra nei confronti della piazzaforte marittima; in questa struttura sono organizzate frequentissime visite guidate e iniziative che descrivono la antica funzione della Batteria.

### Aree naturali

#### Giardini pubblici

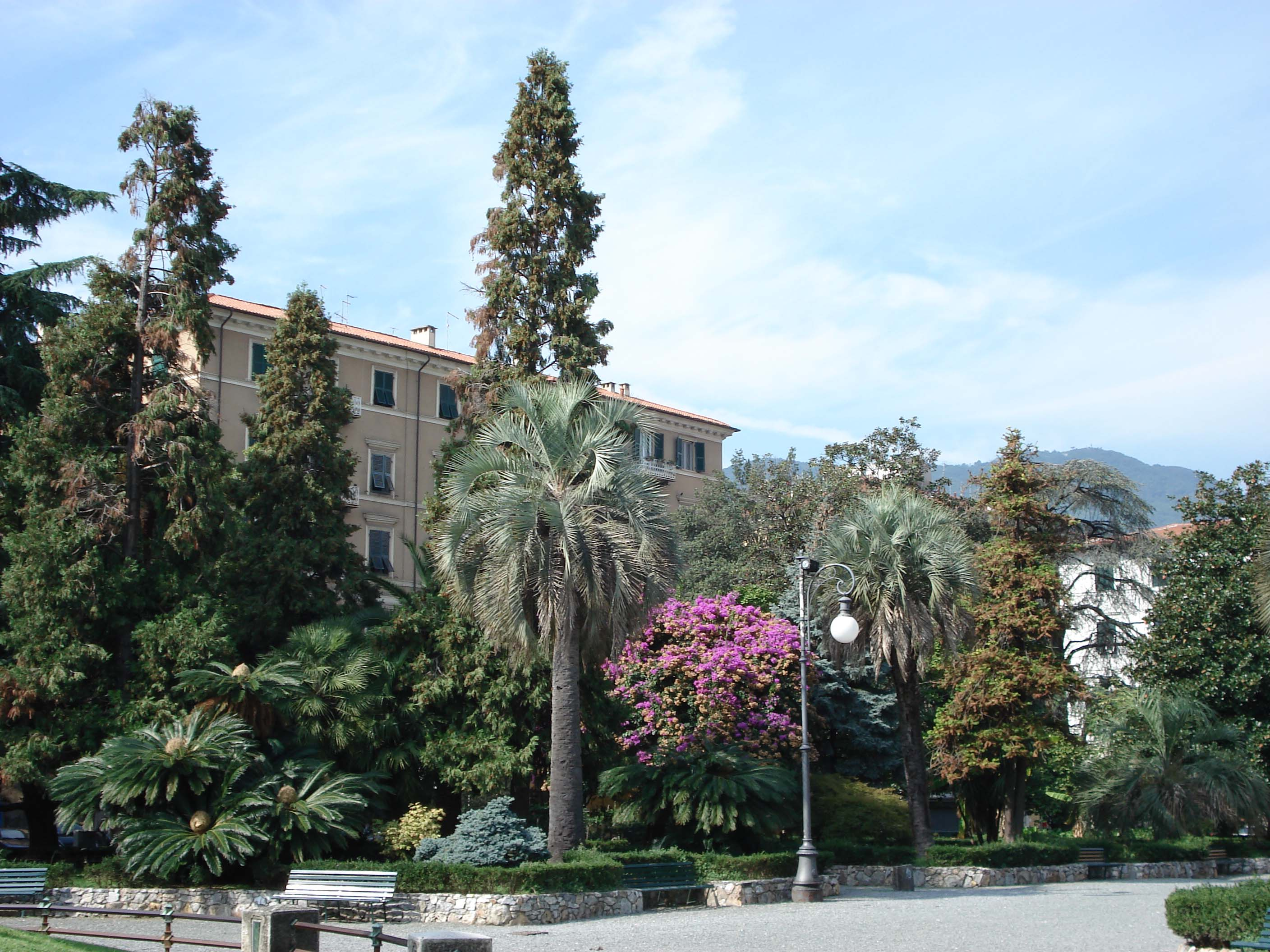
I giardini pubblici

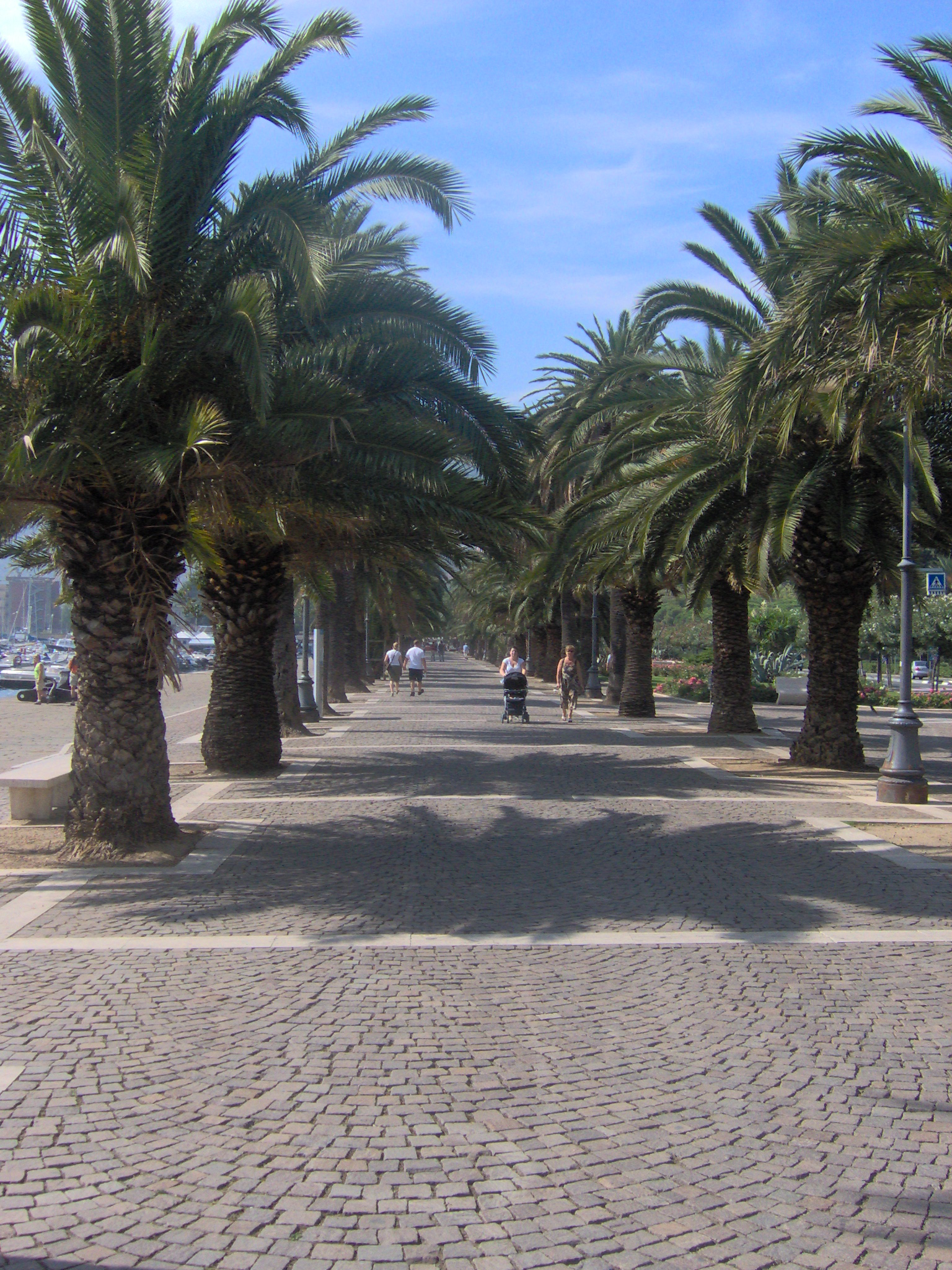
Passeggiata Morin

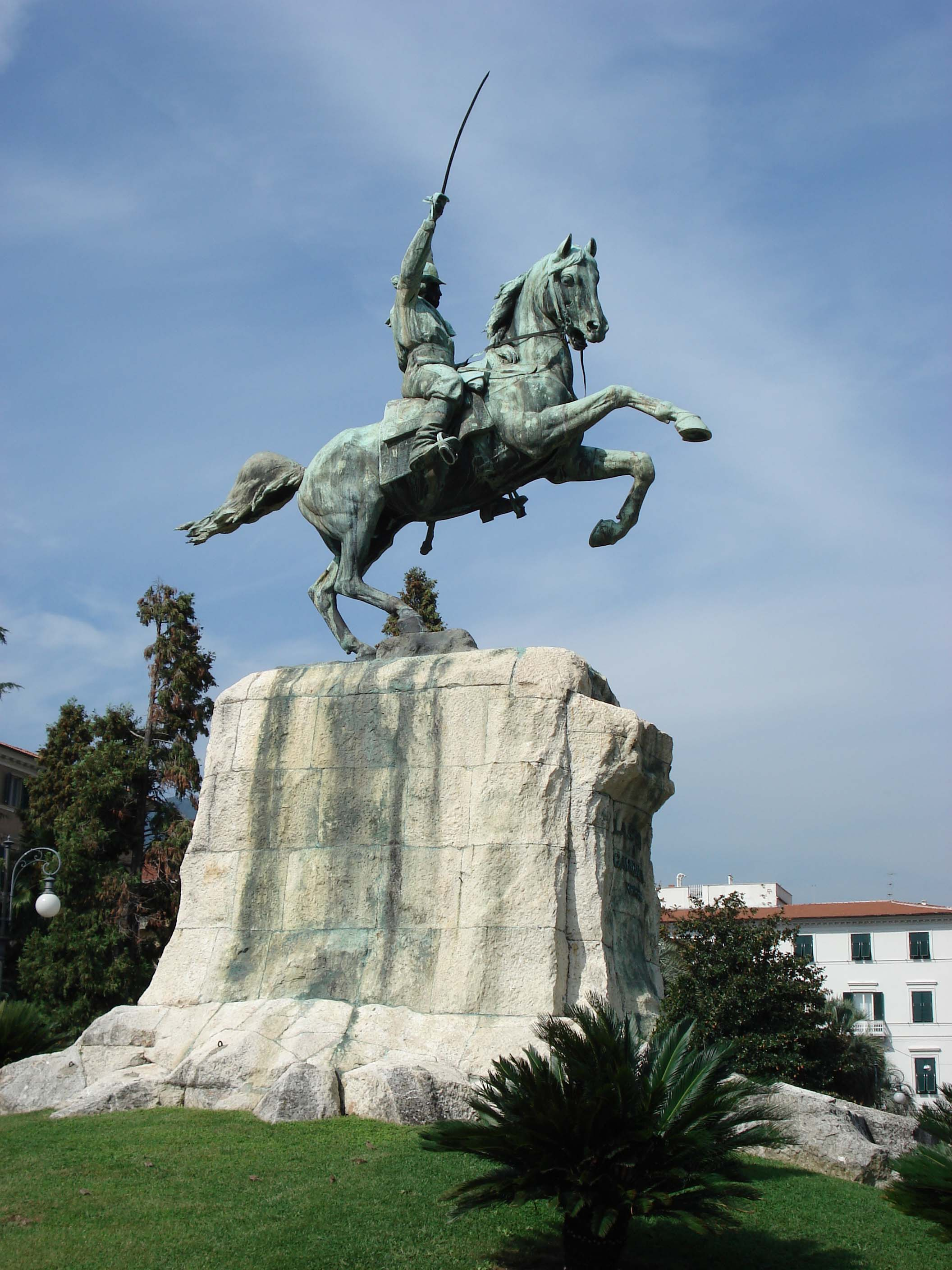
A.Garella
Monumento a Garibaldi (1911-13)

I giardini pubblici della città, ricchi come sono di varie specie botaniche, costituiscono certamente un aspetto di grande importanza per il tessuto urbano e sociale della Spezia.
Nella prima metà del XIX secolo, quando la città ha cominciato a espandersi oltre il perimetro delle antiche mura medioevali e la sua vita sociale divenne più attiva, fu creato il primo nucleo dei giardini pubblici.

Nel 1825 il parco era situato nella zona dove oggi si trova il Palco della Musica (acquistato all'Esposizione Universale di Torino e qui installato nel 1866) e aveva il nome di Boschetto, in accordo alla moda dell'epoca che tendeva a disporre le aree verdi con intenti scenografici. Dieci anni più tardi il nucleo dei giardini pubblici si estendeva già fino a includere il prato di fronte al palazzo Doria, in via Chiodo.
Fu comunque solo dopo l'apertura dell'Arsenale militare che le aree verdi conobbero l'espansione più significativa.
L'enorme quantità di terra ricavata via via dallo scavo dei bacini all'interno dell'Arsenale in costruzione venne riversata in mare proprio davanti al centro storico cittadino, rendendovi così disponibile ulteriore spazio a disposizione per lo sviluppo dei giardini.
Negli ultimi anni dell'Ottocento l'area complessiva occupata dai giardini coincideva ormai con quella attuale, ma fu solo tra il 1920 e il 1930 che i Giardini, con il contributo progettuale dell'artista spezzino Felice Del Santo, assunsero l'aspetto definitivo che può essere ancora oggi osservato.
All'interno dell'area dei giardini pubblici si trova l'imponente monumento equestre dedicato a Giuseppe Garibaldi, unico per l'esecuzione con il cavallo impennato.
Negli stessi giardini sono collocati altri vari monumenti dedicati a personalità locali: tra questi è interessante il grande busto in marmo di Carrara dedicato al cantore delle Alpi Apuane, Ceccardo Roccatagliata Ceccardi, opera dello scultore Aldo Buttini.

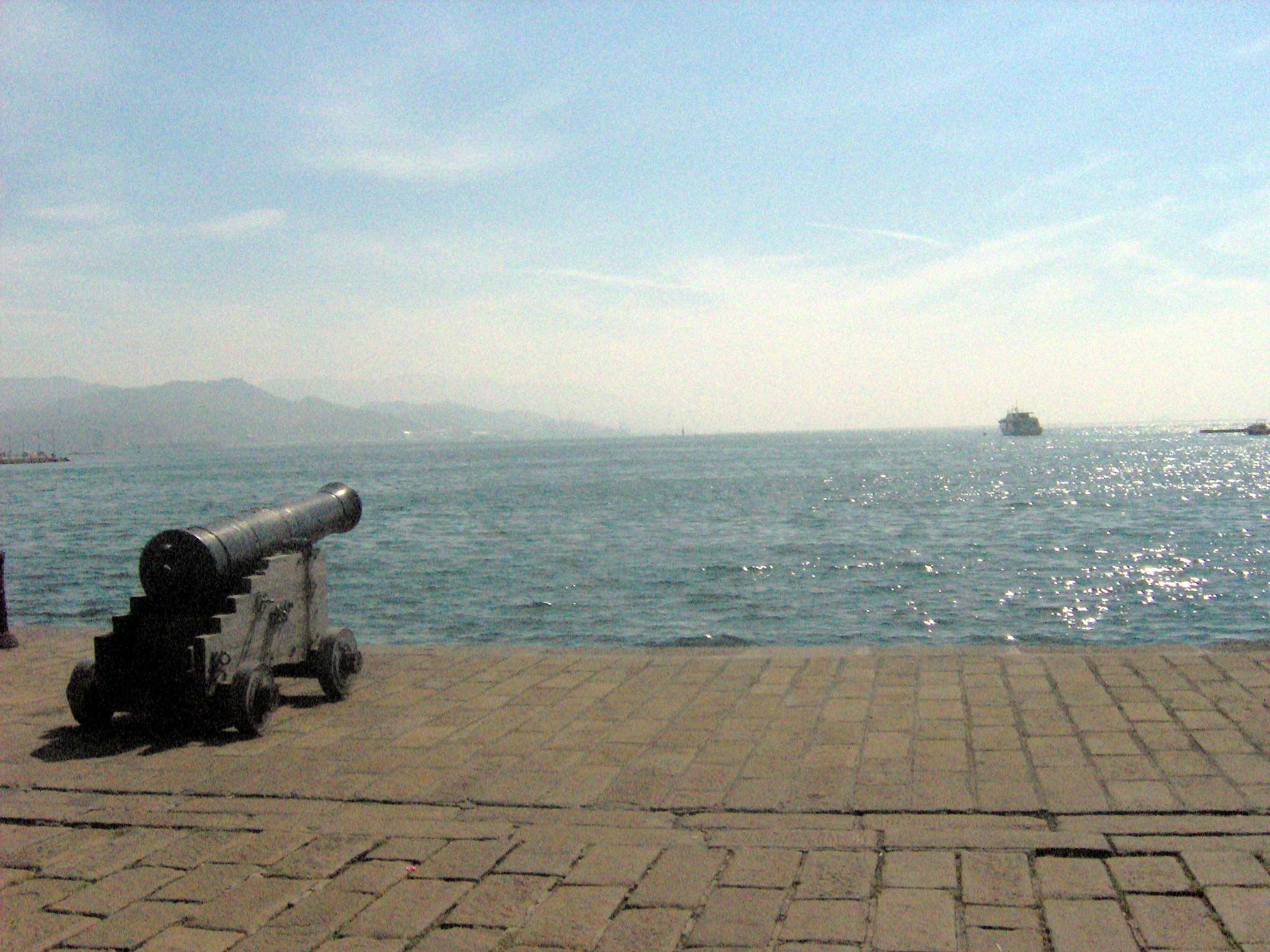
Passeggiata Morin

Ancora nei giardini è il Centro Salvador Allende, struttura polivalente utilizzata per convegni, mostre e altri eventi culturali.
Il 2 giugno 2006, giorno della Festa della Repubblica, si è aggiunto un nuovo monumento in ricordo della resistenza dedicato alla quarta zona partigiana (La Spezia, Parma, Genova e Massa).
L'opera, fortemente voluta dal Comitato provinciale unitario della Resistenza, da associazioni e da numerosi cittadini, è opera dello scultore Antonio Trotta.

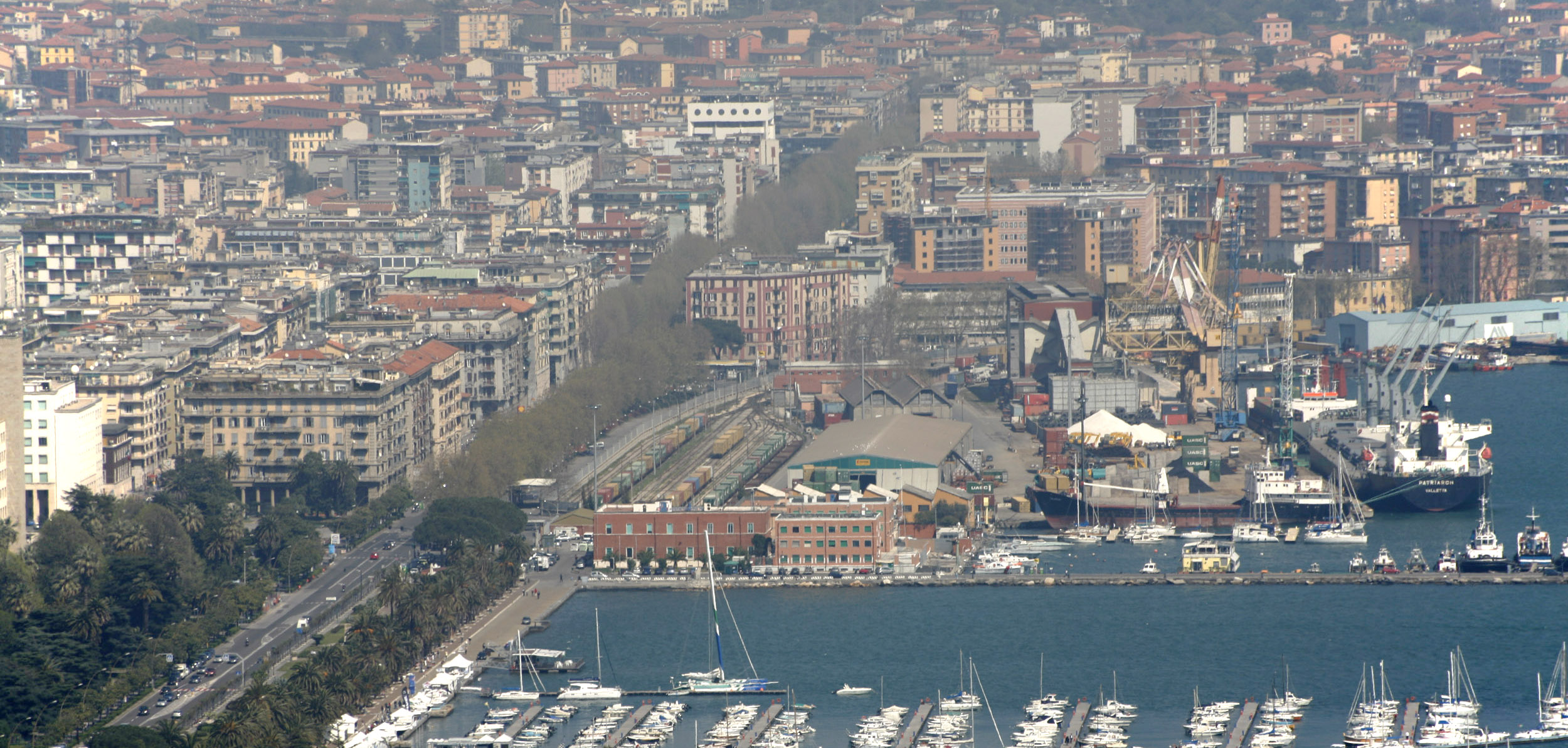
Fotografia aerea della Spezia: in orizzontale il Molo Italia, da cui si estende verso il basso la Passeggiata Morin

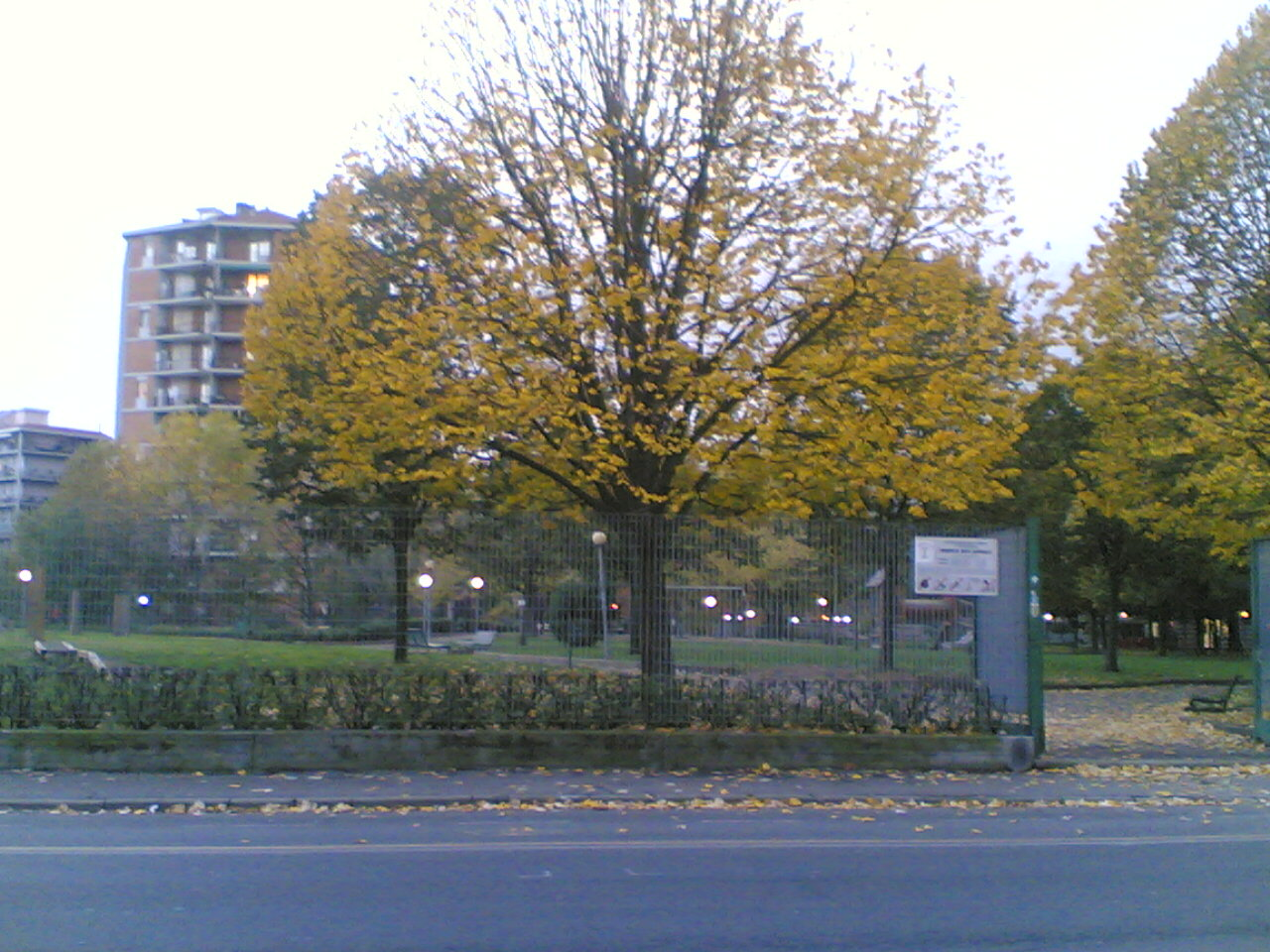
Parco XXV Aprile

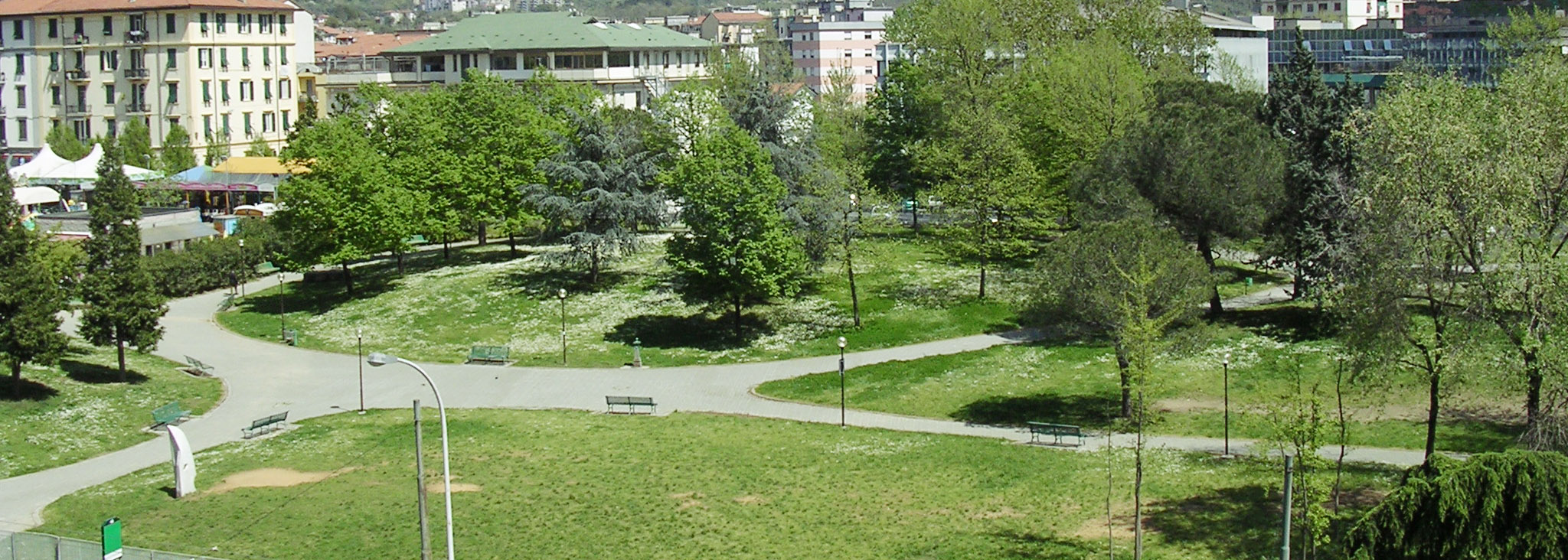
Parco XXV Aprile (Maggiolina)

#### Passeggiata Morin
Intitolata a Costantino Morin, è la storica passeggiata a mare della città. Adornata con palme e composizioni floreali, consente una veduta panoramica del golfo dei Poeti e dalla sua banchina partono i battelli con destinazione Portovenere, Cinque Terre e Lerici. La prima domenica di agosto di fronte alla passeggiata si svolge il Palio del Golfo. Al confine con la passeggiata si estende perpendicolarmente il molo Italia. All'interno della passeggiata vi è largo Robert Baden-Powell, dedicato al fondatore dello scautismo, realizzato nel 2007 in occasione del Centenario del Movimento Scout dalle locali associazioni Agesci, Cngei, Masci, nell'ambito dell'iniziativa della Federazione Italiana dello Scautismo: Cento Piazze per B-P.

#### Gli altri parchi cittadini
La Spezia, sin dalla sua nascita è sempre stata una città verde. Molti sono i parchi e i giardini compresi nella zona urbana che consentono anche a chi non ha modo di spostarsi dalla città, di avere un contatto quotidiano con il "verde".
- Nel levante cittadino si trova il Parco XXV Aprile meglio noto come Parco della Maggiolina. È costituito da un vasto prato con la presenza piante d'alto fusto e aree di sosta con giostre permanenti e spazi attrezzati per bambini. È diviso in due dalla grande arteria di Viale Italia, e ha entrate anche da via Parma, Corso Nazionale, via Prosperi e via Naef. Lungo la via Prosperi è accessibile anche una vasta area dedicata ai cani.
- A nord della città, sulla collina di Gaggiola, si trova il Parco della Rimembranza, un'area verde che ha un'estensione di circa un ettaro, nei pressi del Santuario di San Francesco. Si tratta di un vero e proprio bosco di alberi di alto fusto, che ha al suo interno anche un piccolo laghetto. Il parco venne intitolato, il 4 novembre 1923, alla Memoria dei Caduti per la Patria, da qui il nome di Parco della Rimembranza. A ciascuno dei 538 spezzini caduti nella Grande Guerra venne dedicato un albero (cipressi sulla cima, querce, pini, tigli e larici sulle pendici). Il progetto venne redatto dal pittore Felice Del Santo e realizzato dall'agronomo Alfredo Bartolozzi. Nel quartiere (contrada) di Pegazzano si trova la Chiesa di San Michele Arcangelo, consacrata il 20 febbraio 1349 e in uso fino al primo dopoguerra, dove fu sostituita dalla Chiesa nuova nella parte bassa. Luogo di una apparizione, è la più antica della città e, per affreschi e sculture, è un raro insieme di stili risalenti a secoli diversi (gotico, barocco, primo novecento). Inserita nel 2015 per tre anni nella lista dei primi 10 Luoghi del Cuore[50] italiani, è in stato di degrado e abbandono, dopo recenti scavi.[51][52]
- A ponente, nella zona periferica tra i quartieri dei Buggi e separato dalla vecchie mura ottocentesche da Pegazzano, c'è il Parco del Colombaio, proprio alle spalle dello stadio Alberto Picco e costituisce un polmone verde per il ponente cittadino grazie ai suoi molti esemplari d'alto fusto. Offre servizio di ristoro (e anche un disco-pub in estate) nonché un'area attrezzata per cani. È attraversato dalla nuova pista ciclabile che collega i quartieri Rebocco e Fabiano, e comprende un'antica costruzione, un tempo allevamento di piccioni viaggiatori del Regio Esercito.
- Ultimo parco cittadino realizzato è il Parco delle Mura che sviluppa un percorso verde e panoramico lungo la ottocentesca cinta difensiva della città.
- Sulle alture del Monte Parodi, a pochi chilometri dal centro urbano, si trova la Palestra nel Verde, un suggestivo percorso fitness con attrezzi che, oltre a consentire ai visitatori la possibilità di allenarsi tra boschi e macchia mediterranea, permette loro di poter ammirare lo spettacolo del litorale delle Cinque Terre, della città e del golfo dall'alto.

## Cimiteri
- Cimitero dei Boschetti.
- Cimitero della Pieve di San Venerio, situato nel quartiere della Pieve.
- Cimitero Monumentale Davide Saccardi, situato nella frazione di Pitelli.

## Società

### Evoluzione demografica
Nella seconda metà del XIX secolo la popolazione spezzina subiva un forte incremento numerico indotto dai lavori per la costruzione del nuovo Arsenale Militare. Il lavoro offerto fece sì che, a quelle liguri autoctone, si aggiungessero famiglie di varia provenienza, non solo dai borghi e dalle campagne vicine, ma anche dal resto della Liguria, dalla Toscana e dall'Emilia. Più tardi la base navale e quindi lo stanziamento del relativo personale militare, fino alla metà del XX secolo, hanno contribuito ulteriormente al fenomeno sociologico della diversificazione delle origini della popolazione residente.
Abitanti censiti (migliaia)

### Dialetto spezzino

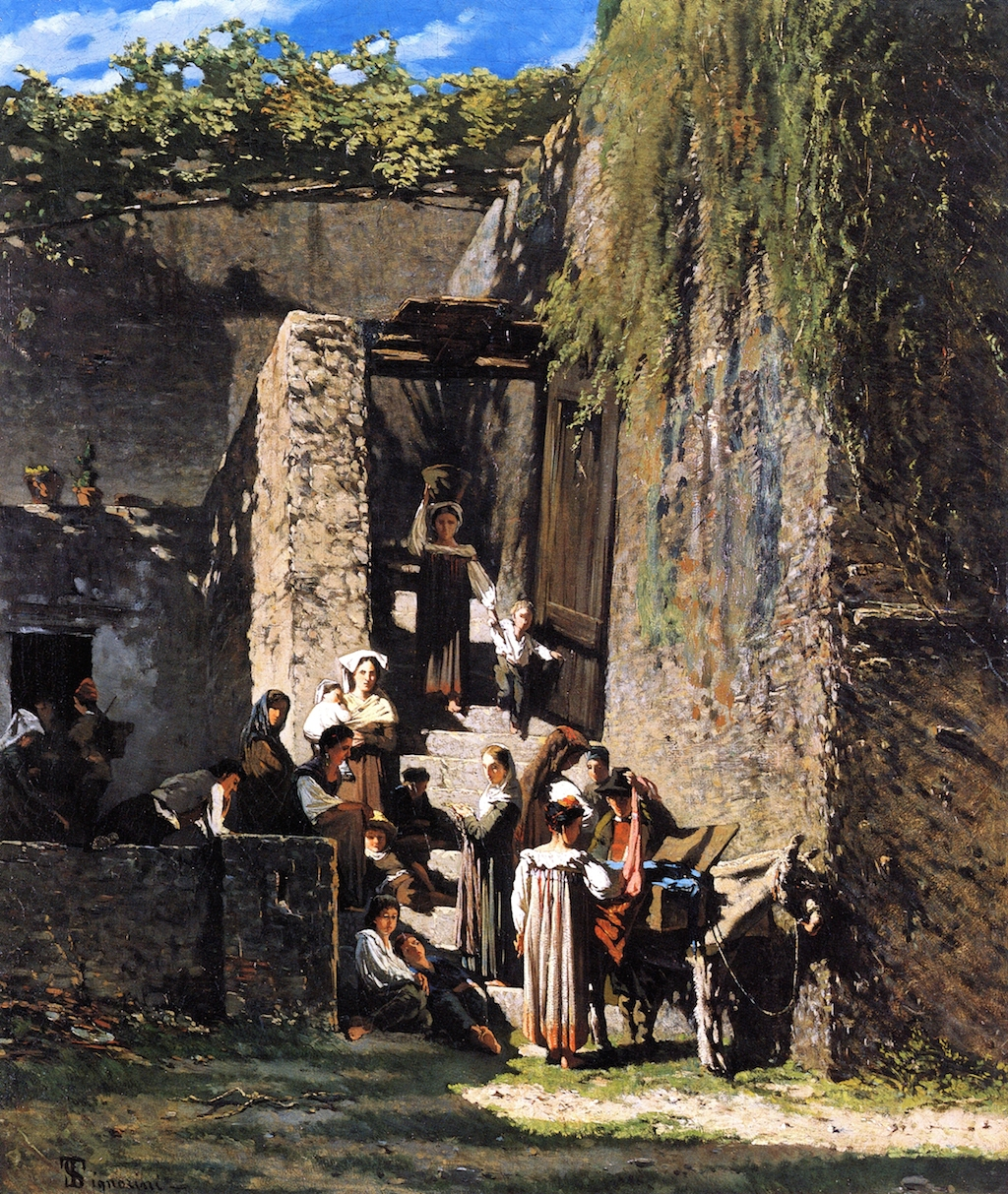
Telemaco Signorini
Il merciaio di La Spezia, 1859

L'area del dialetto spezzino comprende gran parte dell'area urbana della città e del suo territorio comunale e i comuni del settore interno del golfo della Spezia, dove presenta significative, ma non essenziali, varianti di tipo fonetico e lessicale.
Considerando invece l'intero territorio della provincia della Spezia si nota come lo spezzino lasci spazio gradualmente a varianti specifiche da comune a comune e talvolta anche da frazione a frazione.

### Etnie e minoranze straniere
Al 31 dicembre 2023 gli stranieri residenti nel comune erano 13 064, ovvero il 14,1% della popolazione. Di seguito sono riportati i gruppi più consistenti:
- Repubblica Dominicana 2502  (comunità più numerosa d'Europa)[55]
- Bangladesh 1741
- Romania 1715
- Albania 1644
- Marocco  1367
- Cina 494
- Ecuador 358
- Tunisia 279
- Ucraina 264
- Nigeria 237

## Cultura

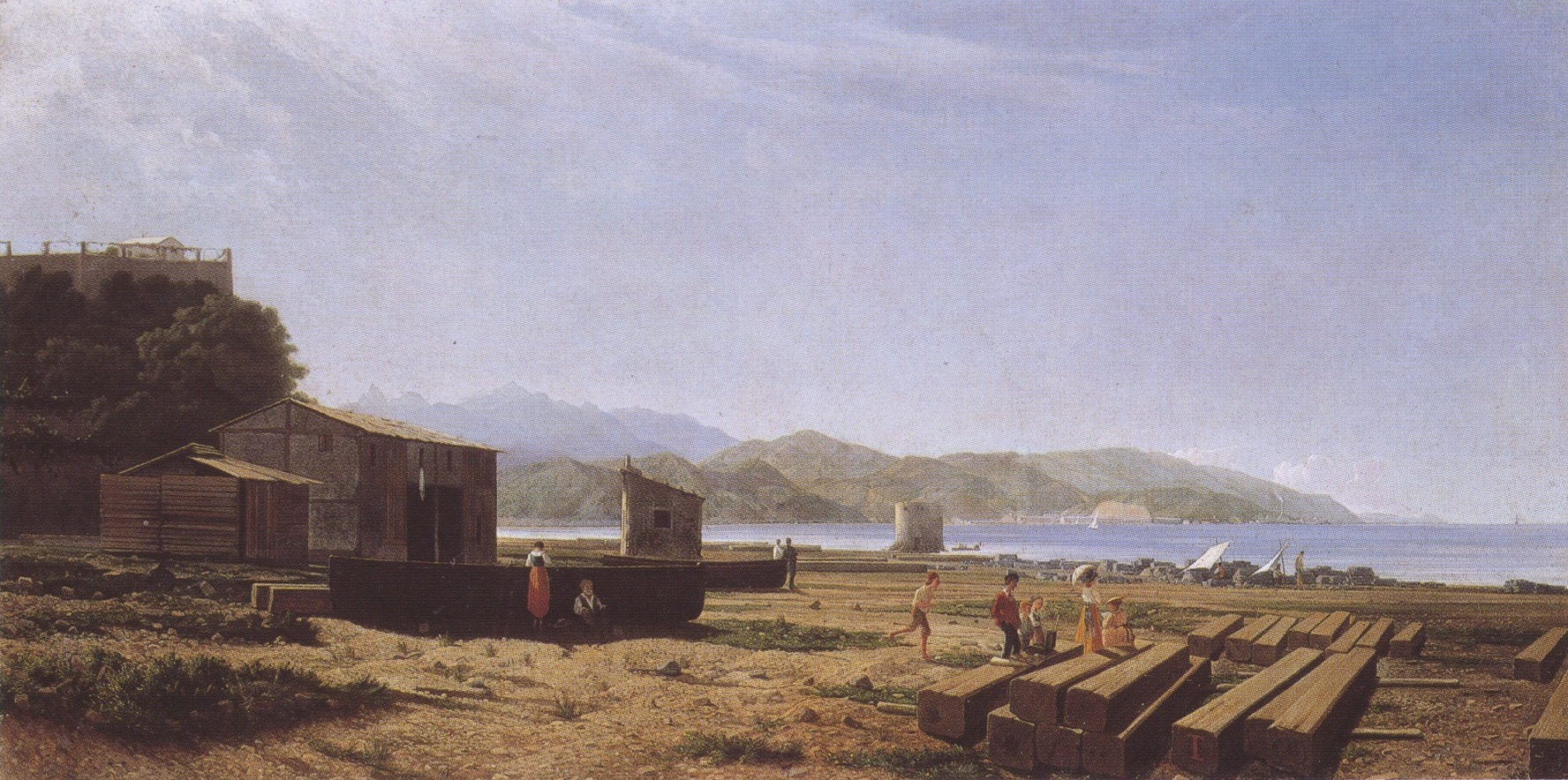
Tammar Luxoro
Il Golfo della Spezia, 1864 ca

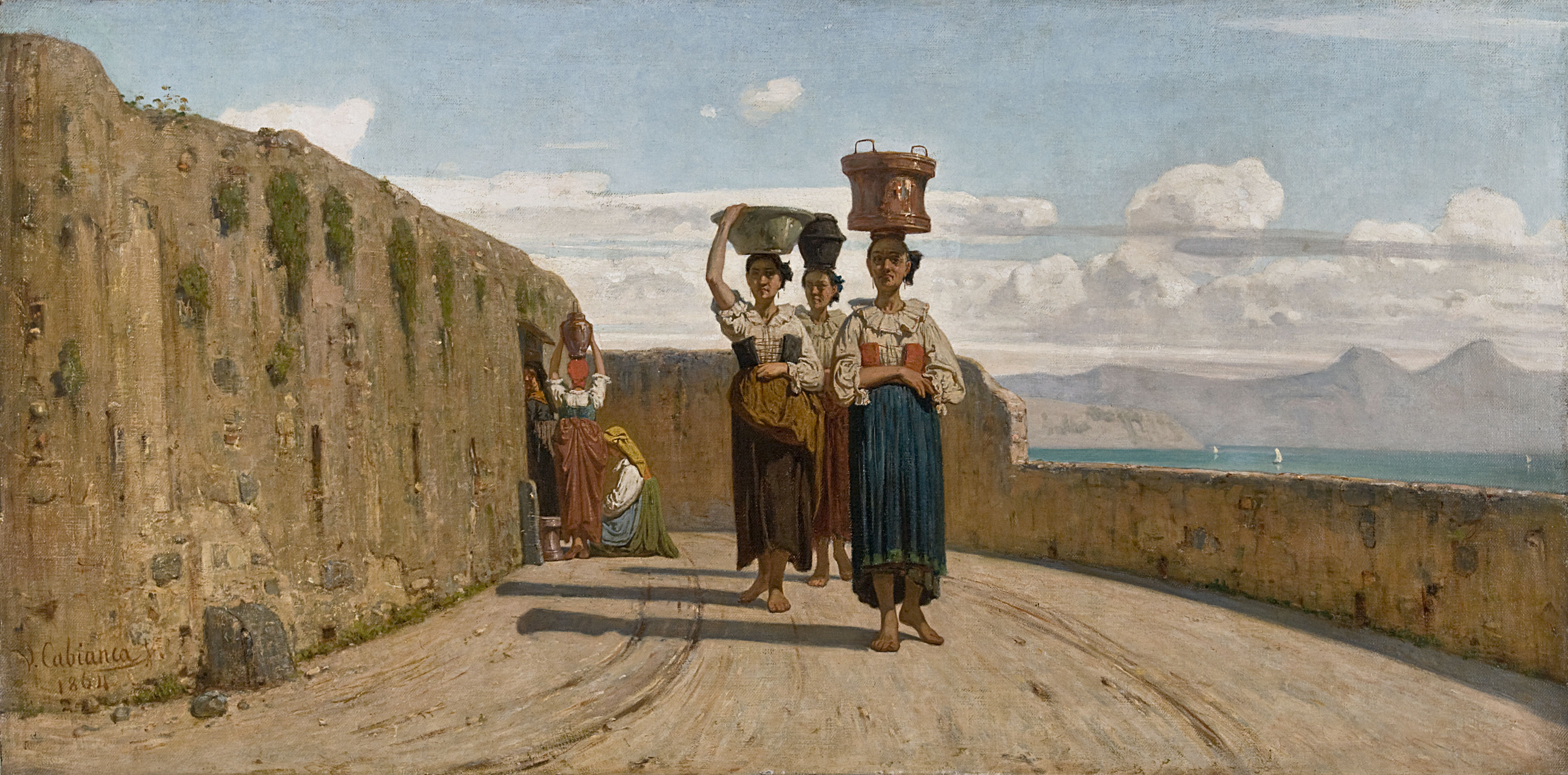
Vincenzo Cabianca
Portatrici d'acqua alla Spezia, 1864

La Spezia fornisce innumerevoli possibilità culturali: con iniziative estemporanee, con i suoi luoghi d'interesse, ma soprattutto con tradizioni popolari radicate nel tempo e nel territorio. Recentemente la città ha aderito all'Associazione Città d'Arte e Cultura.

### Istruzione

#### Biblioteche
- Biblioteca comunale Ubaldo Mazzini
- Biblioteca civica P. M. Beghi
- Biblioteca di Storia dell'Arte e Archeologia Giancarlo Marmori

#### Ricerca
- Osservatorio astronomico Monte Viseggi situato sull'omonimo monte che sovrasta la città, ideato, finanziato e costruito dalla locale Associazione Astrofili Spezzini che tutt'oggi lo gestisce. Nella sua storia ha scoperto e nominato sei asteroidi della fascia principale.

#### Scuole
La Spezia è sede dei seguenti istituti scolastici statali, inerenti il ciclo scolastico della scuola secondaria di secondo grado:
- Liceo scientifico "Antonio Pacinotti"
- Liceo classico "Lorenzo Costa".
- Liceo linguistico, delle scienze umane ed economico-sociale "Giuseppe Mazzini".
- Istituto di istruzione superiore "Fossati - Da Passano"
- Istituto di istruzione superiore "G. Capellini - N. Sauro": Liceo delle scienze applicate, Istituto Tecnico Industriale Statale "G. Capellini" & Istituto Tecnico per i trasporti e la logistica (Istituto Tecnico Nautico) "Nazario Sauro"
- Istituto di Istruzione Secondaria Superiore "Einaudi - Chiodo"
- Istituto Superiore "Cardarelli", Istituto Tecnico, Liceo Artistico, Liceo Musicale.

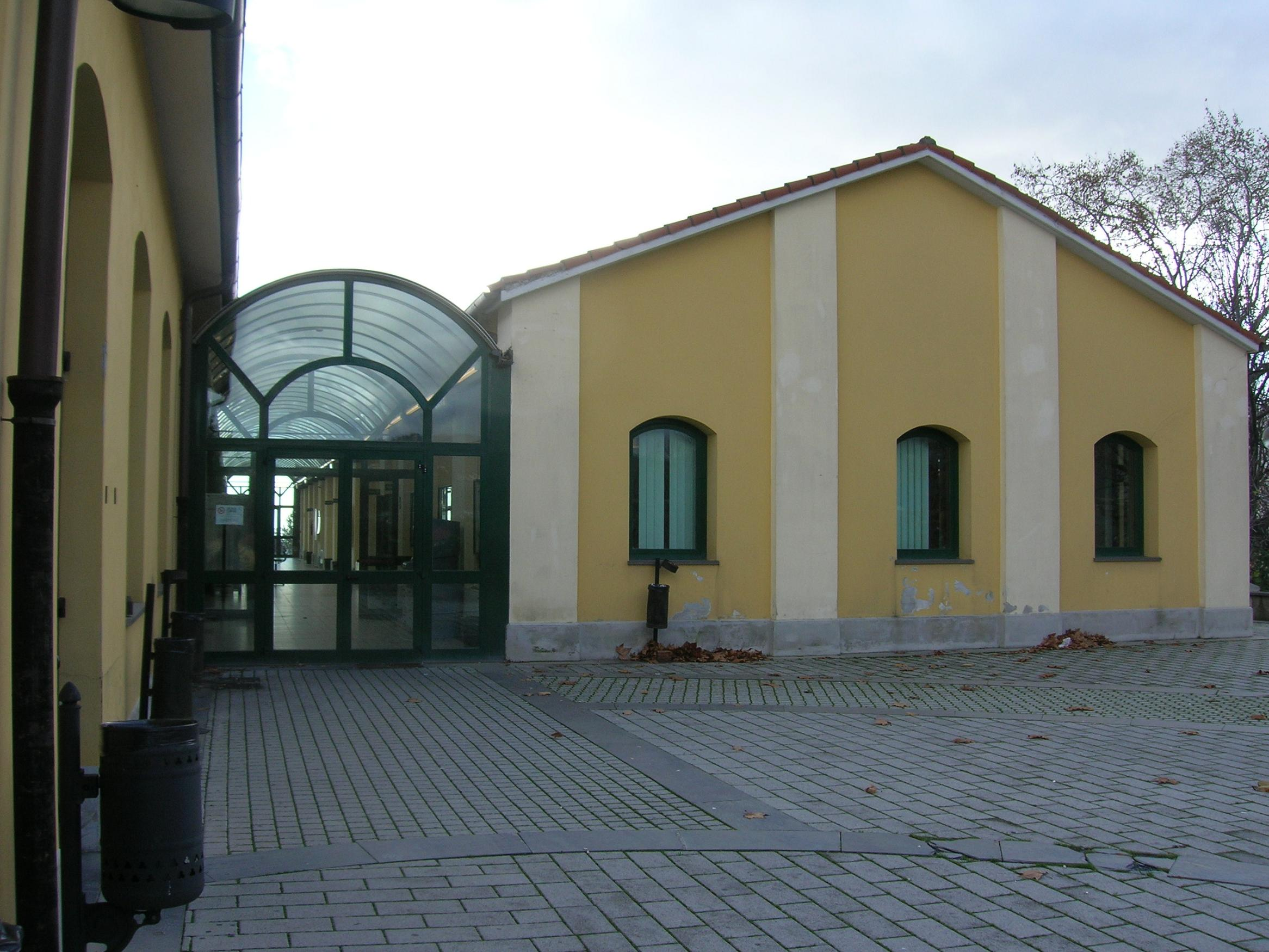
Polo universitario "Guglielmo Marconi"

- Istituto professionale di Stato dei servizi per l'enogastronomia e l'ospitalità alberghiera e per i servizi commerciali "Giuseppe Casini"

#### Università
La Spezia è sede del Campus universitario Guglielmo Marconi dell'Università degli Studi di Genova, nella zona collinare della città; dall'anno accademico 2012/2013 il Polo Marconi ha inoltre due sedi staccate, presso il "2 giugno" e presso l'Arsenale Militare.
Sempre della stessa Università sono attivi due corsi di laurea triennali delle Professioni Sanitarie: quello di Infermieristica e quello di Fisioterapia.
Si ricorda inoltre l'Accademia Lunigianense di Scienze, il Conservatorio Giacomo Puccini e l'istituto superiore di Scienze religiose Niccolò V.

### Media
In città operano le redazioni de Il Secolo XIX, de La Nazione, le redazioni televisive di Canale56 (VideoSpezia International), di Tele Liguria Sud, unica emittente Spezzina rimasta in attività e la redazione locale della televisione genovese Primocanale (che nel 2003 ha acquisito le frequenze di VSI Canale56).
Online si distinguono i quotidiani e Web TV , Cittadellaspezia, e GazzettadellaSpezia che offrono una visuale giornaliera e mensile degli eventi più rilevanti di città e provincia (notizie di cronaca, politica, cultura e sport).
Dal 1976 si sono succedute molte emittenti radio locali; RadioSpezia International , Radio Onda Spezzina, Radio Golfo dei Poeti, e Radio Studio Tre, nel 2014 ha cessato le trasmissioni anche l'ultima radio della città, Astroradio, nata nei primi anni ottanta dalla fusione di Radiodiffusione Alto Tirreno e Studio Tre.

### Cucina

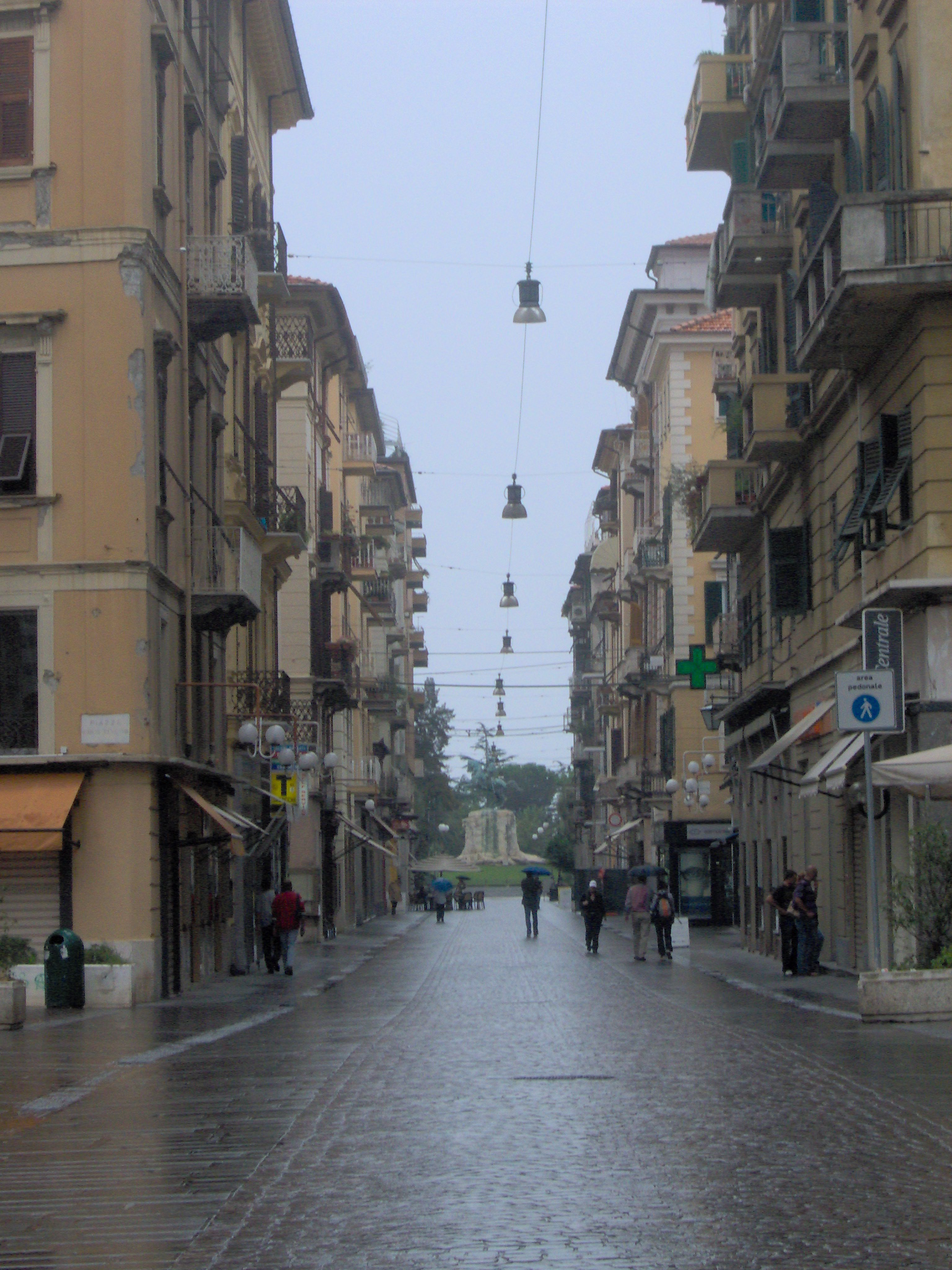
Corso Cavour in direzione dei Giardini Pubblici

La focaccia, il pesto, la farinata di ceci, i fiori di zucca ripieni e le torte di verdura sono ricette tipiche della cucina ligure che trovano ampia diffusione anche alla Spezia.
Inoltre, sebbene originari della Lunigiana, famosi in questa zona di Liguria sono gli sgabei e i testaroli. Altro piatto ligure è lo stoccafisso in umido con patate e olive.
Ma è analizzando la vera tradizione gastronomica spezzina che si scopre l'olio extravergine d'oliva e il pepe nero essere la base di alcune ricette più tipiche, soprattutto della mescciüa, nota zuppa di legumi e cereali. Piatto povero della tradizione spezzina, secondo la tradizione, sarebbe stato inventato dagli scaricatori di porto, la cui povertà li spingeva a raccogliere le granaglie che uscivano dai sacchi scaricati dalle navi.
Altra specialità del luogo sono i "muscoli" (le cozze che possono essere gustate ripiene): la mitilicoltura, importata in città con l'arrivo delle maestranze meridionali impegnate nella costruzione dell'Arsenale militare, ha avuto, fino a pochi decenni fa, gli allevamenti nei quartieri di Fossamastra e Canaletto. A seguito dell'epidemia di colera di Napoli e solo a scopo precauzionale gli allevamenti furono trasferiti a ridosso della diga foranea, dove è anche praticato l'allevamento di ostriche e di pesce.
All'interno del territorio meritano poi una citazione la località di Campiglia, rinomata per la produzione dello zafferano, e la frazione di Pitelli, famosa per i ravioli di carne, patate ed erbette.
Dal punto di vista storico-enologico giova ricordare che le uve di Tramonti (frazione di Biassa), fino al momento della crisi provocata dalla fillossera (1929), erano le più rinomate della provincia.

### Eventi

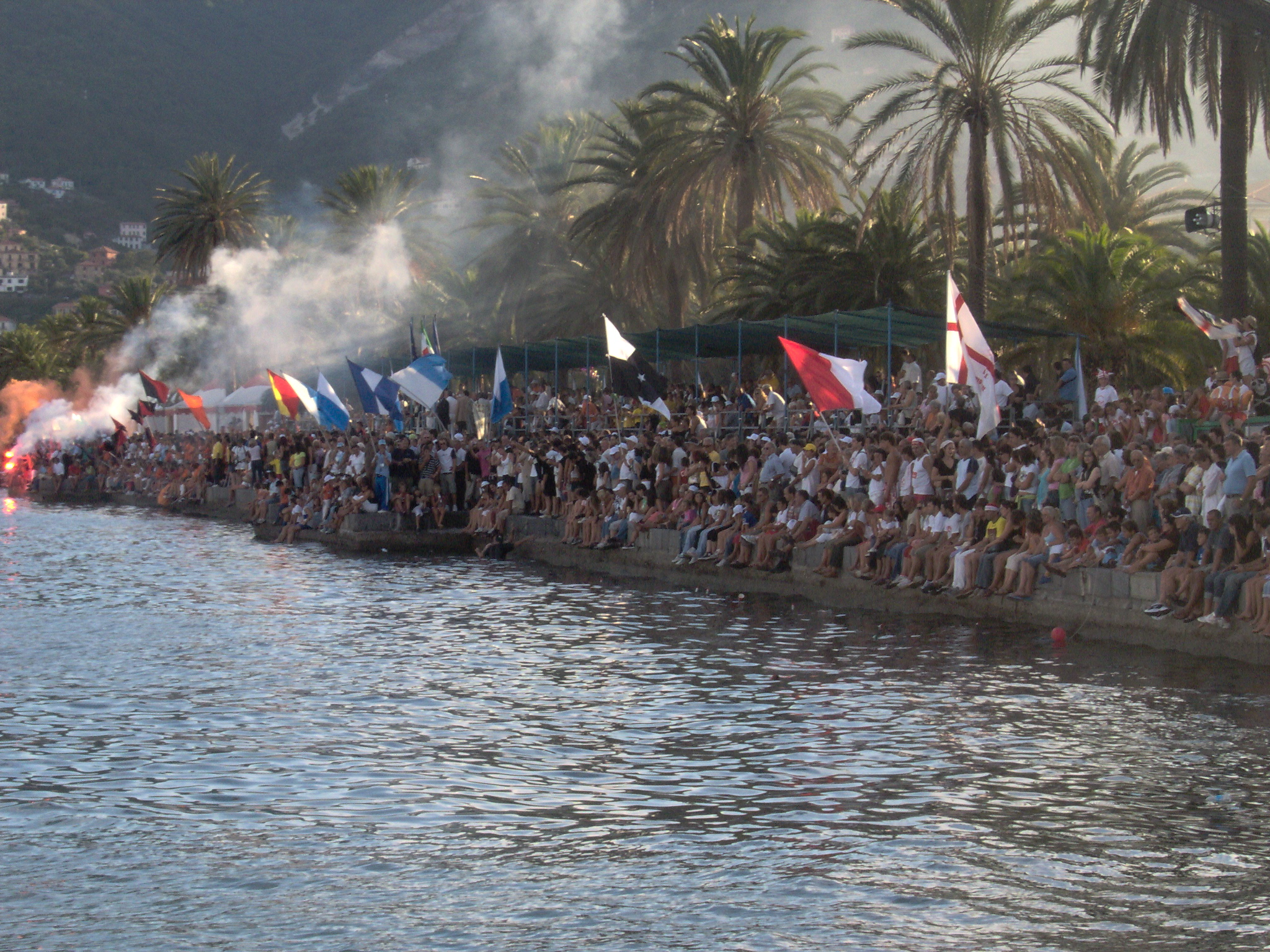
il palio del golfo, che si svolge ogni anno la prima domenica di Agosto

Gli appuntamenti storici per la città sono essenzialmente due: la Fiera di San Giuseppe e la Festa del Mare.
La Fiera di San Giuseppe è stata istituita nel 1654, su richiesta presentata dal Consiglio della Comunità della Spezia al Senato Genovese, per assecondare la devozione popolare e per dare un nuovo slancio al commercio. La Fiera si tiene ogni anno il 19 marzo, in occasione della festa del Santo patrono della città. La fiera, della durata di 3 giorni, vede partecipare oltre 600 commercianti ambulanti, provenienti da ogni parte d'Italia, che espongono nella zona compresa tra piazza Europa, i giardini pubblici e il lungomare della passeggiata Morin.
Tutta la città è coinvolta e sono abitualmente previste varie manifestazioni collegate all'evento.
La Fiera di San Giuseppe è inoltre un'occasione per gustare alcuni tipici prodotti come i brigidini, lo zucchero filato, le mele candite e la porchetta.
Un altro appuntamento storico della città è la Festa del mare, che si svolge ogni anno la prima domenica del mese di agosto.
Il protocollo della Festa del mare prevede la disputa del Palio del Golfo, la disfida remiera alla quale prendono parte le 13 borgate che si affacciano sul Golfo della Spezia, preceduta, il giorno prima, da una sfilata in maschera a tema per le vie del centro cittadino; l'intera manifestazione si conclude la domenica sera con uno spettacolo pirotecnico sulle acque del golfo.

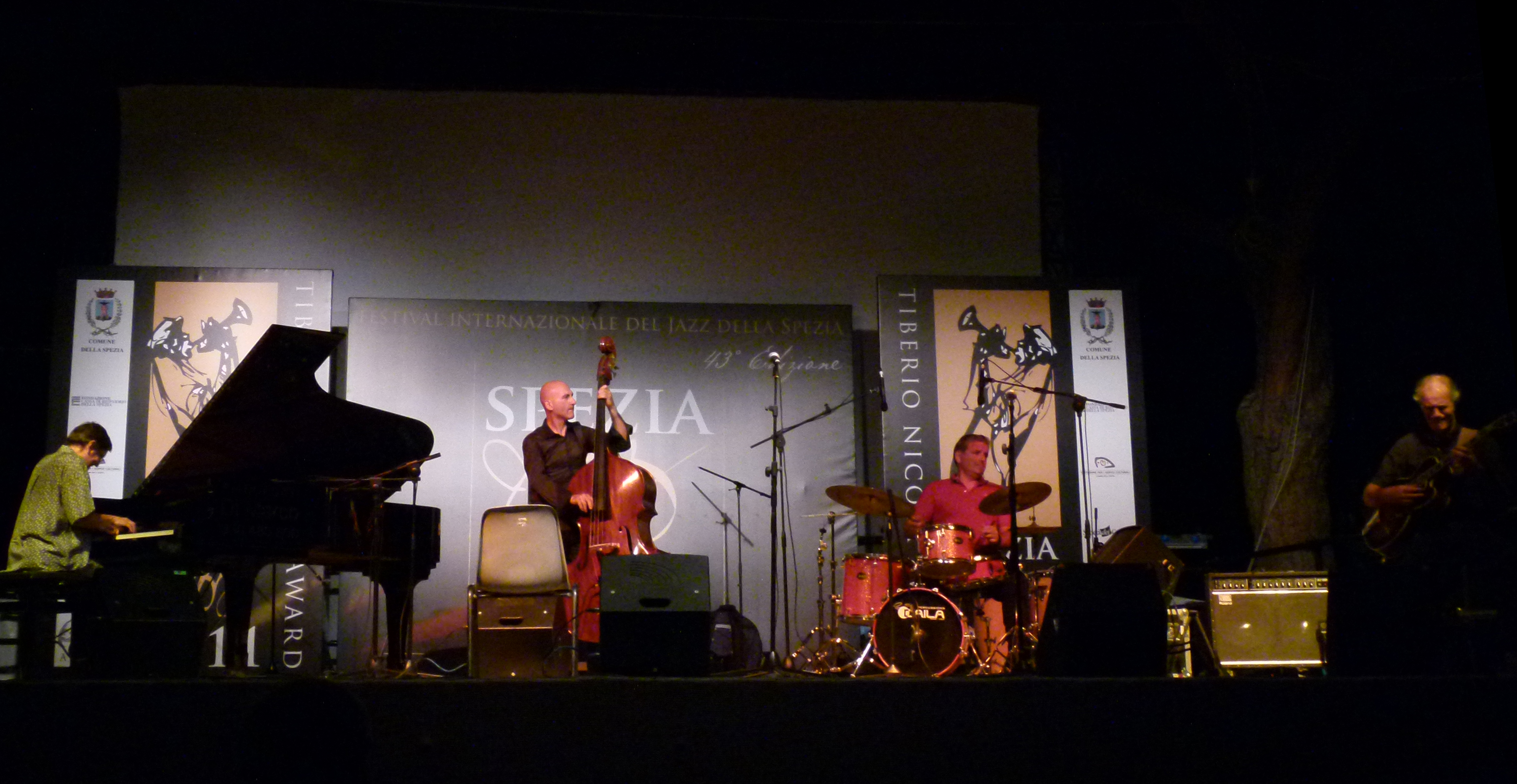
Festival del jazz

Dal 1969 si svolge ininterrottamente il Festival internazionale del jazz della Spezia.
Da alcuni anni si sono affiancate alle manifestazioni più radicate, come quelle appena citate, il "Pop Eye Festival", una rassegna musicale che ha visto partecipare molti artisti di livello mondiale (Lou Reed, Patty Smith, Sonic Youth, Afterhours, ecc.) e il "Cercantico", il mercato di oggetti d'epoca e di antiquariato che si svolge in Piazza Cavour (ovvero Piazza del Mercato) la prima domenica di ogni mese, eccetto i mesi di luglio e agosto.

#### SpeziaExpò
Il 31 ottobre 2007 alla Spezia è stato inaugurato il nuovo centro fieristico LaSpeziaExpò.
Si tratta di una struttura realizzata interamente in acciaio, lamiera e vetro situata nei pressi del Park PalaSpezia all'uscita del raccordo autostradale, un investimento di circa nove milioni di euro, di cui due concessi dalla Regione, per un complesso che si estende su circa 9000 m² di terreno.
La struttura è composta da Piano terra (3500 m²), Primo livello (900 m²), Secondo livello (750 m²), per una volumetria totale di 50000 m³.

## Geografia antropica

### Quartieri
I quartieri centrali della città sono il Quartiere della Cittadella, della Piazza, del Prione, di Sant'Agostino e del Torretto.
Più periferici sono i quartieri di:

Boschetti, Bragarina, Buggi, Canaletto, Case Toracca, Cavallo Bianco, Chiappa, Colli, Corticola, Due Giugno, Fabiano Basso, Favaro, Fossamastra, Fossitermi, Gaggiola, La Pianta, Limone, Lizza, Mazzetta, Marcantone, Melara, Migliarina, Montepertico, Pagliari, Pegazzano, Pianazze, Pieve di San Venerio, Porta Rocca, Rebocco, Rigazzara, San Bartolomeo, San Cipriano, Scorza, Stagnoni, Termo, Umberto I, Vailunga, Valdellora, Vicci, Vivera.
E, intermedi tra lo status di quartiere e quello di frazione, le località di:

Antoniana, Bersedo, Buonviaggio, Contra, Costa di Murlo, Cozzano, Felettino, Foce, Fornello, Galere, Ghiaccio, Gira, Guarsedo, Maggiano, Montalbano, Muggiano, Negrao, Pianazza, Ruffino, Sant'Anna, Sommovigo, Torracca, Valdurasca, Vecchiora, Viano, Vignale.

### Frazioni e Località
In linea di massima, si possono distinguere nel Comune le seguenti frazioni.
- Biassa, 900 abitanti, comprendente le località di Coderone, Sant'Antonio e Telegrafo ed il comprensorio dei Tramonti di Biassa, formato da Fossola, Monesteroli e Schiara;
- Cadimare, 800 abitanti, a sua volta comprendente le località di Costa, Mattone, Pianello, Piano e Siberia;
- Campiglia, 100 abitanti, comprendente le località di Codemin, Lavaccio e Monesteroli, e tutto il comprensorio dei Tramonti di Campiglia, includente Albana, Chioso, Navone e Persico;
- Fabiano/Coregna, 800 abitanti divisi nelle località di Ceppo, Coregna, Fabiano Alto/Basso, Madonna dell'Olmo, Sant'Andrea;
- Isola di Felettino, 200 abitanti;
- Marinasco, 1 000 abitanti ripartiti in più centri abitati -Castellazzo, Foce, Forte Macè, San Rocco, Santa Lucia, Sarbia, Strà, Viano, Vissegi- facenti parte della parrocchia che dà nome alla frazione intera;
- Marola, 1 000 abitanti, che include anche le località di Acquasanta e Montale;
- Pitelli, 1 000 abitanti, comprendente anche la zona di Rigazzara Alta;
- San Venerio/Carozzo, 700 abitanti, diviso a sua volta in Carozzo, San Venerio Castello e Quercia.

Si prosegue collegandosi ai sentieri dell'Alta Via del Golfo, oppure con una digressione a Villa La Contessa, e verso Sarbia-Castellazzo al Monastero benedettino di Santa Maria del Mare, con vista sul golfo.
Il comprensorio urbano della città della Spezia raggiunge i 220 000 abitanti, si estende oltre che su tutto il territorio comunale anche nelle zone limitrofe principalmente nei comuni di Vezzano Ligure, Lerici, Santo Stefano di Magra, Sarzana, Arcola, Follo, Riccò del Golfo di Spezia, Portovenere che creano un unico agglomerato urbano densamente popolato.

## Economia

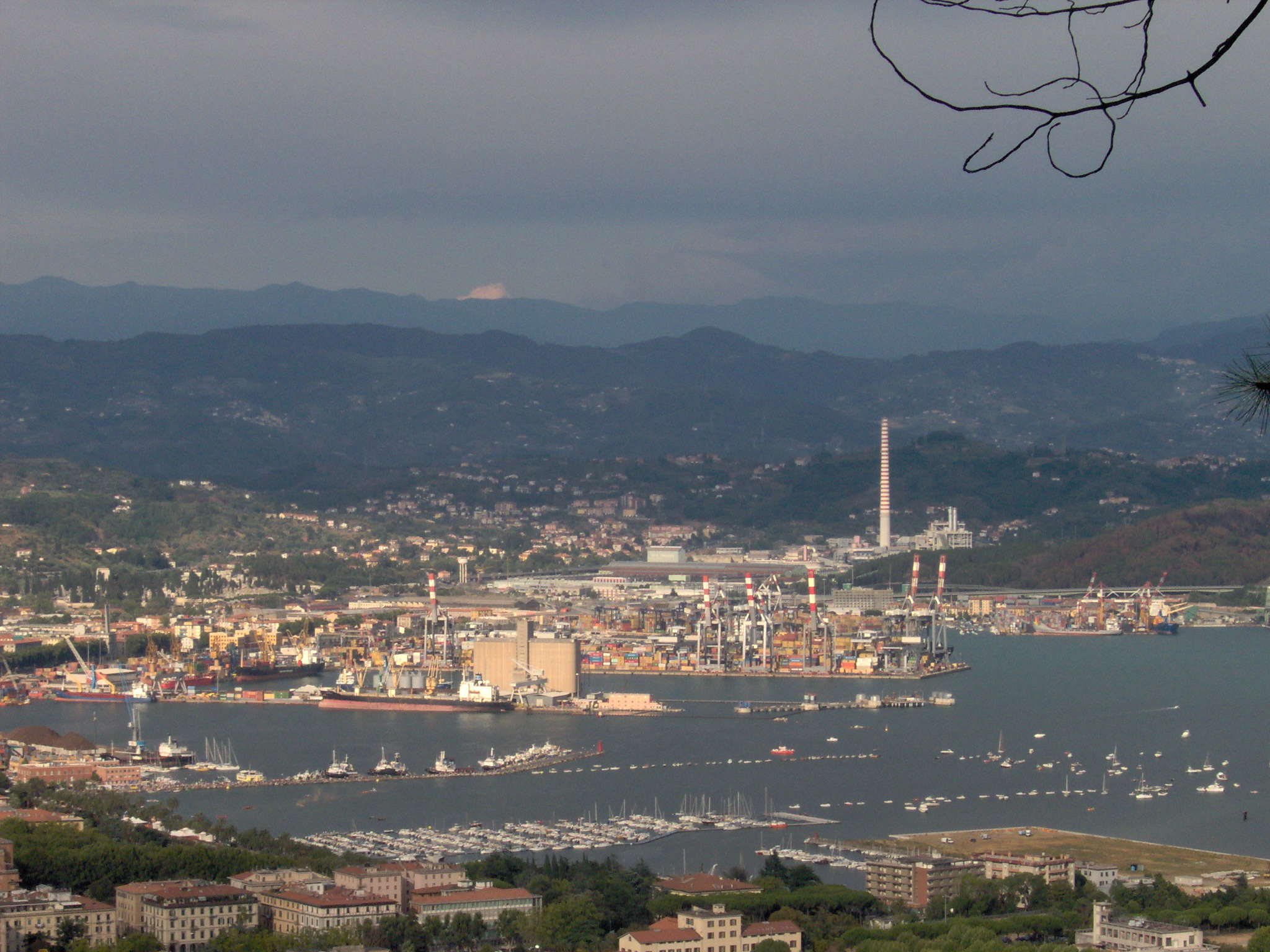
L'area portuale

La Spezia deve il suo sviluppo economico e sociale alla costruzione dell'Arsenale Militare, nella seconda metà dell'Ottocento, opera fortemente voluta da Cavour.
La base navale, ancor oggi una fra le più importanti delle Marina Militare, ha avuto il merito di trasformare la città da borgo turistico e di pescatori in capoluogo di provincia, sede di importanti industrie specializzate in vari settori.
Collegata all'importante base militare è l'industria Oto Melara, una tra le principali aziende italiane attive nel campo della difesa.
Altri importanti stabilimenti produttivi sono la Termomeccanica, la centrale termoelettrica Enel e altre imprese attive nel settore delle costruzioni navali (Fincantieri, cantieri navali del Muggiano).
Il progressivo disimpegno nella zona da parte della Marina Militare, cominciato negli anni ottanta e culminato ai giorni nostri con la chiusura del Centro Addestramento Reclute, ha determinato l'instaurarsi di un periodo piuttosto critico per l'economia spezzina, che ha inciso in modo negativo anche sull'andamento demografico della popolazione.

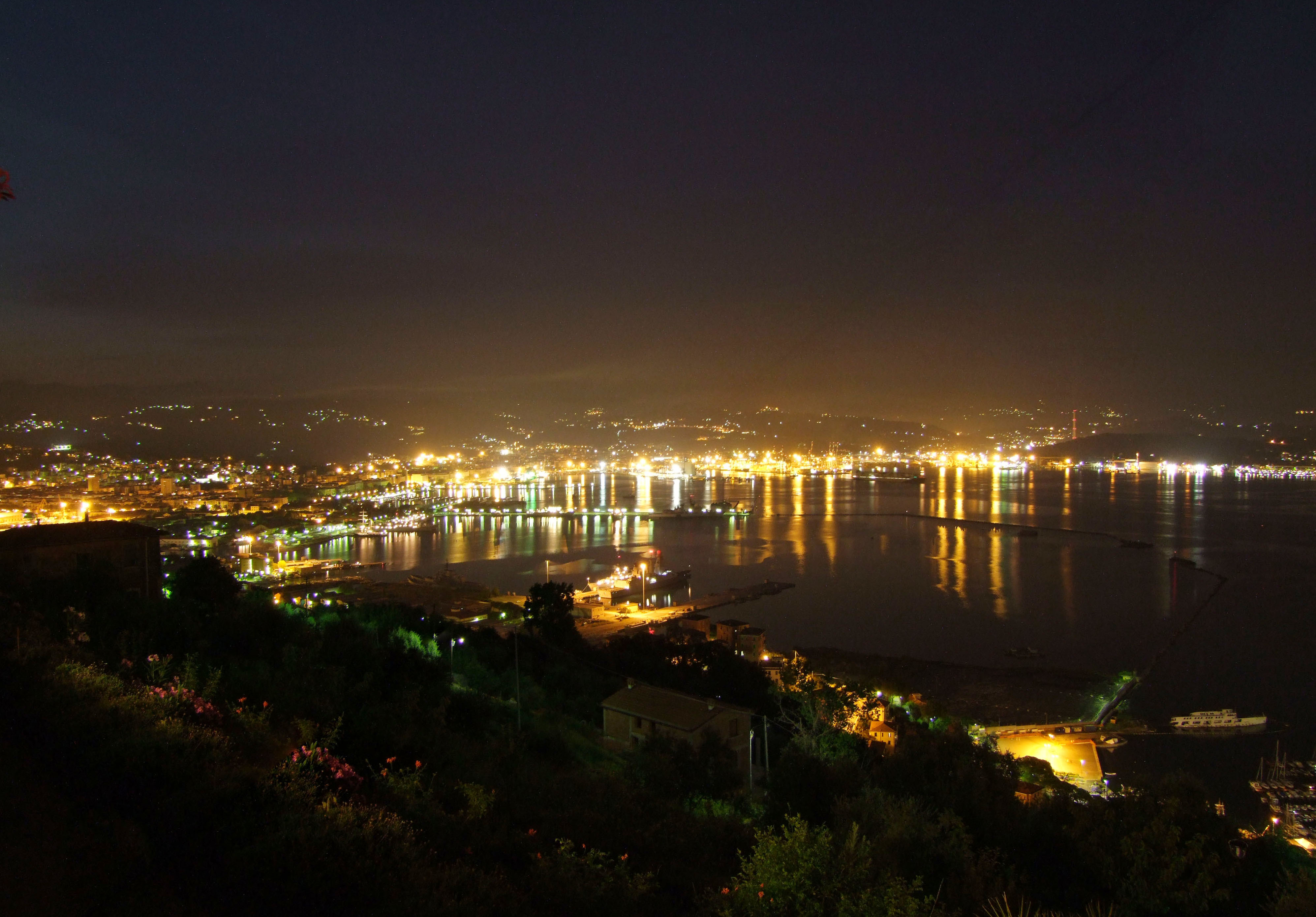
La città di notte

Sono in corso numerose iniziative volte a favorire una nuova crescita economica: nel dettaglio molte zone non più necessarie alle attività militari sono state o stanno per essere riconvertite a uso civile, in modo particolare nel settore della nautica da diporto, che è in forte espansione in questo periodo.

Ma soprattutto, il principale punto di forza dell'economia spezzina è diventato, negli ultimi anni, il turismo: questo fenomeno, inizialmente accompagnato ad importanti rifacimenti e abbellimenti della parte storica, ha man mano assunto i tratti di un vero e proprio boom, sia in Riviera (ricordiamo le Cinque terre, visitate ogni anno da milioni di turisti provenienti da tutto il mondo) sia nell'entroterra (in particolare in Val di Vara, zona all'avanguardia nel settore dell'agricoltura biologica). Progressivamente, iniziando dai primi anni Duemila per poi esplodere, con un effetto domino, dai primi anni Dieci del nuovo Secolo, l'incremento esponenziale del turismo ha radicalmente trasformato la città. In particolare, il suo centro è ormai ricchissimo di ristoranti, bar, locali e attrattive, ribaltando l'immagine di un luogo che, fino alla fine degli anni Novanta, dopo la chiusura pomeridiana dei negozi non offriva alcunché. Oggi, invece, il suo centro è frequentato da giovani e giovanissimi anche in ore serali e notturne, contribuendo allo sviluppo di un'economia nel settore della ristorazione assai rilevante, che si è unito ad una vera e propria proliferazione di attività ricettizie private. La Spezia, quindi, può vantare uno sviluppo turistico cresciuto come in pochi altri centri urbani dell'intera Penisola, ricevendo l'attenzione di osservatori stranieri, che la pongono come esempio di trasformazione e rinnovamento, aprendosi ad un interesse internazionale e scrollandosi definitivamente di dosso lo stereotipo di città di provincia, esclusivamente legata all'industria e alla Marina Militare.
Molti nuovi agriturismi sono nati nelle valli e sulle coste permettendo spesso il recupero di casolari agricoli in decadimento e conservando, quindi, l'aspetto paesaggistico di zone scarsamente abitate.
La località ha ottenuto dalla FEE-Italia (Foundation for Environmental Education) il conferimento della Bandiera Blu per la qualità dei servizi di due porti turistici ("Porto Lotti" e "Porto Mirabello") nel 2014.

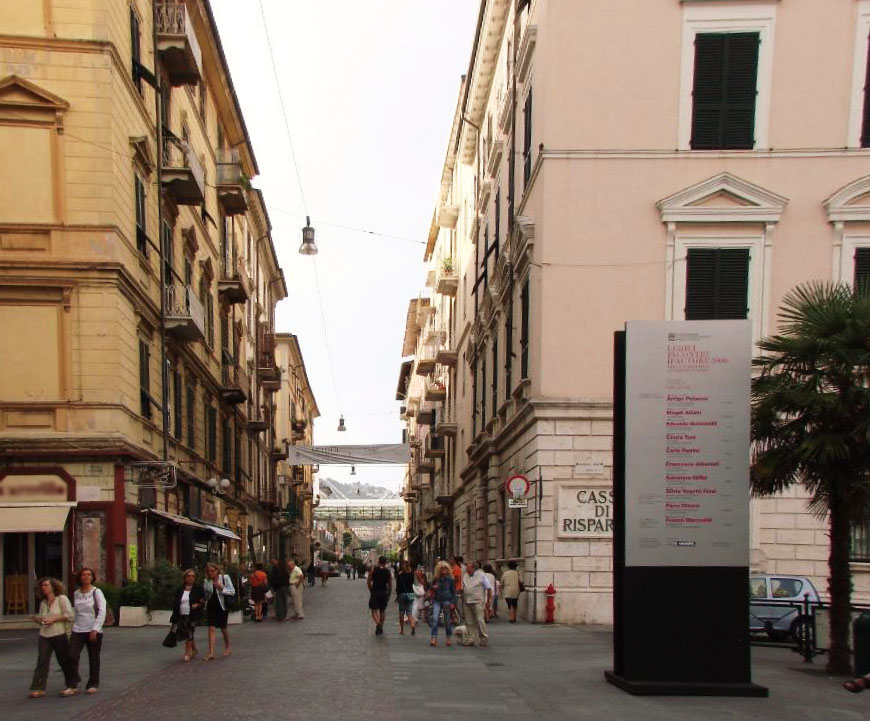
Corso Cavour

Infine, vicino alla Spezia, nel territorio del Comune di Portovenere, si trova il primo e uno dei più grandi rigassificatori italiani, grazie al quale gli idrocarburi gassosi naturali (come il gas metano), importati via mare allo stato liquido, riforniscono la rete italiana di gas.
Nel 2007 il progetto di ampliamento e ammodernamento dell'impianto ha però sollevato molte polemiche sia nell'ambito comunale di Portovenere, che della provincia.

### Commercio
Tra le principali vie del commercio cittadino sono:
- Via del Prione, antico caruggio del centro storico medievale, completamente pedonale e lungo circa 2,2 km. Vi si trovano negozi di vario genere, librerie, ristoranti e bar.
- Corso Cavour, ottocentesca strada parallela a Via del Prione. La via è pedonale nella sua parte più vicina al mare, dove si trovano soprattutto negozi di abbigliamento e numerosi locali. Invece la parte in cui è consentita la circolazione dei veicoli ospita l'antica "Biblioteca Ubaldo Mazzini" e attraversa la storica "Piazza Benedetto Brin".
- Via Chiodo, ottocentesca strada porticata che allinea numerosi antichi palazzi, soprattutto in stile Liberty. In questa via sono gli storici palazzi oggi rispettivamente sedi della "Fondazione Carispezia" e del Palazzo dell'Ammiragliato, sede del "Comando del Dipartimento marittimo dell'Alto Tirreno".

### Settore industriale
Nel 2017, la Francia è risultata il più importante partner commerciale della provincia con una quota dell'11% su un export complessivo di 691 milioni di euro.

## Ecologia
Un territorio così ricco di rilevanze naturalistiche e di bellezze paesistiche porta con sé il rischio costante di essere alterato da iniziative e da interventi potenzialmente lesivi delle sue peculiari caratteristiche ambientali: così è stato nella storia degli ultimi decenni, con alcuni episodi, peraltro per lo più superati positivamente e tali da non aver intaccato in modo sostanziale un territorio tuttora di grande attrazione turistica.
Ecosistema Urbano 2007, il rapporto presentato il 23 ottobre 2006 da Legambiente, ha promosso Bolzano, Mantova e La Spezia come le città italiane più sostenibili sotto il profilo ambientale (il rapporto Ecosistema Urbano 2006 collocava La Spezia già al settimo posto)

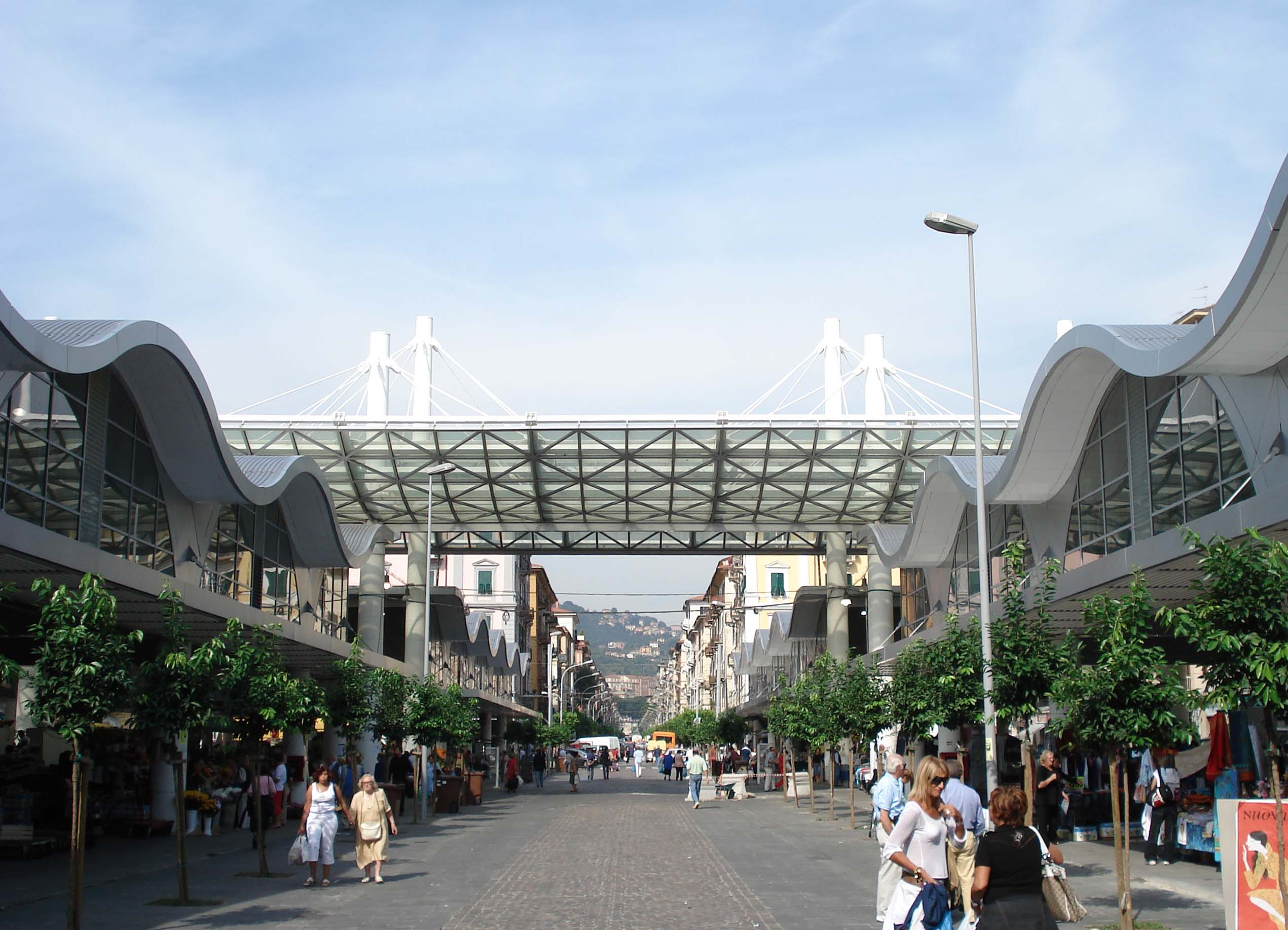
La piazza del mercato

In particolare, su 104 capoluoghi di provincia monitorati, il rapporto colloca La Spezia al 27º posto per quanto riguarda la qualità dell'aria, al 19º per bassa concentrazione di biossido di azoto, al 15º per quantità di aree pedonalizzate, all'11º per quanto attiene alle zone a traffico limitato, al 27º per quanto riguarda il verde urbano, al 25º per basso consumo pro-capite di carburante, al 21º per quanto riguarda le politiche basate sul risparmio energetico e la diffusione di fonti rinnovabili, al 13º per la percentuale di imprese certificate ISO 14001.
La qualità dell'aria nel Levante spezzino è da ritenersi bassissima: nel 2007 a Fossamastra sono stati rilevati 108 superamenti dei limiti di legge per quanto riguarda le PM 10. Il Canaletto non è monitorato dal 2005. Nel 2008 e 2009, sempre a Fossamastra -pur non essendo cambiato nulla in termini di interventi di mitigazione dell'inquinamento- i superamenti sono rimasti entro i 35 consentiti annualmente. Ma, con la nuova normativa europea che porterà a 7 gli sforamenti per le PM 10, si prevede una nuova situazione di illegalità. Ciò considerando anche che, secondo il PRP, la movimentazione dei containers crescerà in una prima fase del 60% e in una seconda del 100% e che con la costruzione della nuova Aurelia si è privilegiato il trasporto su gomma anziché su rotaia. Com' è noto infatti l'ormai fantomatico progetto del potenziamento ferroviario della Pontremolese sembra ormai dimenticato. È doveroso ricordare che le PM 2.5 (polveri extrafini) non vengono monitorate.
Negli anni passati La Spezia è stata oggetto di inchieste riguardanti:
- la destinazione dei fusti di rifiuti tossici trasportati dalla nave Jolly Rosso, inchiesta fu archiviata in quanto il fatto non fu mai provato;
- per l'interramento di rifiuti speciali e tossici nelle adiacenze all'Arsenale il cosiddetto Campo in Ferro (mai bonificato);
- per l'occultamento nella Discarica di Pitelli (classificata "sito ad alto rischio ambientale") di fusti contenenti scorie alla diossina provenienti dall'Icmesa di Seveso, e di altri rifiuti tossici.

### Balneabilità
Il Comune della Spezia non ha zone balneabili, a motivo dallo sviluppo industriale della costa del golfo successivo agli anni Cinquanta del XX secolo.
Sono balneabili unicamente la diga foranea, raggiungibile via mare, e la scogliera di Tramonti di Biassa e di Campiglia.

### Centrale termoelettrica

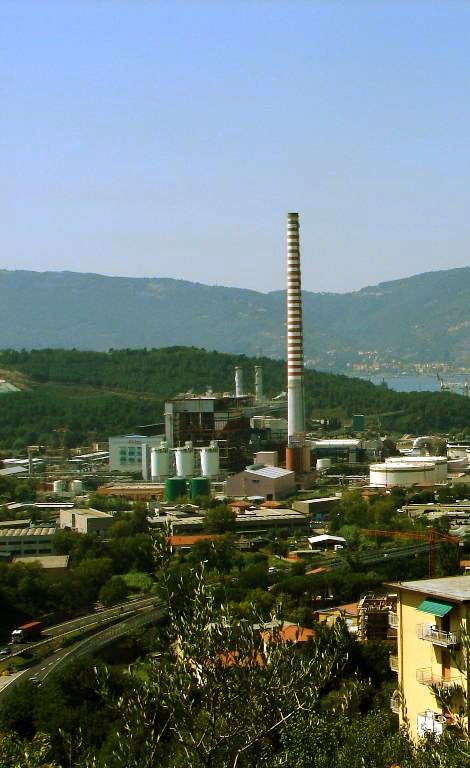
Centrale termoelettrica ENEL

Nel territorio cittadino opera la Centrale termoelettrica "Eugenio Montale" di Enel, che per dimensioni negli anni '50 era la seconda in Europa; la centrale dispone di tre gruppi, due alimentati a metano, ed il terzo a carbone/olio combustibile/metano.
Nel 2013 la procedura di rilascio della Autorizzazione Integrata Ambientale si conclude in fase di conferenza dei servizi, consentendo il l'esercizio della centrale nel rispetto dell'ambiente e delle leggi vigenti (EMAS, ISO e normative CEE).

### Dragaggio dei fondali
Negli ultimi anni è stato ed è tuttora molto attivo il dibattito sull'opportunità o meno della realizzazione di un dragaggio dei fondali del porto mercantile.
Tale opera è stata proposta per consentire l'ingresso nel bacino anche alle nuove grandi navi porta-container, che sarebbero altrimenti costrette a privilegiare gli attracchi in altri moli dai fondali più profondi, facendo perdere alla città un'importante quota del mercato del traffico dei contenitori.
Questa prospettiva è invece osteggiata dalle associazioni ambientaliste e da vari comitati locali, i quali temono che un intervento così drastico sui fondali del Golfo possa per sempre segnarne in maniera negativa il futuro, correndo il rischio di sollevare dal fondo del mare le sostanze inquinanti che lì si sono depositate con il passare degli anni.
È stata rilevata la presenza di arsenico, cadmio, piombo, mercurio, IPA, PCB e altre sostanze inquinanti come il TBT specie nei fondali davanti a Pertusola, Panigaglia, Cadimare- Fezzano, Molo Italia (progetto di bonifica ICRAM).
A questa osservazione è stato controbattuto che il dragaggio rappresenta invece un'occasione utile proprio per consentire una bonifica dei fondali e, se compiuto a regola d'arte, sanerebbe la situazione esistente senza creare neppure disagi transitori.
Ma non si è fatta attendere la replica di segno radicalmente contrario che trova conferma nei fatti: il dragaggio mascherato da bonifica interessa solo gli specchi di mare dove vi è un interesse imprenditoriale ovvero dinanzi al Molo Ravano (nell'ottica di realizzare il terzo bacino che riverserebbe nei quartieri d Levante un altro milione di containers - vd. PRP), dinanzi al Molo Mirabello (dove è in corso di realizzazione un invasivo polo nautico residenziale con 1200 parcheggi sul mare), e dinanzi a uno dei tanti e impattanti cantiere navali. La completa e vera bonifica del Golfo non sembra rientrare nei piani di nessun Governo.
Nel 2006 è stata infine conferita la Bandiera blu degli Approdi Turistici alla città, per la qualità dei servizi del porto turistico (Porto Lotti).

## Infrastrutture e trasporti

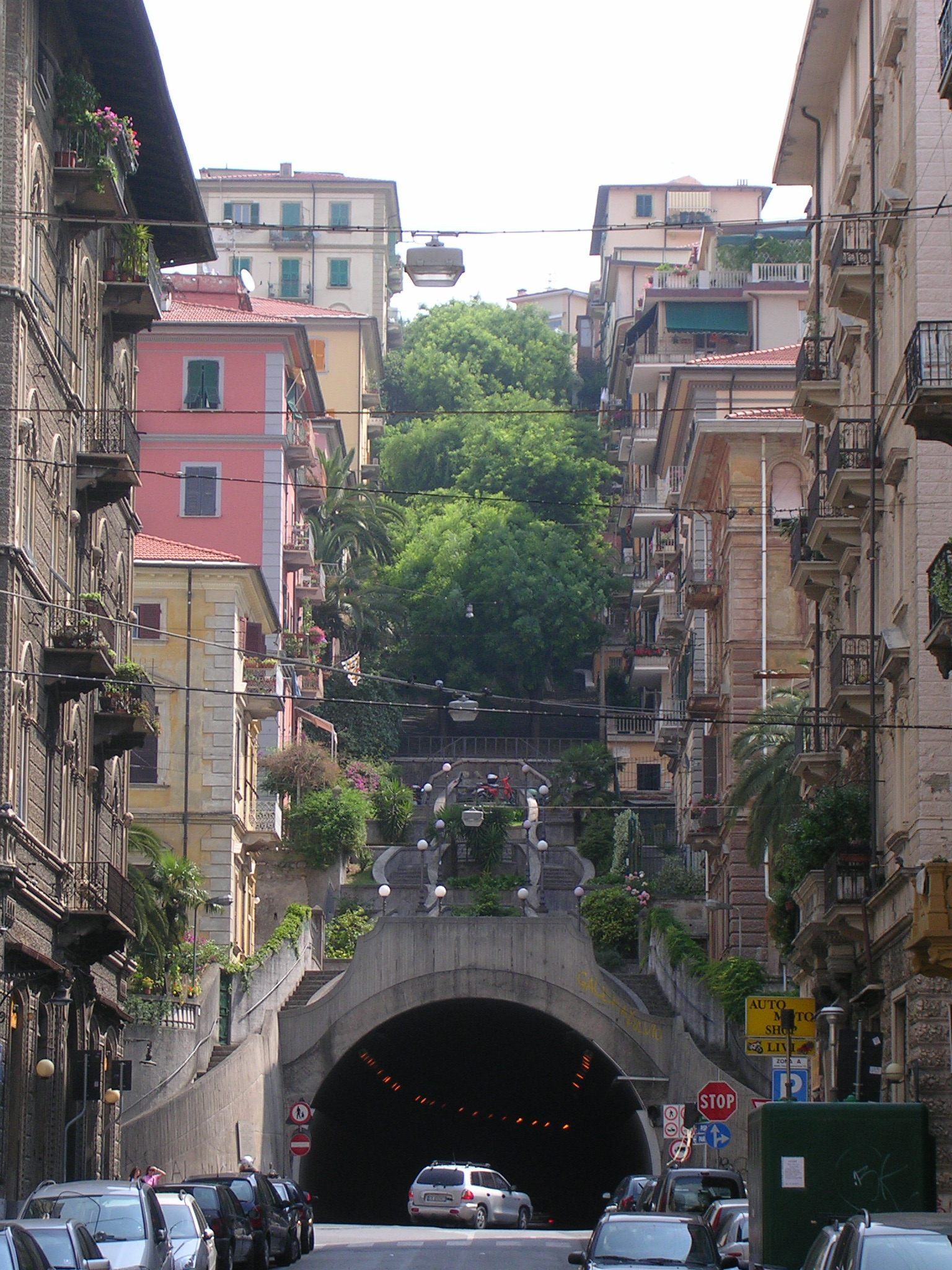
Galleria Spallanzani

### Strade
La Spezia è attraversata dalla SP 1/SS 1 "Aurelia".
Dalla Spezia si dipartono inoltre ulteriori strade statali:
- SS 330 di Buonviaggio, con destinazione la SS 62 della Cisa presso Caprigliola;
- SS 331 di Lerici, con destinazione la SP 1 Aurelia e la SS 430 della Bocca di Magra presso Romito Magra;
- SS 370 Litoranea delle Cinque Terre, con destinazione Manarola (Cinque Terre);
- SS 530 di Portovenere, con destinazione Portovenere.

#### Autostrade
Per il collegamento autostradale dalla città è necessario percorrere un tratto del raccordo, che collega una delle vie direttrici cittadine (via Carducci) con il casello "La Spezia" che serve le autostrade:
- A12 (Genova-Roma)
- A15 (Parma-La Spezia)

#### Tangenziale
La città si sta dotando di una tangenziale (la cosiddetta variante Aurelia), destinata a collegarsi con il raccordo autostradale che porta a Santo Stefano di Magra.
Il giorno 15 gennaio 2006 è stato aperto al traffico il primo lotto della variante, che collega la città con la Val di Vara, attraverso una galleria lunga 2,4 km che connette piazzale Ferro (confine tra i quartieri della Chiappa e di Fossitermi), con il borgo di San Benedetto, oltrepassando la SS 1 in zona Foce.
Il 13 giugno 2011 rappresenta una data storica per la viabilità spezzina. È stato, infatti, inaugurato il secondo lotto della variante permettendo, così, di collegare la Val di Vara direttamente alla zona del Felettino. Il 3 dicembre 2013 è stato inoltre aperto lo svincolo Castelletti. È rilevante far notare che il corpo centrale di tutta la tangenziale era già pronto (compresa segnaletica) nel 1992. Le opere degli svincoli però furono abbandonate.

### Ferrovie
Le linee che transitano nel territorio e fanno capo alla stazione La Spezia Centrale sono la ferrovia Pontremolese (Parma-La Spezia) e la Genova-Pisa (Genova-Roma).
La città nel suo complesso è servita da tre impianti passeggeri: oltre a La Spezia Centrale sono in funzione la stazione di La Spezia Migliarina e la fermata di Cà di Boschetti.
Per il traffico merci sono attivi lo scalo di Valdellora e la stazione di La Spezia Marittima; quest'ultima situata all'interno del porto mercantile. In passato erano attive anche alcune linee merci esercitate in regime di raccordo, fra La Spezia Centrale e l'Arsenale (che terminava all'interno di quest'ultimo in località Marola), La Spezia Marittima-Arsenale (quest'ultimo era raggiunto nei pressi dell'attuale museo navale) e La Spezia Marittima-Muggiano, a servizio delle attività cantieristiche civili e militari.
La ferrovia Genova-La Spezia, costruita fra il 1864 e il 1874, è la linea a doppio binario che collega la città al capoluogo ligure. Un emendamento al Cef 2 (Connecting European Facility) approvato dal parlamento europeo il 22 novembre 2018 ha inserito questa tratta ferroviaria e la Genova-Ventimiglia nella Ten-T, la moderna rete transeueopea di trasporto intermodale, per il piano di investimenti 2021-2027. Progetti di sviluppo sono in via di definizione anche per la tratta Livorno-La Spezia.

### Mobilità urbana

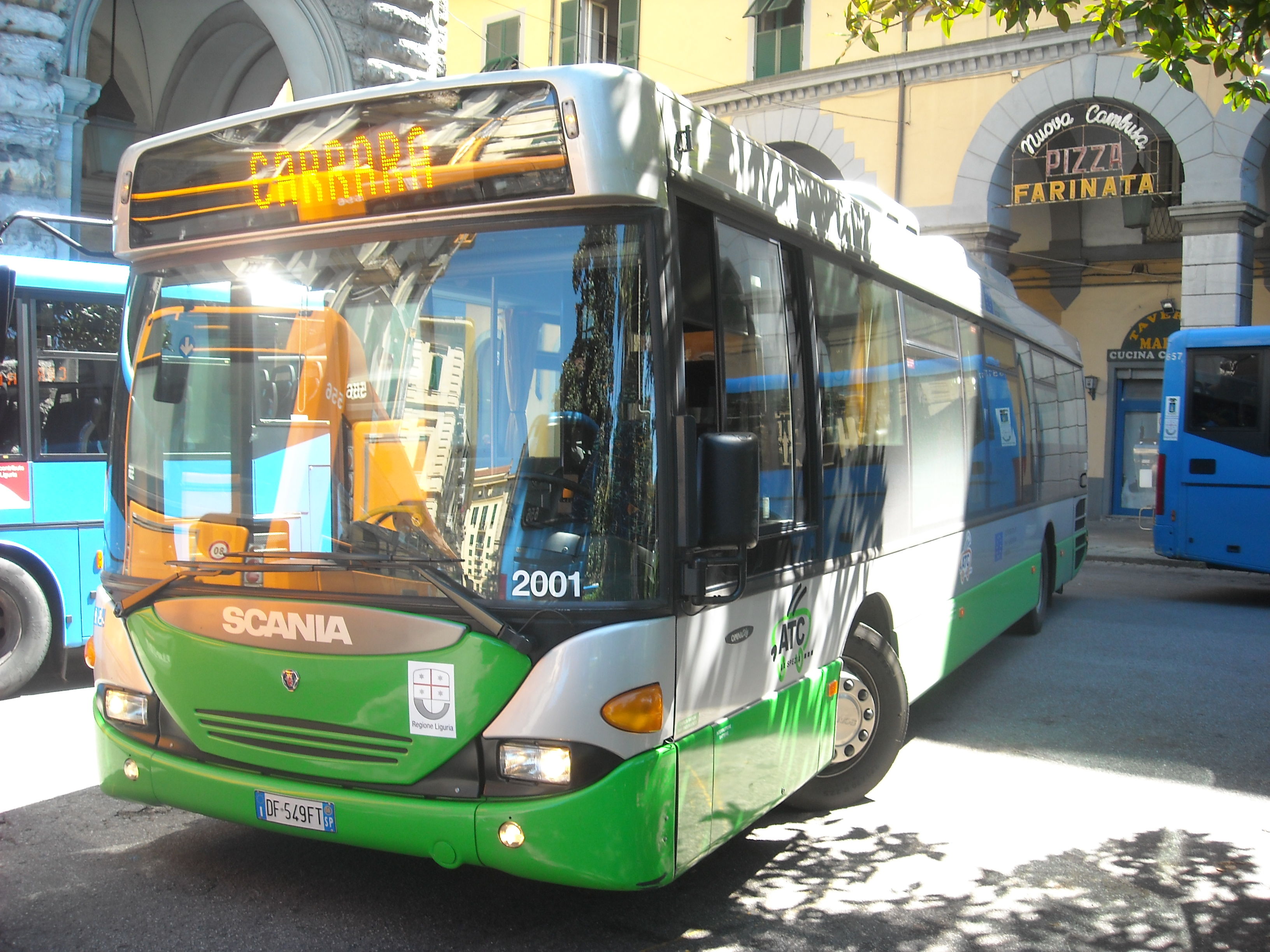
Bus Scania Omnilink dell'ATC (La Spezia)

Il trasporto pubblico è assicurato da ATC (La Spezia), che gestisce:
- Servizio urbano, che si svolge sul territorio del Comune della Spezia
- Servizio suburbano e interurbano che si estende a tutta la Provincia della Spezia collegando tutti i Comuni limitrofi (Carrara e la Lunigiana fino ad Aulla e la Provincia di Reggio Emilia);
- Servizio scolastico e disabili;
- Servizio casa / lavoro per le aziende;
- Servizi gran turismo nazionali e internazionali;
- Gestione aree di Sosta

Il trasporto pubblico su gomma mobilita ogni anno alla Spezia quasi 20 milioni di persone.
In città è attivo dal 2008 un servizio di Bike Sharing denominato "Spezia in bici", ribattezzato "SeaBike" nel 2021, che si compone di 22 cicloposteggi ubicati in posizioni strategiche sul territorio comunale, come ad esempio i parcheggi di interscambio. Tale servizio permette agli utenti iscritti, muniti di tessera elettronica o attraverso un'app dedicata, di prelevare una bicicletta, utilizzarla e riconsegnarla in uno qualsiasi dei cicloposteggi.

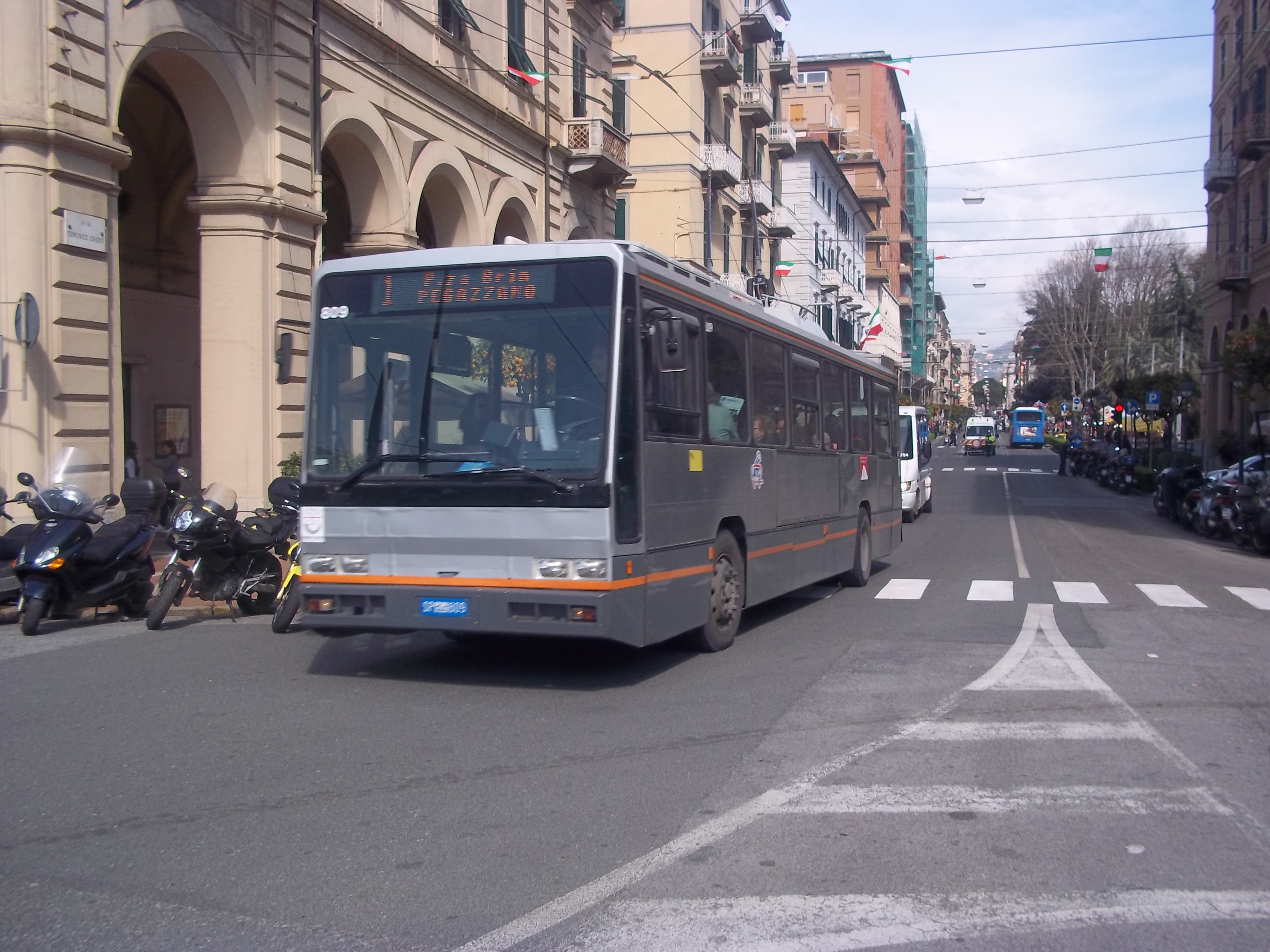
Filobus dell'ATC (La Spezia)

#### Ascensori di San Giorgio
La zona del Castello di San Giorgio è servita da due ascensori che collegano il centro con il Castello. Gli ascensori sono i seguenti:
- il primo, verticale collega via dell'Indipendenza con Via XX settembre
- il secondo, inclinato collega Via XX settembre con Via XXVII marzo, di fronte all'ingresso del Castello.

#### Filovia
La rete filoviaria della Spezia fu la prima in Italia ad effettuare un servizio pubblico regolare, dopo che in altre località italiane, a partire dal 1904, erano stati aperti alcuni tratti a carattere sperimentale. Aperta nel 1906 sulla tratta tra via Chiodo e Fezzano, avrebbe dovuto raggiungere Portovenere, ma il progetto, a causa anche del carattere pionieristico di impianti e vetture, non verrà mai portato a termine, e nel 1909 il servizio venne soppresso.
La rete attuale è stata aperta nel 1951 e conta tre linee: 1, 3 e 37.
La linea 3, tra le più utilizzate e già filoviaria, è stata servita da autobus dal 2005 a causa dei lavori per il prolungamento del bifilare fino all'ospedale del Felettino. Dal 2012 sono stati avviati lavori di ampliamento della rete, che prevedevano anche la conversione filoviaria della linea 37; il 20 marzo 2014 sono entrati in servizio i nuovi filobus Solaris Trollino 12.
Sono presenti 24,6 km di bifilare e 27 filobus, tutti di produzione Solaris: 8 Trollino 12 III, 14 Trollino 12 IV e 5 Trollino 18 IV.
Ad oggi risulta interamente filoviaria la linea 1 e parzialmente le linee 3 e 37 con filobus bimodali; sono inoltre in corso opere per attivare altre quattro linee, totalmente o parzialmente filoviarie: le linee 2 e 12, quella di collegamento con i parcheggi di interscambio e un servizio periodico turistico, di connessione tra il terminal crociere e la stazione centrale.
Il comune della Spezia ha aderito in passato a BEST, che si proponeva di diffondere l'uso del bioetanolo con la costruzione di 3 distributori e la fornitura di 100 vetture che usano tale carburante.

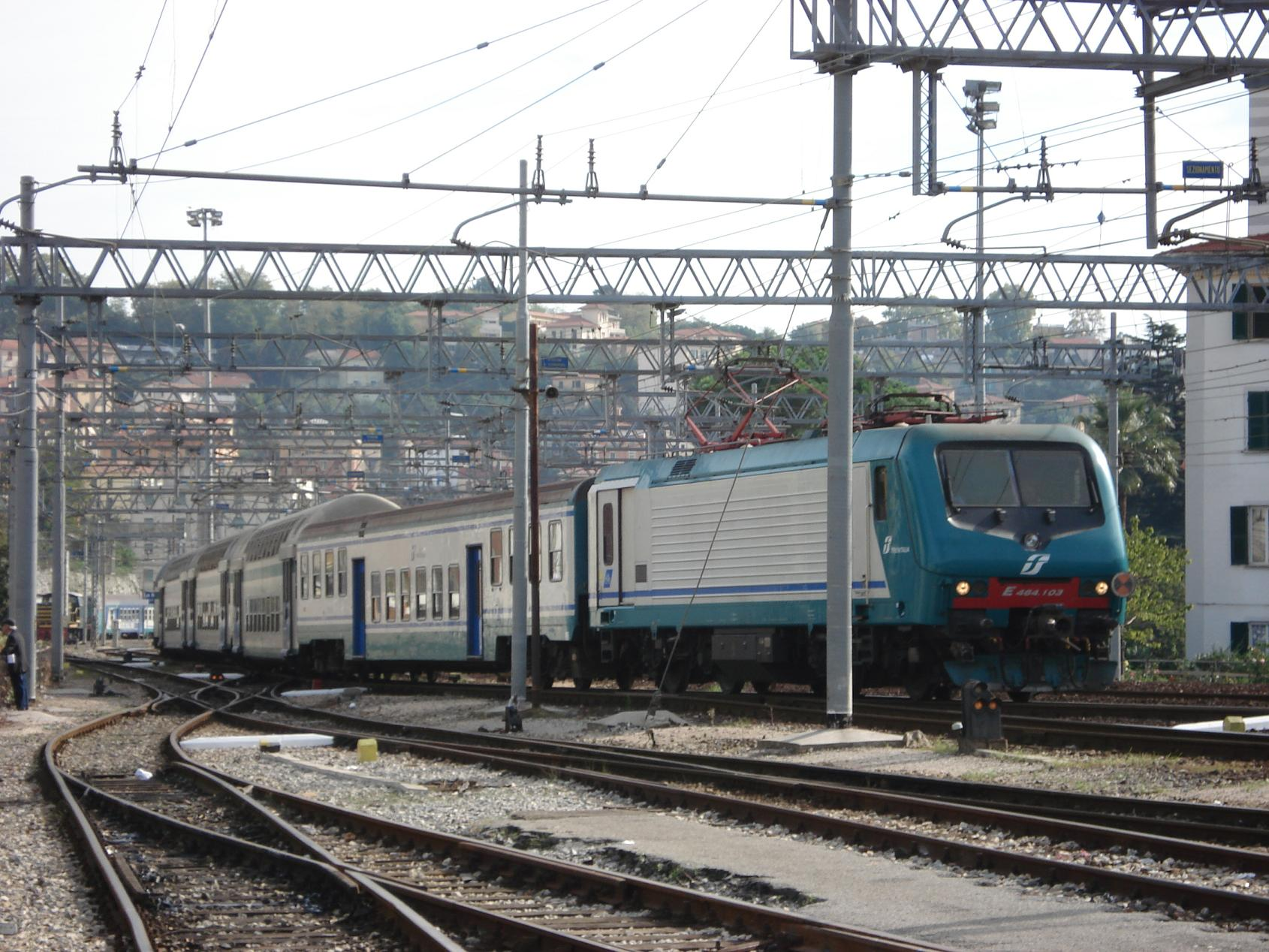
La Spezia, snodo ferroviario

#### Rete tranviaria
Fra il 1902 e il 1951 La Spezia era dotata di un'estesa rete tranviaria urbana costruita dalla società Helios, che curò anche l'installazione dell'impianto di illuminazione pubblica cittadino ed esercita dalla Società delle Tramvie Elettriche della Spezia, cui nel 1948 subentrò la municipalizzata FI.TR.A.M; quest'ultima che curò la conversione a filovia degli impianti.

### Aeroporti
Nel primo dopoguerra e nel corso della Seconda Guerra Mondiale la località di Cadimare vide la nascita e lo sviluppo della base militare di idrovolanti della Regia Aeronautica, che rimase attiva ai voli fino alla metà degli anni cinquanta.

Oggi vi rimane un presidio dell'Aeronautica Militare che tuttavia non prevede alcuna attività aerea regolare nonostante sia indicato ancora come Aeroporto di Cadimare.
Nelle vicinanze della Spezia è aperto l'Aeroporto di Sarzana-Luni che accoglie voli di carattere militare e turistico.

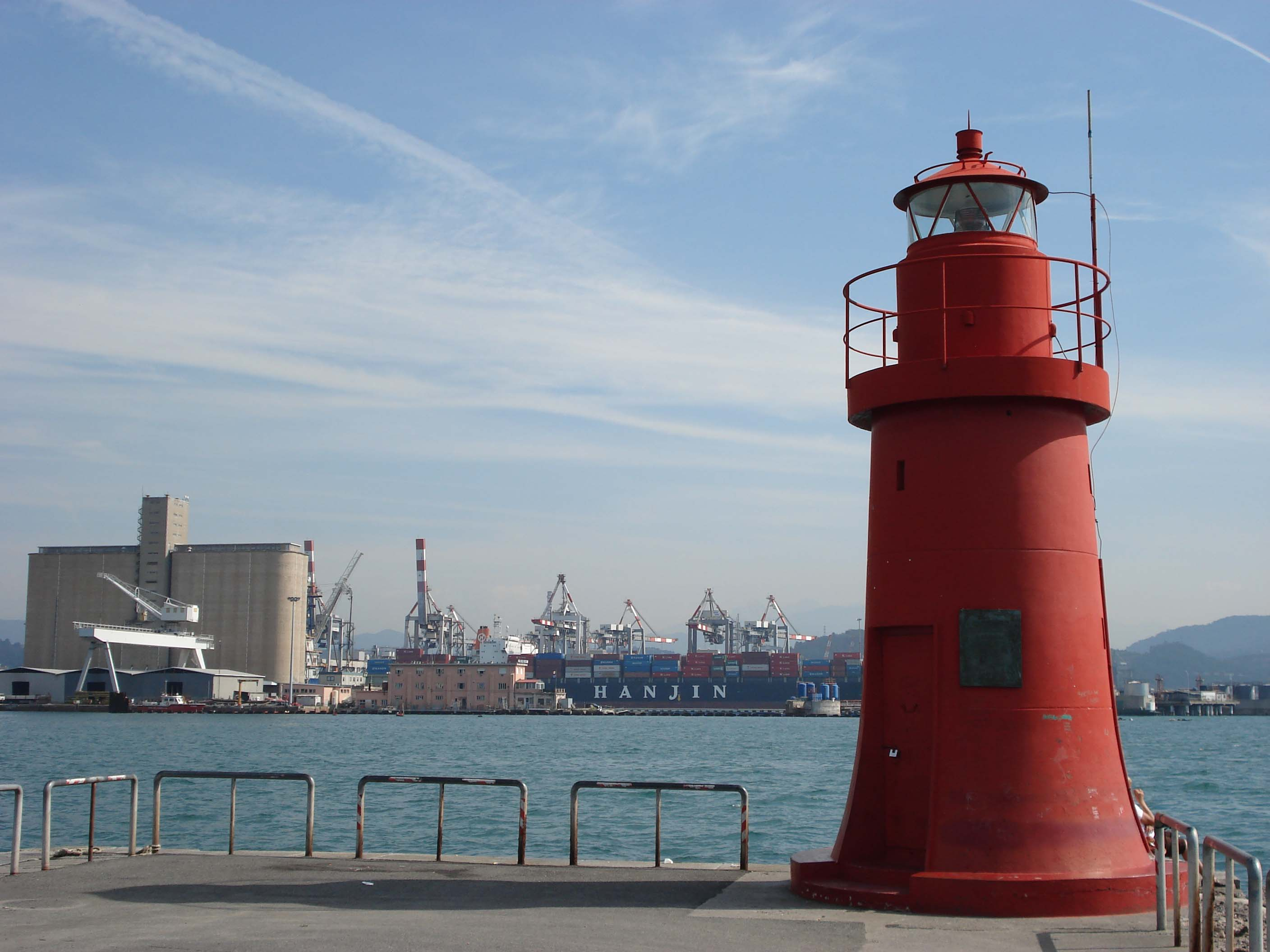
Il molo Italia e il porto

### Trasporto marittimo
Oltre al porto mercantile e a quello militare, la città offre speciali attracchi sia per l'ormeggio delle imbarcazioni da diporto che per l'accesso ai servizi di collegamento marittimo con altre località spezzine.
Fra il 1955 ed il 1998 alcuni di questi servizi erano gestiti direttamente con una flotta pubblica gestita dalla FI.TR.A.M (dal 1977 denominata IN.TUR).
Dal molo Italia partono, nei mesi primaverili ed estivi, linee turistiche per Lerici, Portovenere, Isola Palmaria, le Cinque Terre, Portofino e Genova.
Nel porto della Spezia fanno inoltre regolarmente scalo navi di crociera i cui passeggeri hanno a disposizione visite guidate alla città e ai suoi musei nonché a Lerici, Portovenere e alle vicine Cinque Terre.

## Installazioni militari
La città della Spezia ospita una delle quattro principali basi della Marina Militare e in particolare:
- Comando Marittimo Nord della Marina Militare;
- Comando Stazione Navale di La Spezia;
- Arsenale militare marittimo della Spezia;
- Comando Prima Divisione Navale del Comando in Capo della Squadra Navale della Marina Militare;
- Comando 74º Gruppo Navale Addestrativo;
- Comando 53ª Squadriglia Dragamine Costieri;
- Comando 54ª Squadriglia Dragamine Costieri;
- Comando Flottiglia Unità Ausiliarie M.M;
- Comando Forze di Contromisure Mine M.M;
- Battaglione SDI-Nord M.M;
- Comando Zona Fari e Segnalamenti Marittimi Alto Tirreno;
- Dipartimento Militare di Medicina Legale di La Spezia;
- Direzione di Commissariato della Marina Militare di La Spezia;
- Direzione Genio Militare della Marina Militare di La Spezia;
- Centro Periferico Telecomunicazioni ed Informatica M.M di La Spezia;
- Centro Allestimento Nuove Costruzioni Navali presso Cantiere navale del Muggiano;

## Amministrazione

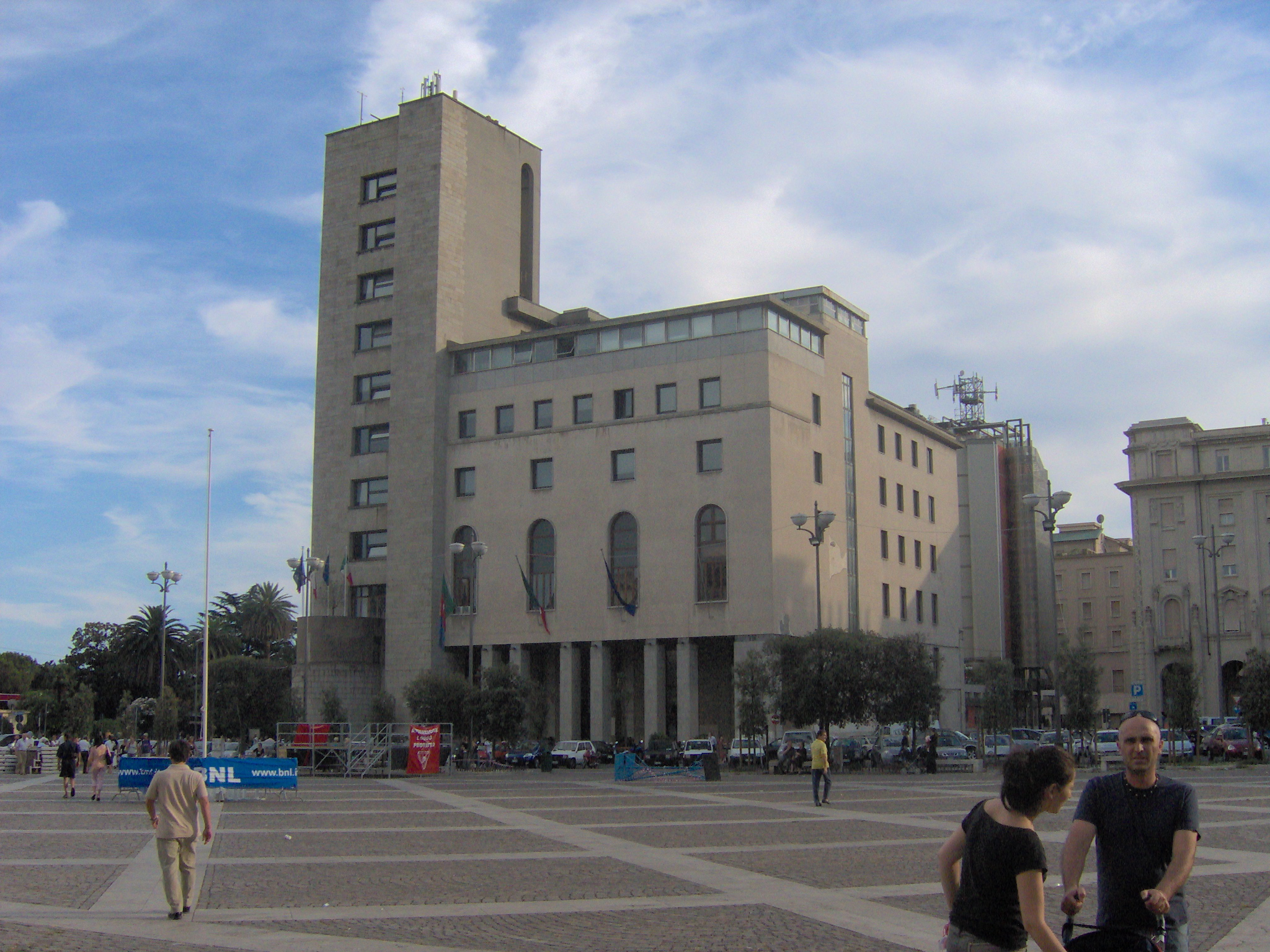
Il municipio

### Consolati
La Spezia è sede dei seguenti consolati onorari:

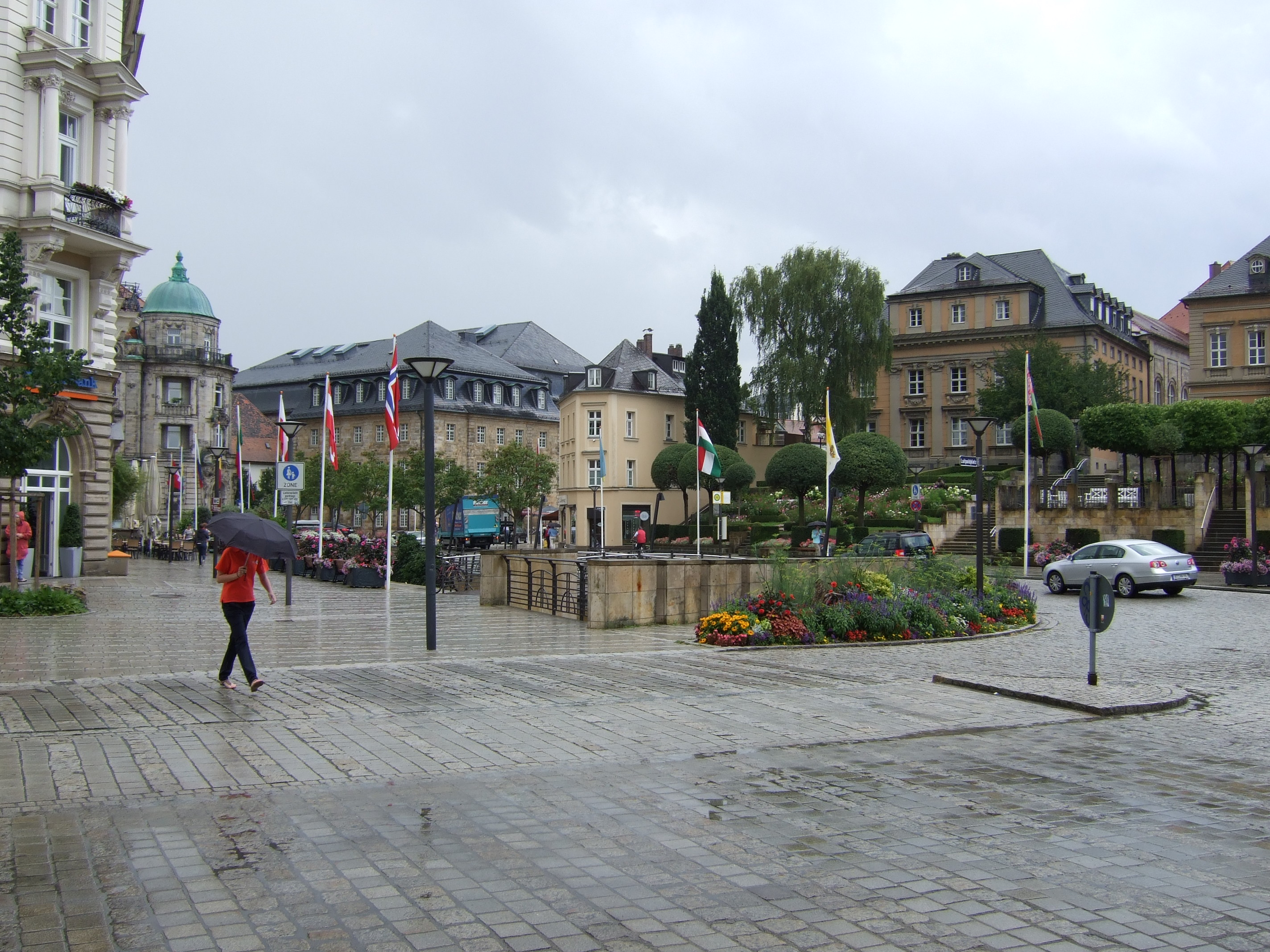
La Spezia-Platz a Bayreuth

- Francia
- Norvegia
- Svezia

### Gemellaggi
- Tolone, dal 1959
- Bayreuth, dal 1999[69][70]
- Vallejo, dal 1987

### Cooperazione internazionale
- Zhuhai, dal 2013[71]

## Sport

### Calcio

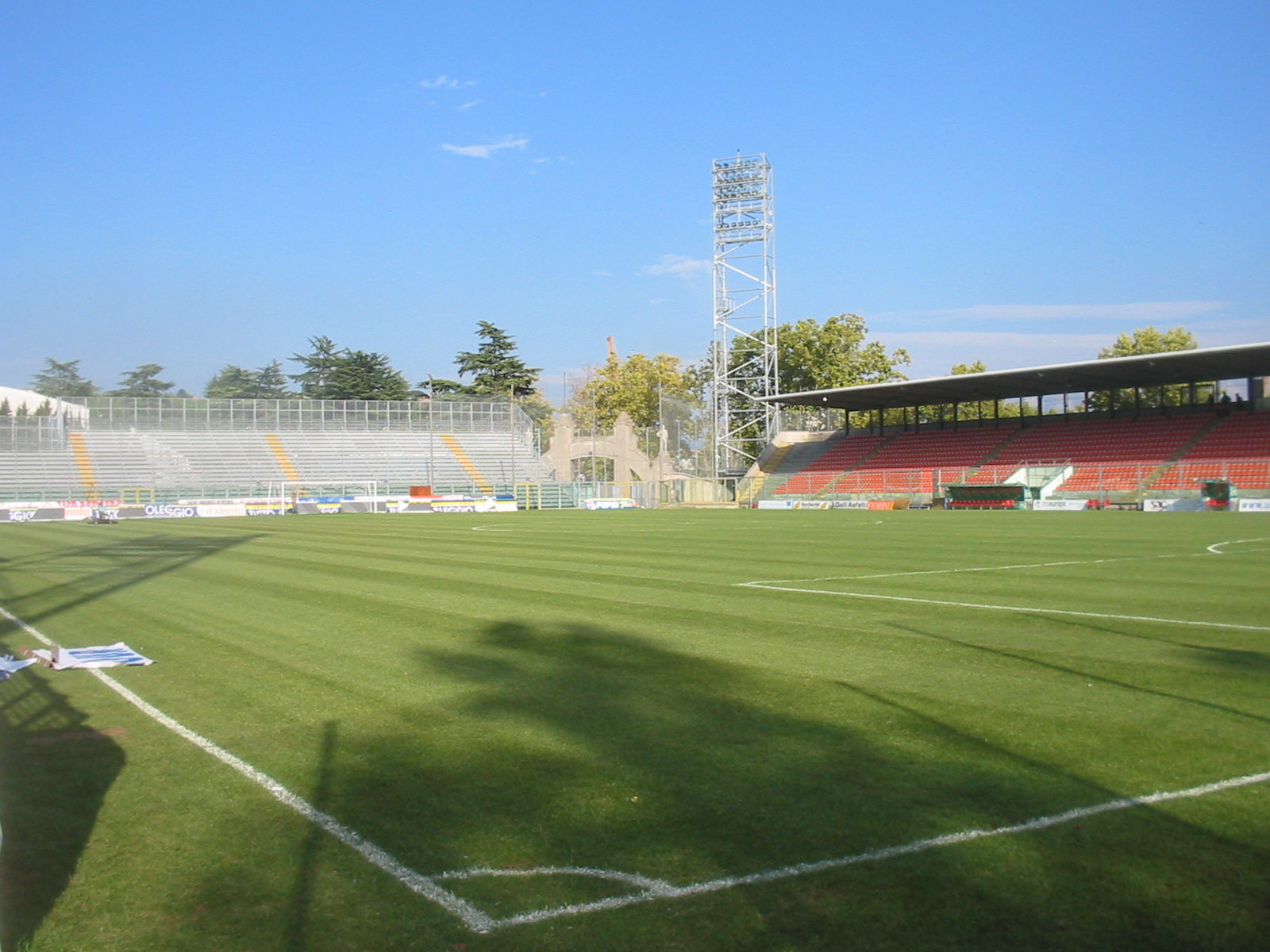
Il terreno di gioco dell'Alberto Picco

La principale squadra calcistica cittadina è lo Spezia Calcio fondata nel 1906. 
La società è stata rifondata nell'estate del 2008 in seguito al fallimento dello Spezia Calcio 1906. La nuova società ha assunto il nome di A.S.D. Spezia Calcio 2008 e ha militato per un anno in Serie D. Il 6 maggio 2012, a poco meno di quattro anni dal fallimento, viene promossa in Serie B. Nella stagione 2019-2020 vince i Play Off della Serie B. Dalla stagione 2023-2024 milita in Serie B. La squadra disputa le sue partite casalinghe nello stadio Alberto Picco che, a partire dalla stagione 2011-2012, utilizza una superficie di gioco in erba sintetica di terza generazione.
Nel suo albo d'oro lo Spezia può vantare un titolo nazionale grazie alla vittoria del Campionato Alta Italia del 1944, l'unico torneo ufficiale disputato in quel periodo, anche se il sodalizio ligure non ha tecnicamente mai partecipato alla suddetta competizione (il titolo fu in realtà vinto da una società a livello giuridico differente, il G.S. 42º Corpo dei Vigili del Fuoco, la quale sostituì lo Spezia, inattivo per motivi bellici, rilevandone i calciatori). Tale trofeo è stato ufficialmente riconosciuto dalla FIGC nel 2002 come trofeo onorifico.
Al termine della terza stagione consecutiva nella massima serie, dopo un girone di ritorno particolarmente negativo (ad eccezione di due vittorie particolari, con Milan ed Inter) lo Spezia è retrocesso in Serie B.

### Pallacanestro
La squadra di pallacanestro femminile cittadina, il Basket Spezia Club (sponsor storici Carispezia e Termomeccanica), ha militato in Serie A1 ininterrottamente dalla stagione 1996/97, fino alla stagione 2007/08, riportando anche un secondo posto e varie partecipazioni alle coppe europee. A seguito di problemi di natura finanziaria la società ha deciso di iscriversi per la stagione 2008/09 al campionato di Serie A2, culminato con un'inaspettata retrocessione. Dopo un solo anni in B Eccellenza la squadra è tornata in Serie A2, disputando una serie di campionati di vertice.
Per la stagione 2013/14 la squadra, a causa di ulteriori problemi economici, si è iscritta al campionato di serie B, quarto livello del basket femminile italiano.
Da alcuni anni, dopo una lunga gavetta nelle serie minori regionali e nazionali, è emersa anche la Virtus Basket Spezia, che dopo quattro campionati in A2 a rendimento altalenante, nel maggio 2013 ha centrato la promozione e milita in Serie A1.
In campo maschile, la squadra cittadina ha avuto un recente lungo passato in serie C Nazionale, e nella stagione 2011/12 milita in serie C Nazionale. In città ha la sede di gioco anche il Basket Follo, che nella stagione 2013/14 disputa anch'essa la serie C Nazionale da neo promossa. Nella provincia sono inoltre presenti il Sarzana Basket (serie C regionale), e la Polisportiva Pontremolese (quest'ultima, sebbene abbia sede in provincia di Massa-Carrara, disputa i campionati liguri).
Nel recente passato il movimento cestistico spezzino ha subito una serie di "decurtazioni", dovute essenzialmente alla carenza di sponsor disposti a sostenere tale movimento. Ultima squadra a scomparire il CSI Basket Ameglia, presente solo a livello giovanile dalla stagione 2012/13. Andando indietro negli anni: C.R.D.D., D.L.F., Spezia 1993, Landini Lerici e PGS Canaletto sono squadre che esistono oggi solo a livello giovanile, e che hanno calcato i campi di Serie D e C Regionale.
Da segnalare che, in un lontano passato (anni cinquanta e sessanta), il C.R.D.D., al tempo D.D.M.(Dopolavoro di Marina), uno dei primissimi numeri di matricola italiani, ha calcato i campi delle serie nazionali (presente anche in Prima Divisione Nazionale).
Risulta molto florido il movimento cestistico amatoriale, che da diversi anni annovera almeno 14 squadre iscritte e più di 250 tesserati. Questo movimento ha prodotto una serie di vittorie in campo nazionale, quali il Campionato Italiano (Una Vita in Panca Lerici, 2 volte) e la Coppa Italia (ARCI Canaletto). Sono regolarmente iscritte al medesimo campionato anche alcune squadre della città di Carrara, anch'esse vincenti a livello nazionale (Drink Team Carrara, White Sharks Carrara).
Dalla stagione 2014/15 la Lega Basket Uisp verrà aperta anche ad alcune squadre del Tigullio.

### Ciclismo
Il 5 giugno del 1929 la tappa Siena-La Spezia vede il primo arrivo in città del Giro giunto alla sua diciassettesicesima edizione: vince Alfredo Dinale, in rosa resta Alfredo Binda che vincerà la corsa a tappe: il giorno seguente è sosta della carovana, che riparte il 7 giugno alla volta di Parma.
Nove anni più tardi (1938) il Giro ritorna alla Spezia proveniente da Santa Margherita Ligure, sono solo 81 chilometri che bastano a Giovanni Valetti per staccare tutti e aggiudicarsi la tappa. La tappa del giorno dopo porta i corridori a Montecatini Terme. Valetti vincerà il Giro.
Pausa bellica; altri anni ancora e il Giro ritorna in città il 27 maggio del 1963, con il tragitto Salsomaggiore-La Spezia: vince Giorgio Zancanaro che in solitudine mantiene pochi secondi fino al termine. Il giorno seguente si riparte dalla Spezia per arrivare ad Asti; al traguardo finale della corsa a tappe a Milano trionfa Balmamion.
Nel 1967, il 22 maggio, su Viale Italia -all'altezza dell'imbarco traghetti- volatona del gruppo: Gomez Moral vince la tappa partita 223 km prima da Alessandria. Vince il Giro Felice Gimondi.
Il 9 maggio 1978 riecco la carovana: ma la data è insieme storica e triste per il Paese, perché è ritrovato in Via Caetani, a Roma, il corpo dell'Onorevole Aldo Moro nella Renault 4 rossa: l'arrivo del Giro alla Spezia passa presto in secondo piano; la tappa arriva dopo la partenza da Novi Ligure, 195 chilometri complessivi con successo in volata di Beppe Saronni (il giorno dopo dalla Spezia si riparte, alla volta di Cascina); all'arrivo finale a Milano vince Johan De Muynck. Nel 1979 c'è la favolosa crono Lerici-Portovenere con passaggio in Arsenale, il 27/5, vinta da Knut Knudsen, con Saronni vincitore finale di quel Giro.
Il 9 giugno 1989 la 20ª tappa del Giro d'Italia si conclude alla Spezia con la vittoria del francese Laurent Fignon. Nel 1990 e nel 1997 La Spezia è sede di sola partenza di tappa, nel primo caso per Langhirano e nel secondo per Varazze.
Molti di più saranno, naturalmente, i transiti nel corso degli anni della celebre corsa a tappe nazionale; ad oggi la ultima presenza della città nell'elenco delle sedi di arrivo e anche di partenza del Giro è legata alla edizione del 2015: la quarta tappa in programma parte da Chiavari e dopo 150 km di scenari meravigliosi arriva a Spezia, col successo di Davide Formolo; il giorno dopo il Giro riparte verso il traguardo dell'Abetone.
La Spezia è sede d'arrivo della Parma-La Spezia, in alcune edizioni denominata Parma-La Spezia - Memorial Mauro Pecunia, corsa in linea maschile di ciclismo su strada riservata alla categoria Under 23.

### Pallamano
Nella città la pallamano ha avuto un boom di tesserati negli ultimi anni, consentendo alla Spezia di conquistare il ruolo di protagonista nel contesto regionale. Una diffusa promozione di questo sport già nelle scuole elementari e medie inferiori ha fatto conoscere la pallamano a un notevole numero di ragazzi che hanno proseguito l'attività sportiva nelle proprie società sportive.
Fra le principali società ricordiamo l'SDG Spezia Pallamano.

### Rugby
Golfo dei Poeti Rugby Club Archiviato il 5 dicembre 2020 in Internet Archive.
Rugby Club Spezia

### Lacrosse
Alla Spezia nel 2007 è stata fondata la seconda squadra italiana di lacrosse, sport tipicamente nordamericano e in rapida espansione anche in Italia: le Aquile Nere.

### Ginnastica artistica
La società sportiva Ginnastica Canaletto è in significativa crescita e gareggia sia con la squadra femminile che con quella maschile ad alti livelli, non solo nel circuito U.I.S.P. ma ora anche nel circuito FGI ottenendo ottimi risultati, grazie sia all'impianto nel quale ha sede (Palasport Mariotti), sia alle attrezzature di cui si è dotata, sia alla presenza di tecnici federali che seguono i ragazzi e le ragazze che, con assiduità frequentano la palestra. I saggi di Natale e di fine anno, ospitati al primo piano nel campo di gioco da basket sono un piacevole spettacolo aperto a tutti, e lo spazio per goderselo comodamente non manca.
La società ginnastica Pro Italia fu fondata alla Spezia in via Cernaia nel 1890 come società di ginnastica e scherma. La pratica della scherma, già abbandonata da molti anni, ha lasciato posto allo sviluppo della ginnastica artistica sia maschile sia femminile, e la società ha rappresentato La Spezia in molti incontri regionali, nazionali e internazionali.
Nella nuova sede di via Lamarmora i giovani ginnasti spezzini si allenano sperando di diventare futuri campioni olimpici, tra cui il celeberrimo ginnasta E. Moscatelli.

### Atletica leggera
Nella provincia sono presenti alcune società sia di carattere amatoriale (Arci Favaro, Avis Piana Battolla) sia di carattere agonistico (Atletica Spezia Carispe, Atletica Sarzana).
Inoltre a livello di Campionati di Società, le squadre spezzine hanno partecipato alle finali nazionali A (prime 12 squadre d'Italia), A "Argento" (dalla 13ª alla 24ª squadra d'Italia), A1 (dalla 25º alla 36º), A2 (37º/48º):
- Atletica Sarzana: A1 Allieve/Juniores (2000); B Assoluti (2001); B Assolute e A1 Juniores/Promesse Donne (2002); B Assoluta (2003 e 2004)
- Atletica Spezia Carispe: A Allieve (2002); A (2003); B Allieve, B Assoluto e A Junior/Promesse Donne (2004); A, B Allievi e A1 Junior/Promesse (2005); A1 femminile, A Allievi, A Argento Under 20 femminile (2006); A1 Allievi/Juniores (2007); A1 femminile (2008); A2 femminile (2009)

Lo stadio "A. Montagna" ospita, in alternanza con il "Miro Luperi" di Sarzana, tutte le competizioni su pista provinciali, oltre alle gare scolastiche di corsa campestre e atletica leggera.
Escludendo il 2010, per 18 anni attraverso il centro storico e i giardini si è svolta la Vivicittà, corsa di 12 km con partenza simultanea in tutte le città partecipanti.

### Hockey subacqueo
Dal 2010 è attiva una squadra di Hockey Subacqueo, l'unica presente in tutta la Liguria, in seno alla Società GRUPPO SUB OSPEDALE (G.S.O.).
Pallanuoto
Asd Venere Azzurra , nel 2024 è tornata a chiamarsi con la denominazione originaria di Marina Militare